# Acadie
Vous lisez un « bon article » labellisé en 2009.
Cet article concerne la région nord-américaine. Pour les autres régions associées, voir Cadie. Pour l'ancienne colonie, voir Acadie (Nouvelle-France).
Pour les articles homonymes, voir Acadie (homonymie).
Ne doit pas être confondu avec Arcadie.
L’Acadie est considérée comme une nation ou un ensemble de communautés nord-américaines où vivent et parlent en français environ 300 000 Acadiens. L'Acadie comprend grosso modo le nord et l'est de la province canadienne du Nouveau-Brunswick, des localités et des régions plus isolées au Québec, sur l'Île-du-Prince-Édouard et en Nouvelle-Écosse, ainsi que le nord-ouest du Maine aux États-Unis. La communauté francophone de Terre-Neuve-et-Labrador, bien qu'ayant une origine différente des Acadiens, est parfois incluse dans cette définition. D'autres définitions, faisant presque toutes allusion à un territoire, comprennent parfois la Louisiane et ses descendants acadiens — les Cadiens. Les frontières de l'Acadie restent floues, l'Acadie étant une nation sans reconnaissance explicite.
L'Acadie historique, colonie de la Nouvelle-France, est fondée en 1604 — dans certains districts du pays des Micmacs qui s'appelle Mi'kma'ki — et peuplée à partir de l'Ouest de la France. La population de l'Acadie comprenait des membres de la confédération Wabanaki et des descendants d'émigrés de la France. Les deux communautés se sont mariées, ce qui a donné lieu à une importante population de l'Acadie métisse. Conquise en 1713 par le royaume de Grande-Bretagne, elle subit le Grand Dérangement, dont la déportation des Acadiens de 1755 à 1763, et son territoire est morcelé. De retour d'exil, les Acadiens subissent des lois discriminatoires visant à exclure les catholiques et les institutions francophones afin de forcer les Acadiens à s'assimiler à la culture britannique. Un serment du test est mis en place, empêchant les catholiques de voter ou d'être candidat. La renaissance acadienne, dans laquelle est impliquée le clergé, leur permet toutefois de redécouvrir leur histoire et leur culture. Les Acadiens s'opposent fermement à la Confédération du Canada qui touchera durement l'économie locale. Des symboles et des institutions sont créés dès la 1re Convention nationale acadienne de 1881. Pendant les guerres mondiales, les Acadiens participent à l'effort de guerre mais s'opposent à la conscription. La communauté néo-brunswikoise fait figure de chef de file et la seconde moitié du XXe siècle est une période contestataire, marquée par le gain de plusieurs droits et libertés.
L'exode rural et l'anglicisation influencent toujours la démographie de l'Acadie. Le rejet de l'assimilation a d'ailleurs une incidence importante sur la politique acadienne. L'Acadie n'a toutefois pas d'organisation politique propre, excepté au niveau local et dans certains domaines comme la santé et l'éducation, tandis que la Société nationale de l'Acadie en est la représentante officielle. L'économie de l'Acadie ne repose plus uniquement sur des activités traditionnelles comme la pêche et est en croissance depuis la fin du XXe siècle. La culture de l'Acadie, fruit d'une longue tradition orale, est mise en valeur depuis les années 1960. L'Université de Moncton, qui a joué un rôle important dans son épanouissement, est également le principal établissement d'enseignement et de recherche. La population dispose en effet d'un vaste réseau de services publics de langue française, quoique peu accessibles dans certaines localités. L'Acadie nouvelle et Radio-Canada Acadie sont les principaux médias. Les liens entre les différentes régions et la diaspora restent forts et sont favorisés par des événements comme le Congrès mondial acadien et les Jeux de l'Acadie.

## Géographie

### Frontières
L'Acadie est généralement considérée comme un territoire regroupant les localités francophones des provinces de l'Atlantique, dans l'est du Canada,,.

### Topographie
C'est principalement ce territoire dont traite cet article. Pour les autres localités et régions du monde associées à l'Acadie, veuillez consulter : 
L'Acadie est un territoire formé d'une presqu'île et de l'île du cap Breton.
Dans son acception la plus courante, l'Acadie est donc constituée, au N.-B., d'un territoire ayant grossièrement la forme d'un croissant comprenant le Nord du comté de Victoria (Grand-Sault, Drummond), le comté de Madawaska, le comté de Restigouche, le comté de Gloucester (Péninsule Acadienne), l'est du comté de Northumberland (Rogersville, Néguac, Baie-Sainte-Anne), le comté de Kent et le centre du comté de Westmorland (Beaubassin-Est, Cap-Pelé, Dieppe, Memramcook, Moncton et Shédiac) ; il y a également des minorités significatives à Fredericton, Minto, Miramichi, Nackawic et Saint-Jean. En N.-É., il y a des communautés isolées dans le comté d'Antigonish (Pomquet, Havre-Boucher et Tracadie), le comté de Guysborough (Larry's River), le comté d'Inverness (région de Chéticamp) et le comté de Richmond (isle Madame et environs), à l'est, ainsi que les municipalités de district de Clare (Baie-Sainte-Marie) et d'Argyle (Par-en-Bas), à l'ouest ; il y a également une minorité significative à Halifax, alors que les Acadiens sont majoritaires dans le quartier de Chezzetcook. À l'Î.-P.-É., les principales communautés sont dans le comté de Prince (Tignish, région Évangéline, Miscouche), à l'ouest. Il y a également des populations acadiennes dans le comté de Queens (Rustico) et dans le comté de Kings (Souris). Il y a finalement des minorités significatives à Summerside et à Charlottetown. La péninsule de Port-au-Port (Cap-Saint-Georges, La Grand'Terre, L'Anse-aux-Canards–Maisons-d'Hiver), à l'ouest de T.-N.-L., est la principale communauté acadienne de cette province ; il y a aussi une minorité significative à St. John's et dans le reste de la péninsule d'Avalon, à l'est. Certains lieux historiques sont aussi fréquemment associés à l'Acadie, tels que le fort Beauséjour, la forteresse de Louisbourg, l'habitation de Port-Royal, l'île Sainte-Croix et Grand-Pré.
Cette vision de l'Acadie est en fait la troisième définition proposée par le géographe Adrien Bérubé dans les années 1970 afin d'illustrer le territoire de l'Acadie ainsi que sa perception, qui ont évolué au fil de l'Histoire ; les trois autres définitions sont l'Acadie historique – un territoire plus vaste ayant cessé d'exister en 1763 –, l'Acadie généalogique – ayant accueilli les réfugiés de la Déportation des Acadiens à partir de 1755 – ainsi que l'Acadie prospective, la plus petite, constituée des communautés au N.-B. seulement, où se trouve la principale concentration de population. L'existence de la diaspora acadienne rend nécessaire d'autres définitions : l'Acadie du Nord fait ainsi référence à toutes les localités au Canada et en Nouvelle-Angleterre, alors que l'Acadie du Sud fait référence à l'Acadiane, en Louisiane. L'Acadie des terres et des forêts est un ensemble de régions éloignées de la mer, au N.-B., au Maine et au Québec. Par ailleurs, une « Cadie » ou « Petite Cadie » est une ville ou une région québécoise où vivent les Acadiens. En Louisiane, « Cadie » est plutôt un synonyme de l'Acadiane.

Pays du monde comprenant des communautés de l'Acadie généalogique.
Principales régions acadiennes et cadiennes en Amérique du Nord.
Carte de l'Acadie juste avant le début de la guerre de la Conquête.
Carte de l'Acadie en 1754 avant la déportation.
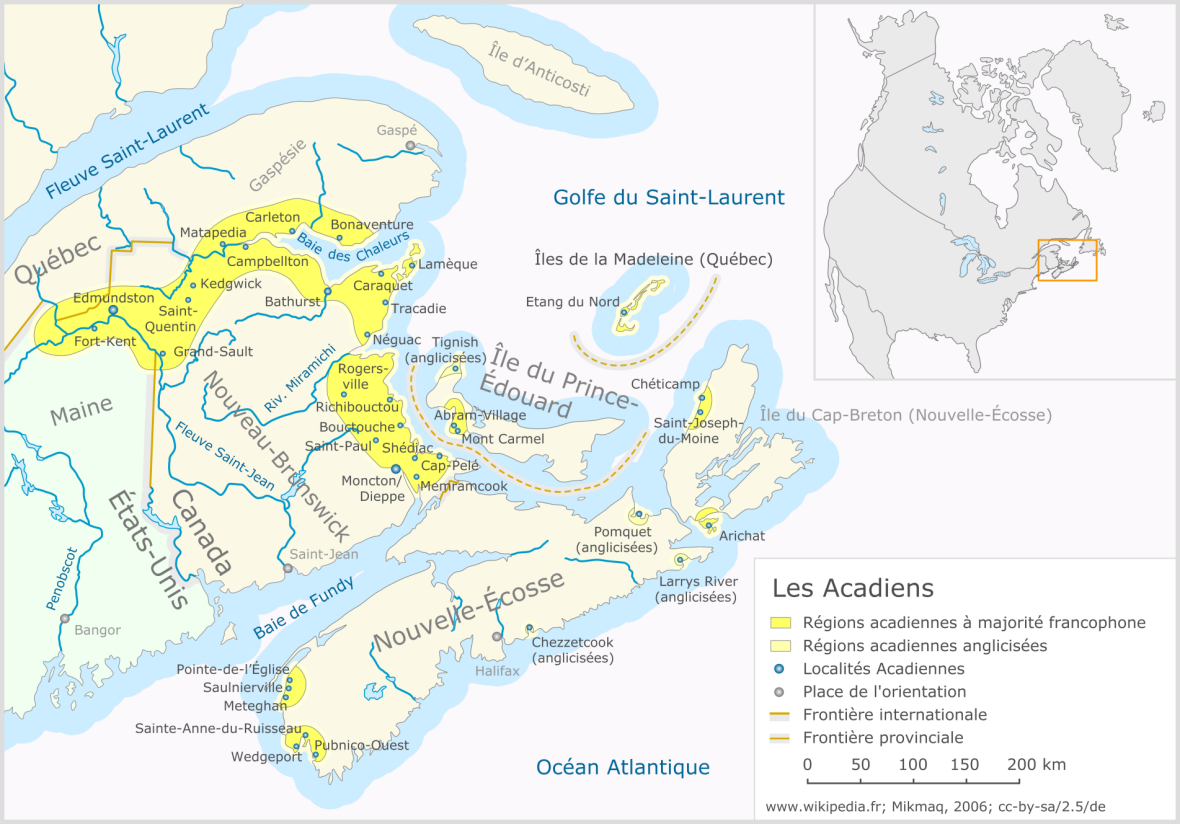
L'Acadie des Maritimes et les régions acadiennes limitrophes (Gaspésie, îles de la Madeleine et Maine).
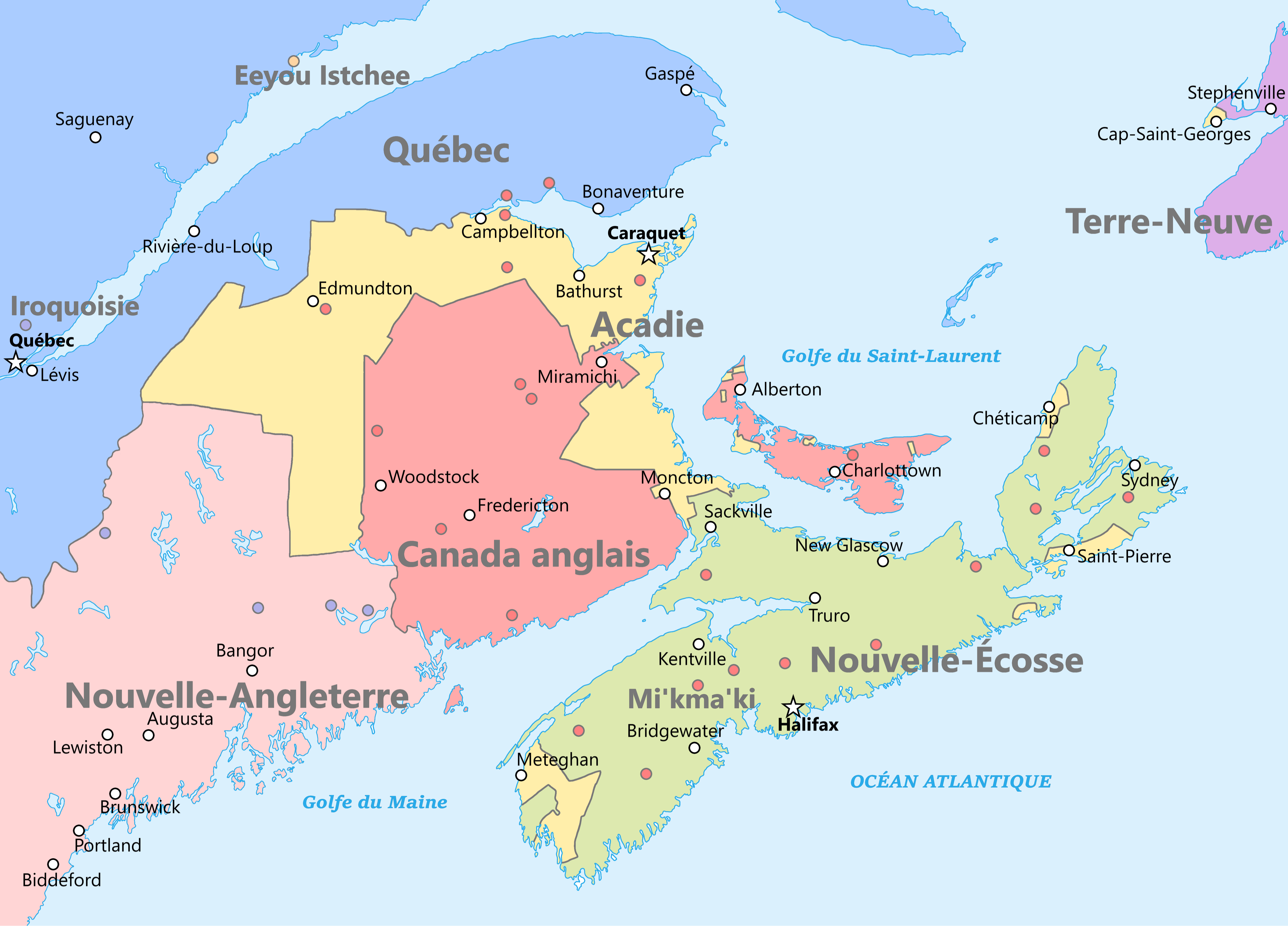
L'Acadie et les aires culturelles voisines dans les provinces maritimes.

### Géologie et topographie

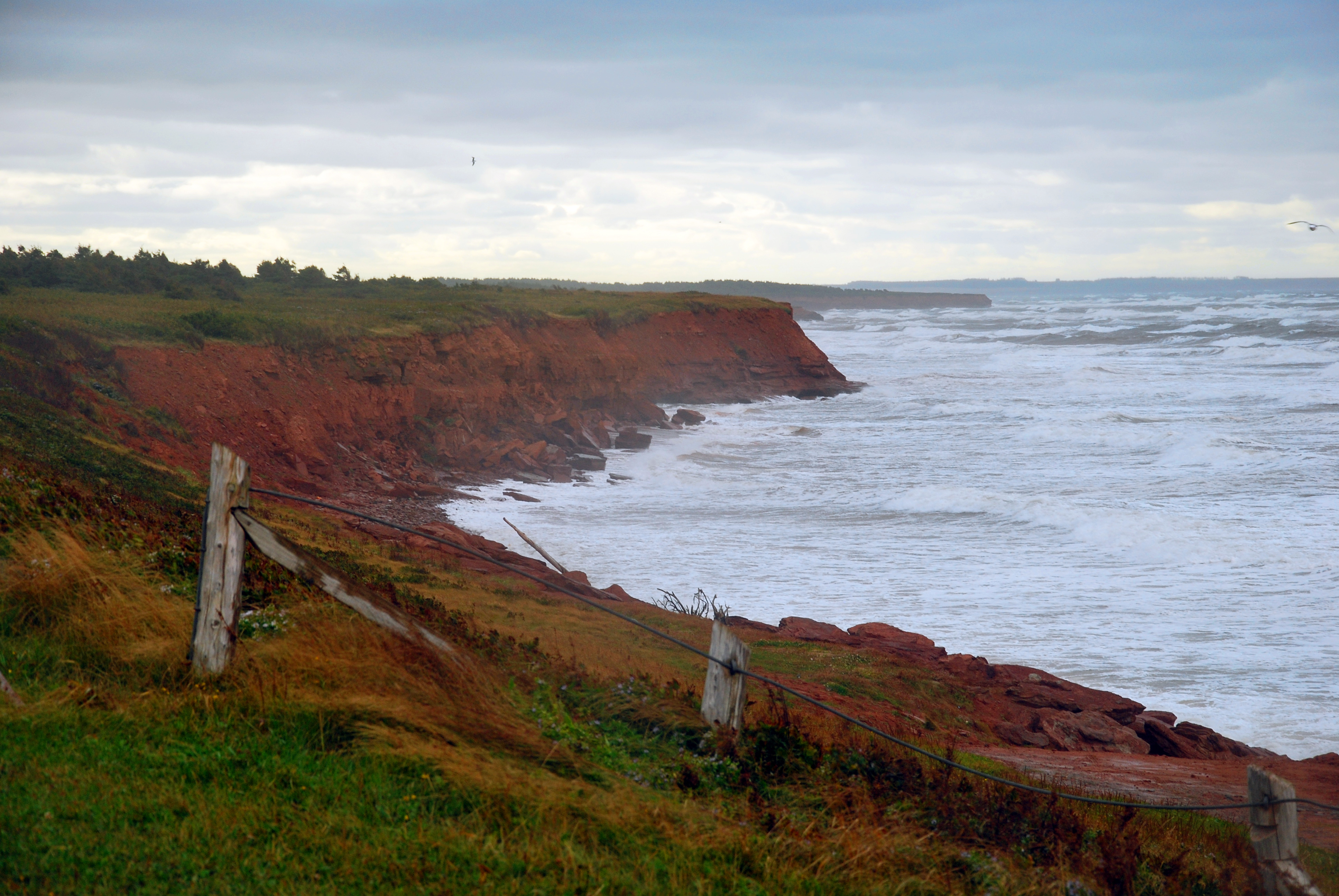
Falaises près de Rustico.
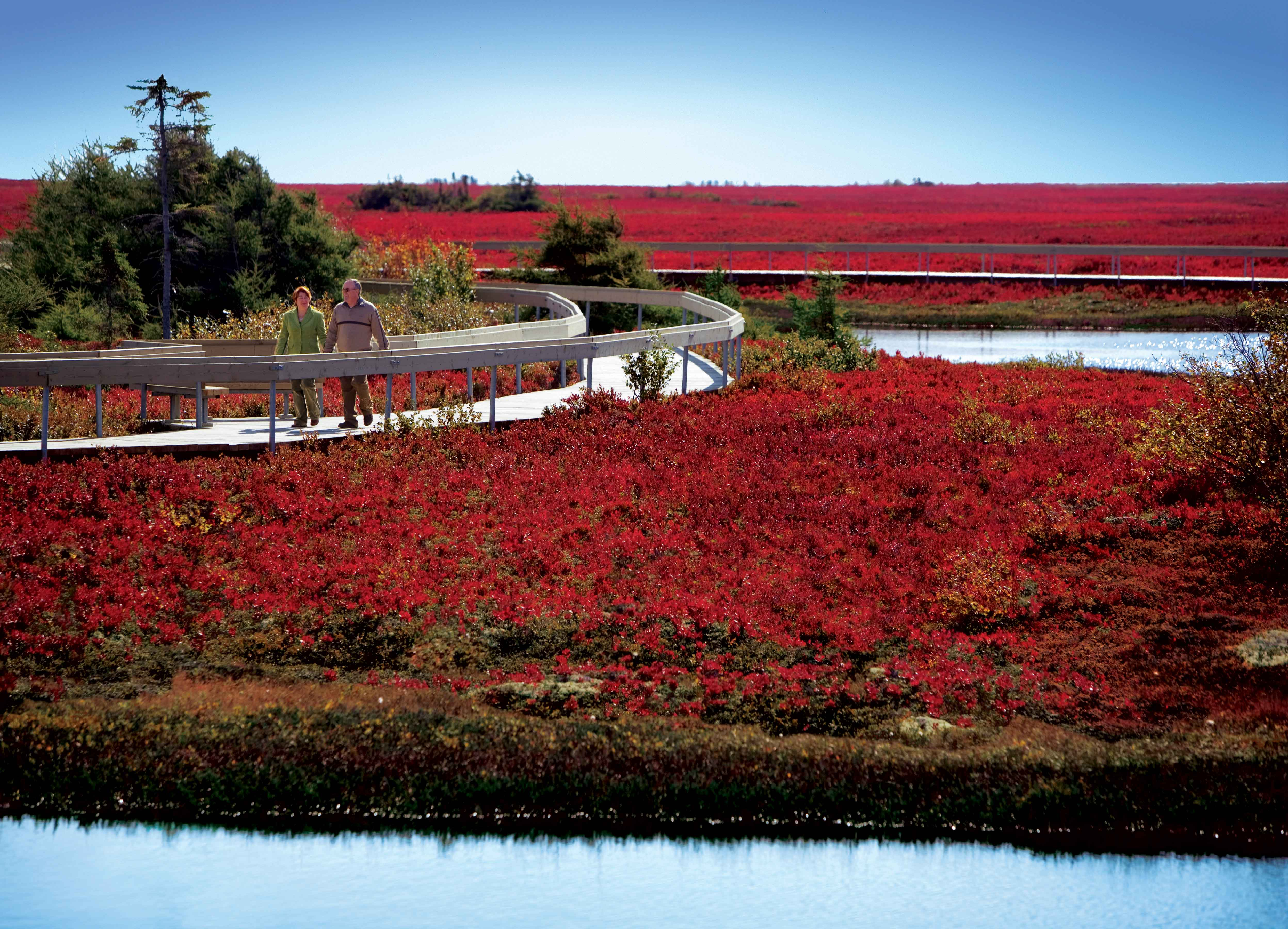
La plaine de Miscou, à l'automne
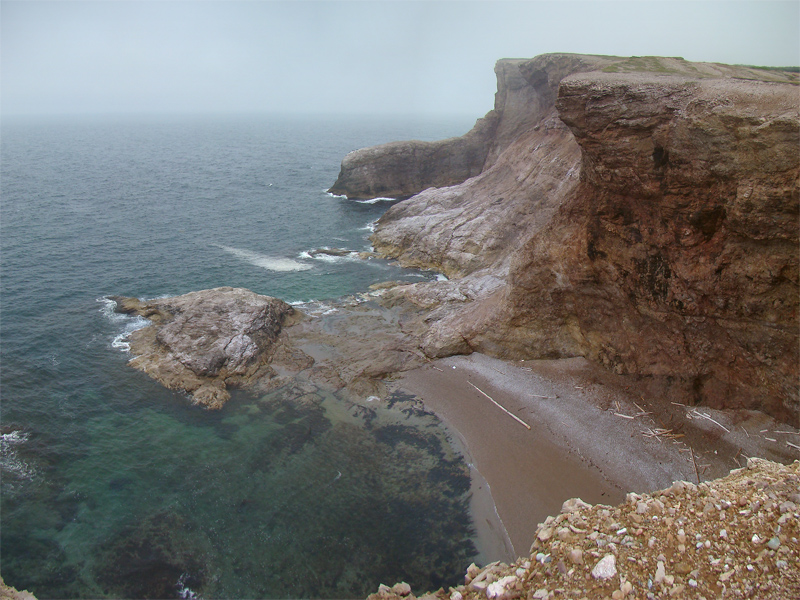
Le parc Boutte-du-Cap, au bord du golfe du Saint-Laurent, sur la péninsule de Port-au-Port
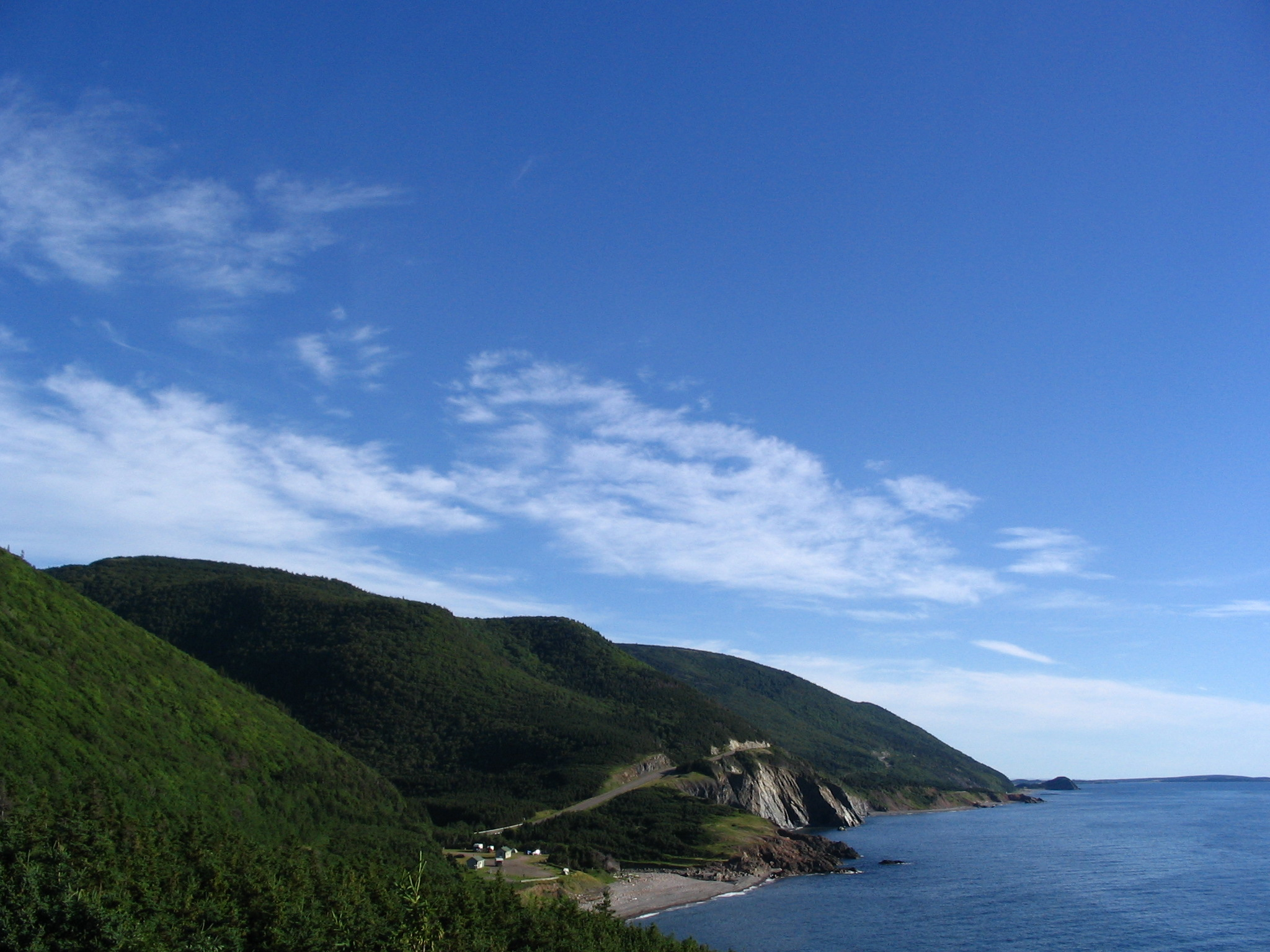
La piste Cabot, dans le parc national des Hautes-Terres-du-Cap-Breton.
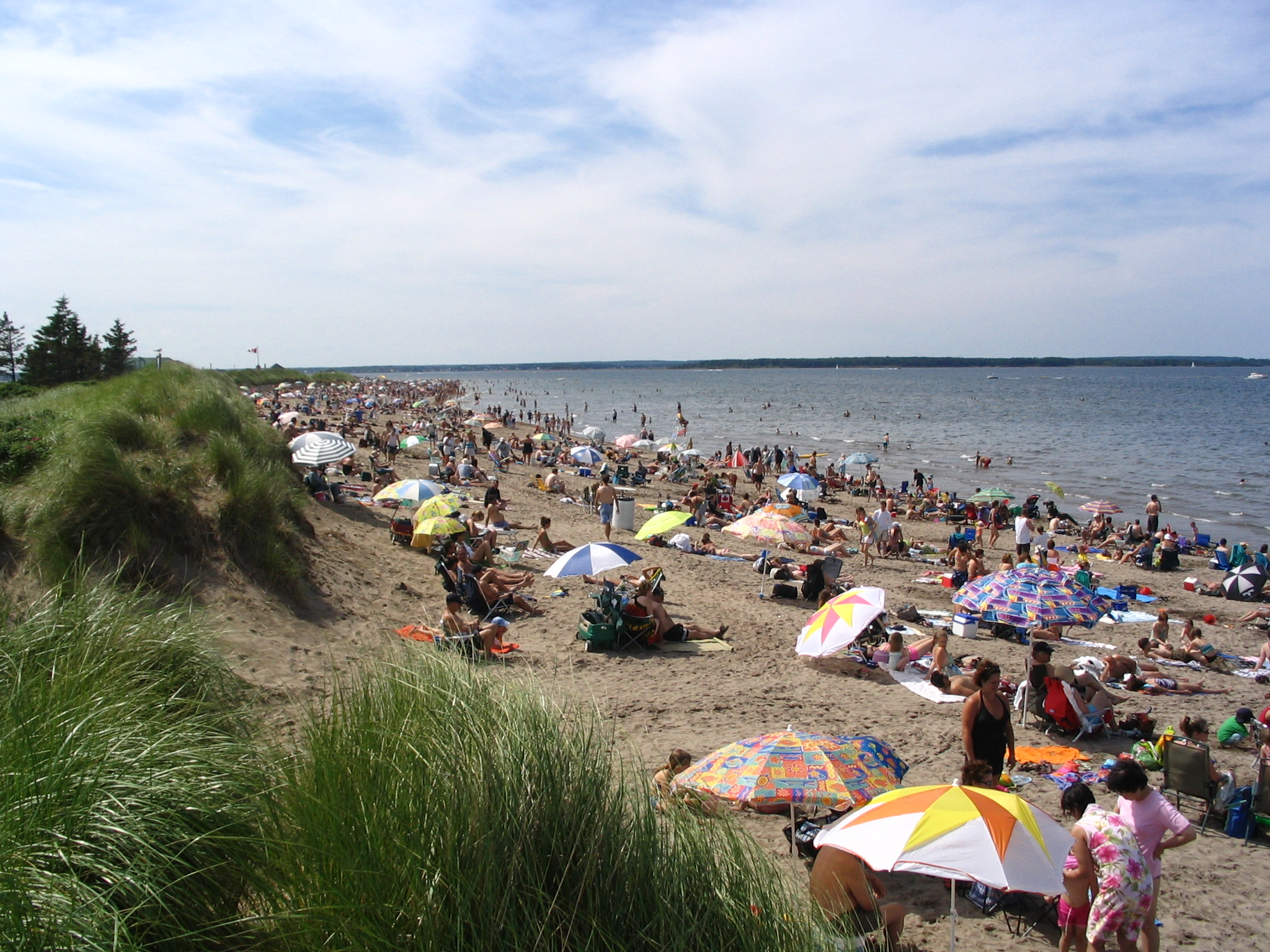
La plage Parlee, à Pointe-du-Chêne près de Shédiac.
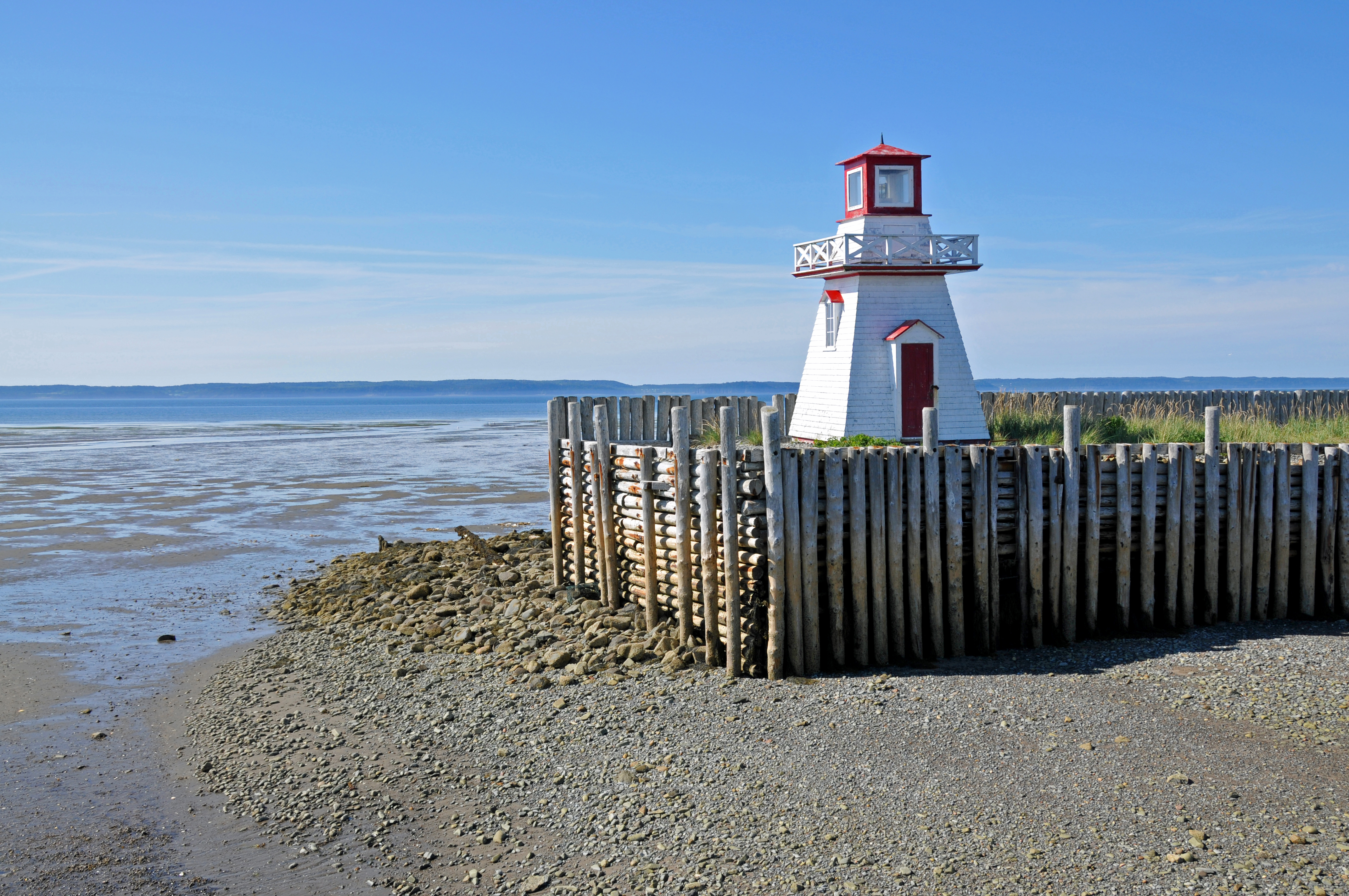
Le phare d'Anse-des-Belliveau, dans Clare.

Les principaux cours d'eau sont la rivière Ristigouche et la rivière Népisiguit, qui se jettent dans la baie des Chaleurs, la rivière Miramichi, qui se jette dans le golfe du Saint-Laurent, la rivière Petitcodiac et le fleuve Saint-Jean, qui se jettent dans la baie de Fundy. L'Acadie compte de nombreux lacs mais ils sont de petite taille. Il y a par contre de nombreuses terres humides, particulièrement dans la Péninsule acadienne et dans le comté de Kent. Le principal sommet est le mont Carleton, haut de 817 mètres. L'Acadie est en fait située à l'extrémité nord des Appalaches. D'autres massifs y sont reliés, notamment le plateau du Cap-Breton ; son principal sommet, la butte White, a une altitude de 532 mètres. Les terres de l'Î.-P.-É. ne dépassent pourtant pas 142 mètres au-dessus du niveau de la mer.
Les roches datent généralement de l'ère paléozoïque (543 à 250 millions d'années) mais il y en a du Précambrien (4,5 milliards à 542 millions d'années) à Chéticamp et du Mésozoïque (-251 à -65,5 millions d'années) dans le fond marin près de Clare. Elles font toutes partie de l'orogenèse des Appalaches. La majeure partie du territoire est composée de roches sédimentaires mais il y a aussi une présence de roches volcaniques dans les environs de Bathurst, Campbellton et Grand-Sault, de roches intrusives à Bathurst, Belledune et Argyle alors qu'à Chéticamp se trouvent à la fois des roches sédimentaires, volcaniques, intrusives et métamorphiques.
L'aléa sismique est relativement faible, sauf au N.-B., où des tremblements de terre d'une magnitude de plus de 5,0 peuvent avoir lieu, mais surtout dans les Grands Bancs de Terre-Neuve, où le séisme de 1929, d'une magnitude de 7,2, a causé un raz-de-marée, le seul à ce jour.

### Climat

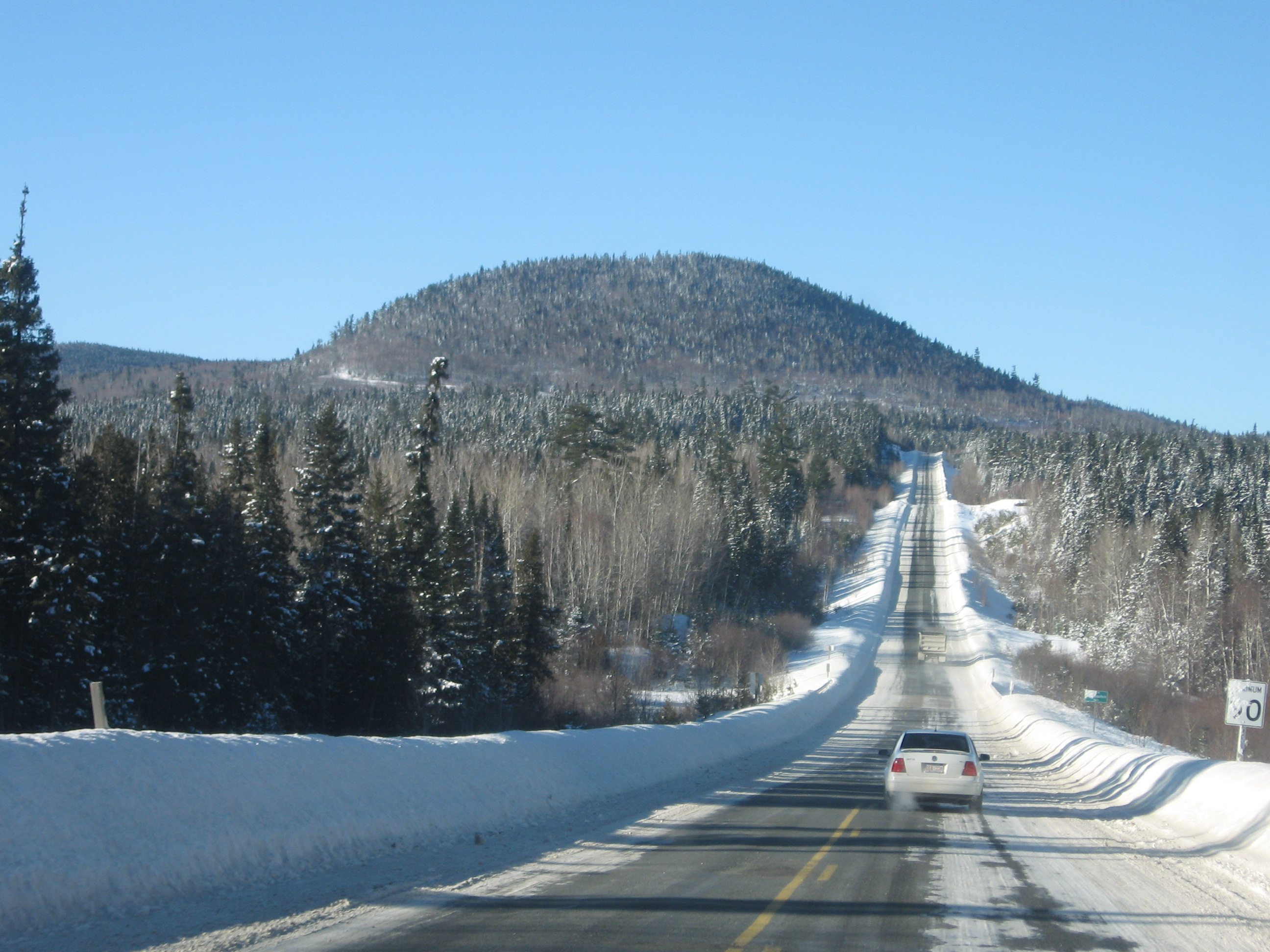
La route 180 en hiver.

L'Acadie a un climat tempéré de type continental humide, adouci par la proximité de l'océan Atlantique, ce qui donne des hivers longs, enneigés et pouvant être très froids,. Le printemps et l'été sont courts alors que l'automne est long et plaisant, avec toutefois des nuits froides. Deux masses d'air influencent le climat, soit de l'air froid en provenance du Nord-Ouest et de l'air marin chaud et humide en provenance du Sud-Ouest. Le courant chaud du Gulf Stream n'influence pas directement le climat mais sa rencontre avec les eaux froides du courant du Labrador crée de vastes bancs de brume. Deux régions comptent un climat très différent, soit le Nord-Ouest du Nouveau-Brunswick (Madawaska et Ristigouche) avec des hivers plus longs et des étés plus courts, ainsi que le Sud-Ouest de la Nouvelle-Écosse (Par-en-Bas et Baie-Sainte-Marie) avec un climat humide et tempéré avec des hivers pluvieux et peu d'extrêmes de températures.
En janvier, la température minimale moyenne oscille entre −24 °C et −5 °C selon les régions, la plus froide étant celle de Saint-Quentin, les plus chaudes étant Argyle, Clare et le Cap-Breton. Toujours en janvier, la température maximale moyenne peut aller entre −9 °C et −5 °C au Nord, entre 6 °C et 10 °C dans Clare et Argyle ainsi qu'entre −4 °C et 0 °C dans les autres régions. En juillet, la température minimale moyenne oscille entre 11 °C et 15 °C. La température maximale moyenne oscille quant à elle entre 21 °C et 25 °C mais peut dépasser 25 °C dans le Kent, tout en oscillant entre 16° et 20 °C à la péninsule de Port-au-Port et dans certains secteurs d'Argyle.
Les précipitations sont de l'ordre de 801 à 1 200 mm en moyenne à l'Île-du-Prince-Édouard et au Nouveau-Brunswick sauf à Memramcook ainsi que de 1201 à 1 600 mm dans le reste du territoire. La neige apparaît vers la fin novembre au Nord-ouest, au début décembre à l'Î.-P.-É. et dans l'est du N.-B. sauf à Memramcook, à la fin décembre à Memramcook et dans le reste de la N.-É. sauf en Argyle et dans Clare, où elle tombe vers le début janvier. Elle atteint une épaisseur maximale moyenne 30 à 49 cm en N.-É. sauf à Chéticamp et de 50 à 99 cm ailleurs. La neige fond en moyenne au début mars en Argyle, à la fin mars dans Clare, au début avril à l'Î.-P.-É., au Sud-est du N.-B. et dans le reste de la N.-É. sauf à Chéticamp et finalement à la fin avril dans le reste du territoire.
Les glaces sont présentes dans le golfe du Saint-Laurent. Elles prennent forme à la mi-janvier à l'Île-du-Prince-Édouard et au N.-B., au début février à Pomquet et Chéticamp ainsi qu'entre la mi-février et la mi-mars selon les secteurs à la péninsule de Port-au-Port. Elles atteignent leur étendue maximale au début mars et la débâcle a lieu entre la mi-mars et la mi-avril selon les secteurs.
L'Acadie est peu vulnérable aux catastrophes naturelles et les principaux problèmes climatiques touchent les côtes, où les inondations et les ondes de tempête causent dans plusieurs localités des dégâts aux infrastructures et résidences ainsi que l'érosion des berges. Les ouragans sont très rares mais dévastateurs (Désastre d'Escuminac, 35 morts en 1959, ouragan Juan, huit morts en 2003). Les tempêtes tropicales sont plus fréquentes sans causer autant de dommages. Les tempêtes du Cap Hatteras représentent également une menace, par exemple la tempête Juan blanc en 2004. Les tornades sont rares, mais l'une d'elles a tué cinq personnes à Bouctouche en 1879. La configuration du relief de Chéticamp cause un vent violent, le suête, qui se lève quelques fois par année, surtout au printemps. Le niveau de la mer s'est élevé de 30 cm depuis 1869 et, selon Robert Capozi, devrait augmenter d'au moins 20 cm d'ici 2100, alors que la croûte terrestre devrait s'affaisser de 30 cm au cours de la même période, ce qui devrait augmenter l'intensité des dégâts des tempêtes.

### Faune et flore

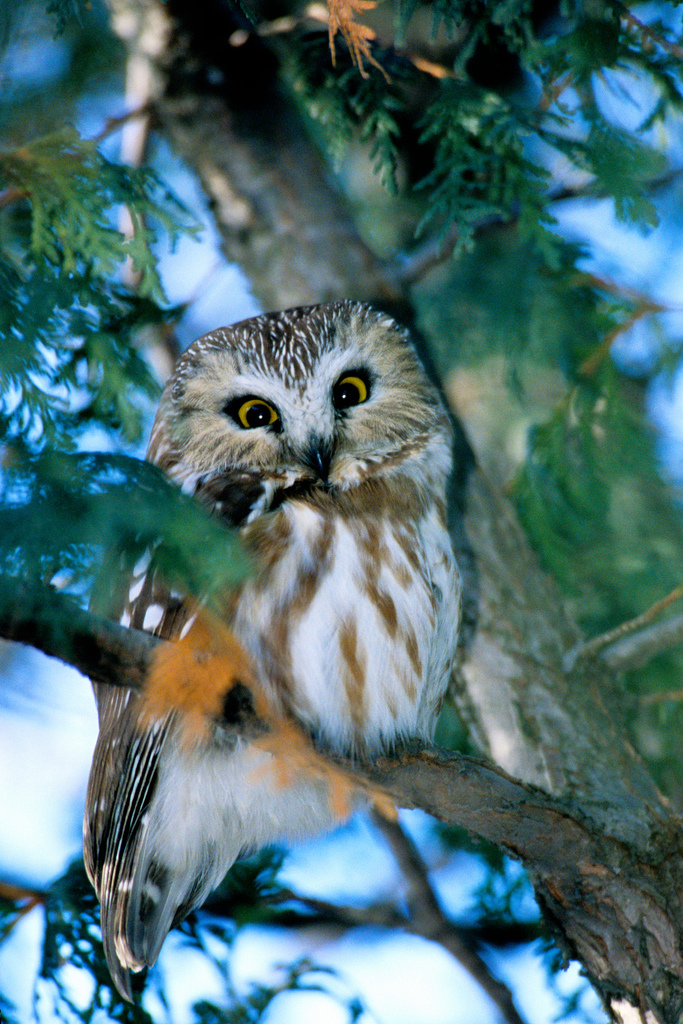
La Petite Nyctale (Aegolius acadicus), proposée comme l'emblème aviaire de l'Acadie.

Il existe deux principales classifications pour les écorégions de l'Acadie. Selon la classification du Commission de coopération environnementale, sur laquelle se fondent le fédéral et les provinces, le territoire est situé dans l'écozone maritime de l'Atlantique alors que selon le World Wide Fund for Nature, le territoire se divise plutôt entre les forêts des basses-terres du Golfe du Saint-Laurent (Î.-P.-É., est du N.-B.), les forêts de la Nouvelle-Angleterre et de l'Acadie (ouest et nord du N.-B., N.-É. sauf Chéticamp) et les forêts de l'Est du Canada (Allardville, Chéticamp, Terre-Neuve-et-Labrador).
Le climat favorise la croissance des forêts. Il y a un fort taux d'endémisme dans certaines parties du littoral, notamment à T.-N.-L. ; les espèces endémiques incluent l'aster du Saint-Laurent.
Le chat sauvage (lynx roux), l'orignal (élan), l'ours noir et le renard roux sont des mammifères courants tandis que le chevreuil (cerf de Virginie), le lièvre d'Amérique, le porc-épic d'Amérique, le pékan, le castor du Canada, la martre d'Amérique, le raton laveur et le rat musqué se retrouvent en grande quantité au N.-B. et en N.-É,,. Seuls le renard roux, le lièvre d'Amérique, le castor du Canada et le rat musqué sont courants à l'Île-du-Prince-Édouard, les autres espèces ayant disparu. Le chevreuil a repoussé le caribou des bois au nord. Le coyote a été introduit dans plusieurs régions et a remplacé le loup au N.-B. et en N.-É,. De nombreuses espèces d'oiseau de mer vivent sur les côtes et il a de grandes populations de grand Héron et de pluvier siffleur alors que la N.-É. compte la plus forte concentration de pygargue à tête blanche au Nord-est du continent,. Parmi les espèces endémiques figurent le satyre fauve des Maritimes, un papillon.
La majeure partie de la forêt a été coupée avant la fin du XIXe siècle en raison de l'exploitation forestière et de l'agriculture. La fragmentation est également élevée dans certaines régions,. Les plus grandes superficies de milieux intacts sont donc comprises dans les limites du parc national de Kouchibouguac et du parc national des Hautes-Terres-du-Cap-Breton. L'exploitation forestière, en particulier au N.-B., représente la principale menace écologique, suivie dans certaines régions de l'exploitation de la tourbe, de l'agriculture, du développement du littoral, du développement touristique et du développement résidentiel,,.

### Transports

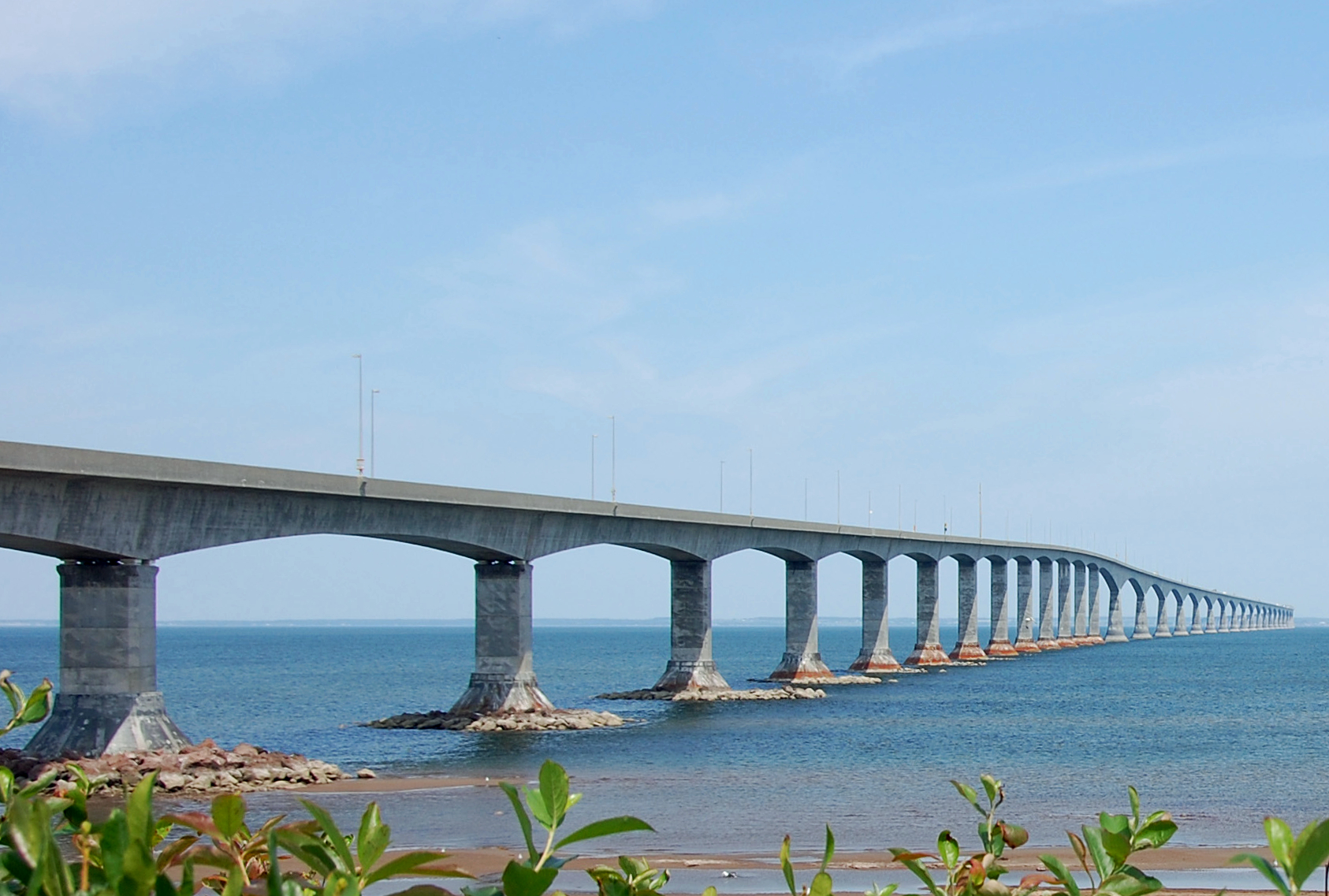
Pont de la Confédération.

Le transport se fait surtout par automobile. L'hiver pouvant être rude, les gens utilisent un chauffe-moteur pour faciliter le démarrage de leur automobile. L'hiver occasionne aussi d'importants coûts de déneigement et de déglaçage. Toutes les régions sont accessibles par la route, bien qu'il n'y ait pas d'autoroutes partout. La principale route est la Transcanadienne.
Charlottetown, Saint-Jean, Saint-John's, Halifax, Moncton et Clare comptent des réseaux de transport en commun par autobus. Seules certaines régions sont reliées par le réseau d'autobus Maritime Bus (en) ; des taxis longue distance desservent tout de même la Péninsule acadienne et Chéticamp. T.-N.-L. est reliée par traversier au Québec et à la N.-É. L'Île-du-Prince-Édouard est aussi reliée à la N.-É. par traversier. Le pont de la Confédération relie l'Île-du-Prince-Édouard au N.-B. La chaussée de Canso relie l'île du Cap-Breton au continent. L'Acadie est partiellement desservie par le train L'Océan, de VIA Rail Canada, reliant Halifax à Montréal. Le chemin de fer dessert aussi les communautés du N.-B. excepté la Péninsule acadienne. Les principaux ports acadiens sont celui de Belledune et celui de Dalhousie. La plupart des marchandises transitent toutefois par d'autres ports, notamment port d'Halifax et le port de Saint-Jean. Les principaux aéroports, offrant plusieurs liaisons internationales, sont l'aéroport international Stanfield d'Halifax, l'aéroport international du Grand Moncton et l'aéroport international de Gander. Chaque région dispose toutefois d'aéroports offrant des liaisons régulières.

## Histoire
C’est dans ce territoire qu’a commencé la colonisation du Canada par les Européens ; le secteur était appelé Mi'kma'ki par les Micmacs, Acadie par les Français et Nova Scotia par les Britanniques.
Le territoire de l'Acadie est exploré vers l'an mil par les Vikings puis dès le XIIIe siècle par les pêcheurs européens attirés par la morue.

### Acadie française

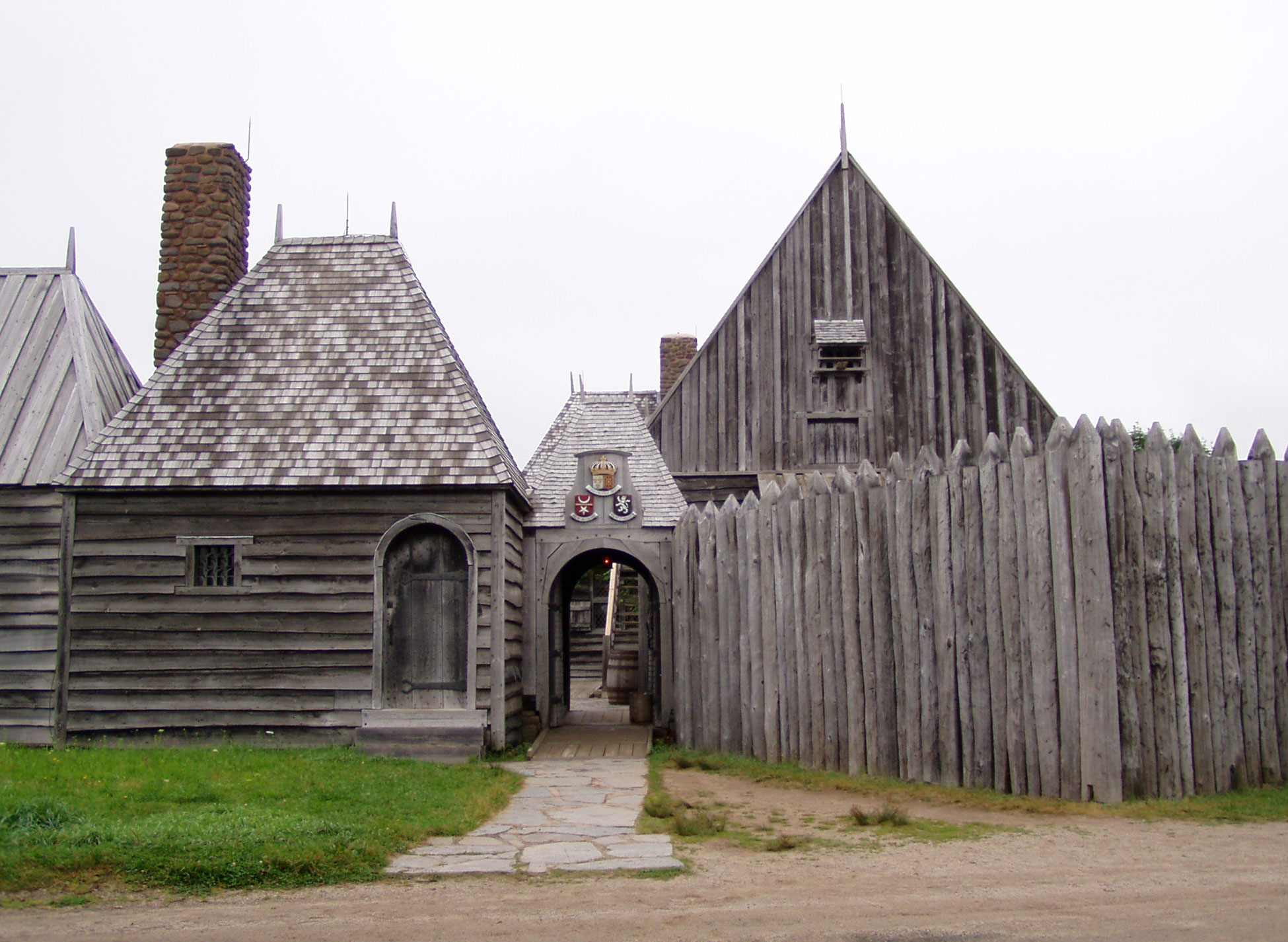
L'habitation de Port-Royal (lieu historique).

Le nom « Acadie » aurait été utilisé pour la première fois sous la forme « Arcadie » en 1524 par l'explorateur italien Giovanni da Verrazano, au service de François Ier de France. Il désignait la péninsule de Delmarva, près de Washington aux États-Unis, car la « beauté de ses arbres » rappelait à l'explorateur cette région grecque (l'Arcadie) représentant un lieu idyllique pour les poètes. Selon certains historiens, le nom proviendrait plutôt du micmac algatig « lieu de campement » ou du malécite-passamaquoddy.
Jacques Cartier rencontre les Micmacs dès sa première exploration en 1534. Il faut tout de même attendre 1604 pour que Pierre Dugua de Mons fonde l'Acadie. Accompagné d'environ 80 personnes dont Samuel de Champlain et Jean de Poutrincourt, Dugua de Mons s'établit sur l'île Sainte-Croix, aujourd'hui située au Maine mais 36 personnes meurent du scorbut durant le premier hiver. La colonie est déplacée l'année suivante à Port-Royal au bord de la baie de Fundy, dans l'actuelle Nouvelle-Écosse. Le monopole commercial de De Mons est contesté en 1607 et il ramène tous les colons en France. Aucun ne revient avant 1610. En 1613, Samuel Argall de Virginie s'empare de l'Acadie et chasse la majeure partie de la population. En 1621, le gouvernement anglais change le nom de la colonie en Nouvelle-Écosse et y fait venir les colons écossais de William Alexander en 1629. En 1631, Charles de la Tour est nommé lieutenant général de l'Acadie par la France et construit des forts au cap Sable et à Saint-Jean. L'Acadie est cédée à la France en 1632 par la signature du traité de Saint-Germain-en-Laye, qui met aussi fin à la colonisation écossaise. Le gouverneur Isaac de Razilly déplace alors la capitale à La Hève. En juillet 1632 au côté de Nicolas Denys le Commandeur Razilly quitte Auray (Bretagne) avec 3 missionnaires et 300 Hommes d’Élite dont les origines sont inconnues. Razilly s'intéresse plus au commerce maritime qu'à l'agriculture, ce qui explique ses choix d'établissements. Des missionnaires français participaient à la colonisation depuis 1613 et quelques églises de bois sont construites à partir de 1680. Après la mort de Razilly, survenue en 1636, Charles de Menou d'Aulnay de Charnizay ramène la capitale à Port-Royal et déclenche une guerre civile contre La Tour, les deux se disputant la succession. D'Aulnay considère que l'avenir de l'Acadie passe par la production agricole et il parvient à faire venir quelques familles avant sa mort en 1650, rendant la colonie plus autonome. Le peuplement de l'Acadie se fait notamment à partir de 1636 sous le mandat des gouverneurs Razilly et de Menou d'Aulnay-Charnizay qui font appel à des colons recrutés de diverses régions du Poitou (Vienne,(Vendée, Deux-Sèvres), mais aussi d'Anjou, de Saintonge, d'Aunis, d'Île-de-France, de Bourgogne ou du Pays basque… mais leurs origines restent très difficiles à préciser puisque pour les migrants acadiens il y a peu de renseignements les concernant (lacunes : lieux de provenance, noms des parents) qui permettraient de confirmer leurs origines. En Touraine ont été retrouvées les origines de Nicolas Denys né en 1603 à Tours ou en Anjou, celles de Guillaume Trahan et Pierre Martin originaires de Bourgueil et Montreuil-Bellay, entre autres.
La France et l'Angleterre entrent à nouveau en guerre et l'Acadie est conquise par les Anglais en 1654, avant d'être cédée à la France en 1667 par le traité de Bréda. L'Acadie est à nouveau conquise par William Phips en 1690 puis retournée encore une fois à la France en 1697 par le traité de Ryswick. À partir de 1670, des habitants de Port-Royal fondent de nouveaux villages, dont les principaux sont Beaubassin et Grand-Pré.

### Acadie anglaise

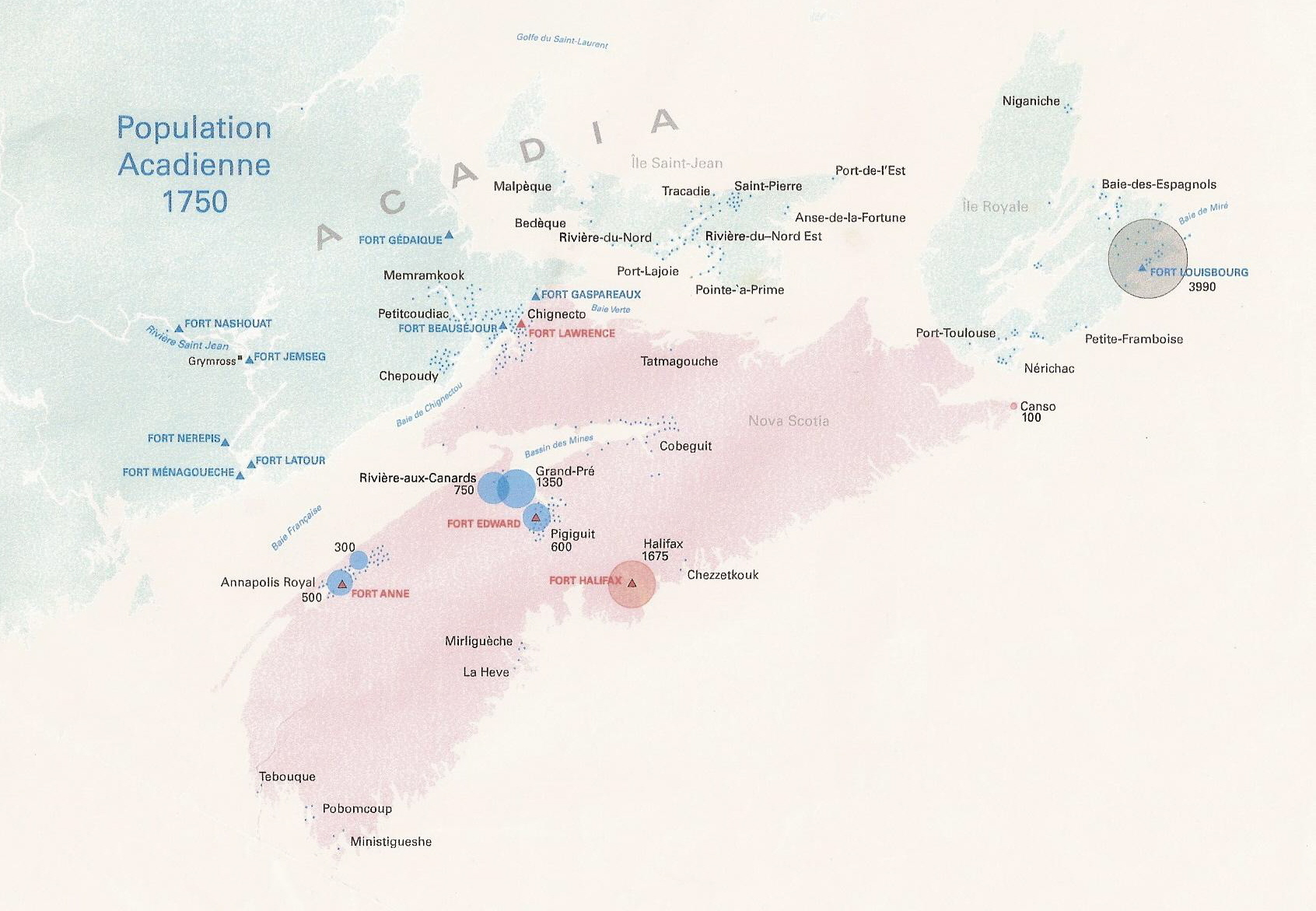
Carte de l'Acadie en 1750.

L'Acadie, renommée Nouvelle-Écosse, est cédée au Royaume-Uni en 1713 par le traité d'Utrecht.
Ce dernier, assoupli par une lettre de la reine Anne, permet aux Acadiens de quitter la Nouvelle-Écosse sans conditions. Au même moment, la France tente de les attirer à l'île Royale, qui a remplacé Plaisance comme centre de commerce français dans le golfe du Saint-Laurent, ainsi qu'à l'île Saint-Jean, qui doit servir de colonie agricole. La plupart des Acadiens décident tout de même de rester sur place, en raison des conditions de vie difficiles de ces deux îles. Par contre, les Anglais sont encore peu nombreux en Nouvelle-Écosse et tentent d'empêcher les Acadiens de la quitter, car il n'y a pas encore d'agriculteurs anglais et ils craignent que les relations commerciales des Acadiens contribuent à la puissance de l'île Royale. En outre, les Français changent rapidement de stratégie, en supposant que les Acadiens empêcheraient une colonisation britannique s'ils restent en Nouvelle-Écosse.
Les Français construisent la forteresse de Louisbourg sur l'île Royale à partir de 1720, ce qui assoit leur contrôle sur la région, au même moment où une importante immigration de France et de Terre-Neuve grossit la population de l'île. Lors de la guerre de Succession d'Autriche, les Français tentent sans succès de reprendre la Nouvelle-Écosse. Les Britanniques prennent Louisbourg en 1745. Une importante expédition militaire française Expédition du duc d'Anville tente de reprendre la Nouvelle-Écosse en 1746, mais une tempête tue la moitié des hommes et disperse les bateaux. Une expédition terrestre reprend tout de même les Mines en 1746, mais est rapidement expulsée par les Britanniques.
En 1748, le traité d'Aix-la-Chapelle redonne l'île Saint-Jean et l'île Royale à la France, ce que les Britanniques considèrent comme un affront. Ils décident alors de changer de stratégie et d'en finir avec la présence française, y compris acadienne. C'est ainsi que 2 000 colons fondent Halifax en 1749. En 1749, les Acadiens doivent prêter serment d'allégeance au roi d'Angleterre. Leur refus entrainent des persécutions, puisqu'en 1755, le Conseil de Nova Scotia décide de retirer leurs droites sur leurs terres.
Les Acadiens conservent depuis un certain temps une attitude neutre et leur exode se poursuit vers les régions limitrophes de la Nouvelle-France. Les Britanniques tentent encore de leur faire prêter serment d'allégeance et, en 1761, les Français déclarent rebelle tout Acadien refusant de prêter allégeance au roi de France. Entre 1751 et 1754, les deux puissances construisent plusieurs forts en préparation de la guerre.

### Grand Dérangement

#### Déportation des Acadiens

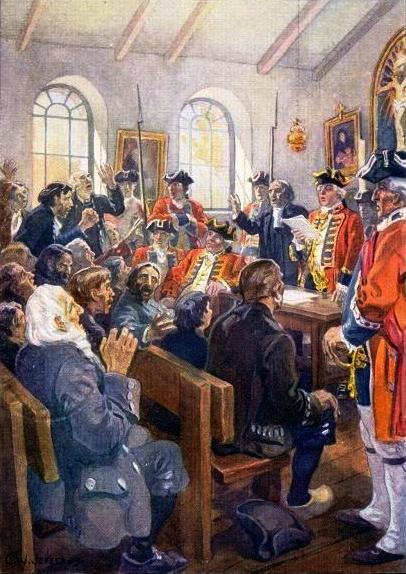
Lecture de l'ordre de déportation à Grand-Pré.

En 1755, le gouverneur de la Nouvelle-Écosse, Charles Lawrence, fait prendre le fort Beauséjour aux mains des Français et commence la déportation des Acadiens. Jusqu'en 1763, les territoires limitrophes de la Nouvelle-Écosse sont annexés et les Acadiens déportés vers la Nouvelle-Angleterre. De nombreux autres réussissent à s'enfuir vers le Canada ou l'île Saint-Jean (actuelle Île-du-Prince-Édouard) ou encore se cachent chez les Amérindiens. Plusieurs colonies refusent ces prisonniers, qui sont ensuite déportés vers l'Angleterre ou ramenés en Nouvelle-Écosse. L'île Saint-Jean est presque vidée de sa population en 1758. Les deux tiers sont déportés en France alors que les autres se réfugient à la rivière Ristigouche ou au Québec. Les réfugiés d'Angleterre sont expatriés en France en 1763. Des Acadiens se réfugient à Saint-Pierre-et-Miquelon, mais sont presque tous à nouveau déportés en 1778. Plus de la moitié des Acadiens meurent durant cette période.

#### Migrations
Après la signature du Traité de Paris en 1763, les Acadiens se déplacent vers les Antilles, en France, en Louisiane et au Québec, mais surtout en Nouvelle-Écosse. 12 000 immigrants de la Nouvelle-Angleterre se sont déjà établis dans les anciens villages acadiens et la loi interdit aux Acadiens de s'établir en communautés trop nombreuses. Ils ont alors la possibilité de s'établir sur certaines terres qui leur sont réservées parmi les anglophones ou plutôt de fonder de nouveaux villages dans les recoins éloignés de l'ancienne l'Acadie, soit l'île du Cap-Breton, l'Î.-P.-É. ou le territoire qui deviendra le N.-B. en 1784, ce que la plupart font. Parmi tous les anciens villages du cœur de l'Acadie, les seuls n'étant pas réservés aux anglophones sont Pobomcoup et la rive gauche des Trois-Rivières ainsi que Beaubassin, bien que ce dernier accueille très peu d'Acadiens. Les exilés s'établissent au fur et à mesure à Halifax et au bord du détroit de Canso puis dès 1767 à la Baie-Saint-Marie, à Tousquet et à Pobomcoup et, à partir de 1780, à Chéticamp et Margaree.
Près de la moitié des Acadiens de France se rendent en Louisiane en 1785, pour des raisons apparemment fortuites.
Un groupe d'Acadiens de Saint-Malo s'établit aux îles Malouines en 1764. La plupart quittent l'archipel dans les années suivantes mais il semble que quelques familles aient laissé des descendants sur ces îles ainsi qu'à Montevideo, en Uruguay.
À partir de 1785, le Madawaska voit l'arrivée des Acadiens, qui avaient dû laisser la basse vallée du fleuve Saint-Jean aux Loyalistes. À la fin du XVIIIe siècle, 36 % des Acadiens sont établis dans les Provinces maritimes et leur retour d'exil se poursuit jusqu'aux années 1820. Jusqu'à la deuxième moitié du XXe siècle, les établissements des Maritimes s'étendent le long des côtes et dans l'arrière-pays. Plusieurs facteurs contribuent aux mouvements de population, mais le plus constant est la présence religieuse. Ainsi, la construction d'une chapelle ou l'établissement d'un prêtre signifient généralement qu'une communauté est établie pour de bon. Durant cette période, l'arrivée de nombreux immigrants britanniques accentue le statut minoritaire des Acadiens.

#### Rétablissement

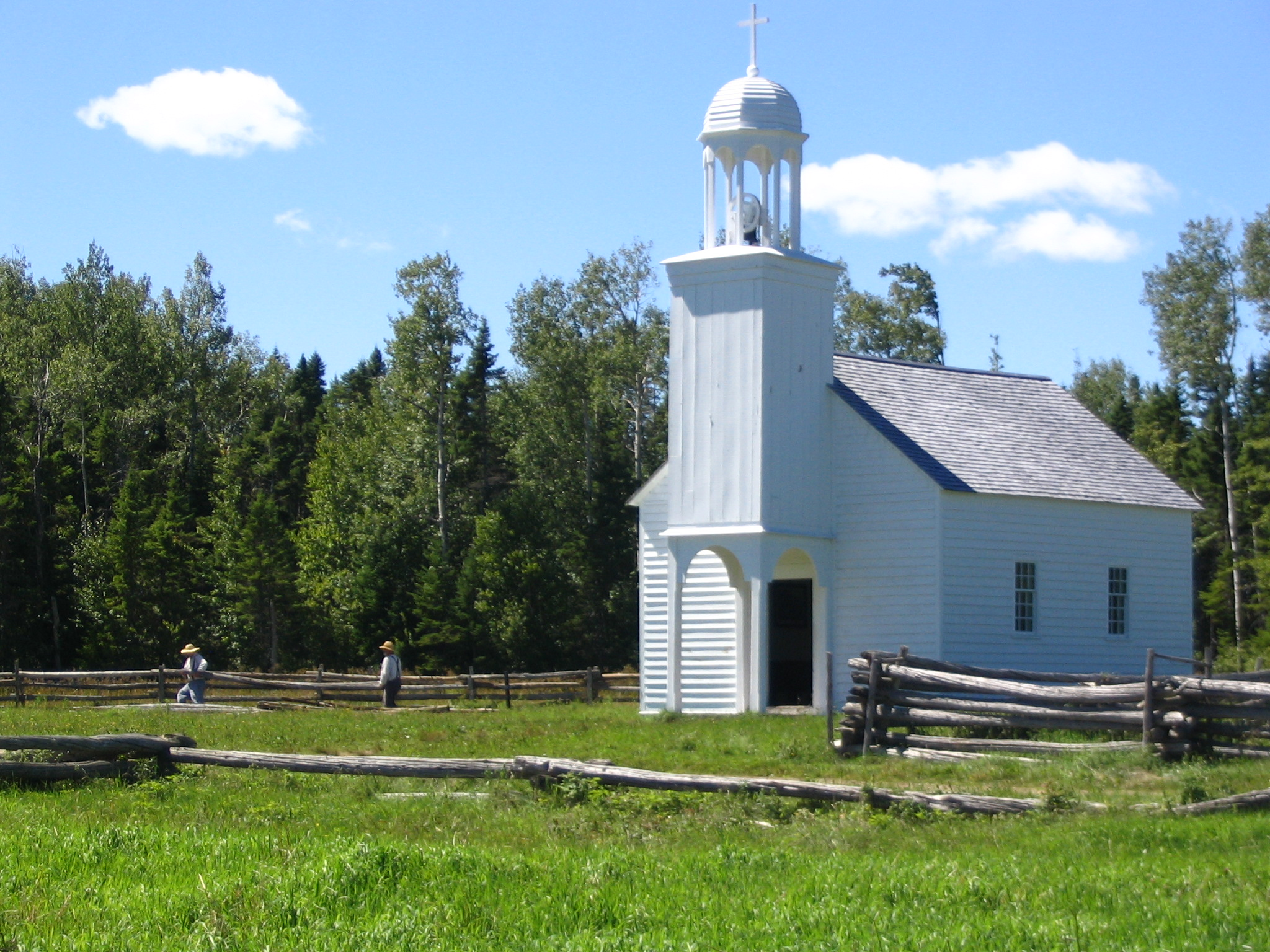
La chapelle de Sainte-Anne-du-Bocage.

Au début du XIXe siècle, les Acadiens tentent surtout de combler leurs besoins élémentaires. Toutes leurs ambitions et leurs activités sont ainsi liées à leur survie. Aucune institution n'est proprement acadienne. L'Église est la seule institution française et le clergé catholique vient du Québec ou de France. Seuls quelques villages possèdent une école et l'éducation est dispensée par de rares enseignants, pour la plupart des maîtres itinérants. Il n'y a pas de journal francophone, ni même de médecins ni d'avocats ou de classe moyenne.

### Renaissance (1850-1881)

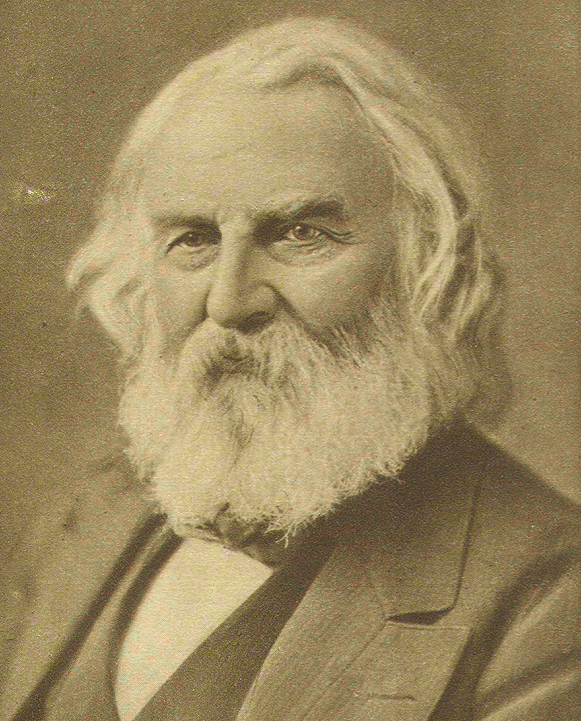
Henry Longfellow.

Les Acadiens se reconnaissent dans l'intrigue du poème Évangéline (1847), de l'Américain Henry Longfellow, alors que La France aux colonies : Acadiens et Canadiens (1859), de François-Edme Rameau de Saint-Père, un Français, leur permet de découvrir leur histoire dans leur langue.
Les Maritimes obtiennent toutes un gouvernement responsable en 1850. L'union des Maritimes est proposée comme solution aux problèmes économiques causés par le libre-échange. Les délégués à la conférence de Charlottetown proposent plutôt la Confédération canadienne, qui est entérinée en 1867 par Londres malgré l'opposition, entre autres, des Acadiens, qui sont pourtant les seuls à être accusés d'être réactionnaires,,. Certains politiciens font ensuite leur marque, comme Joseph-Octave Arsenault, Pierre-Amand Landry, Isidore LeBlanc (en) et Stanislaus Francis Perry ; certains occupent des postes importants mais d'autres sont accusés de ne pas défendre les intérêts acadiens – le népotisme se développe.
L'agriculture de subsistance est toujours la norme et les techniques évoluent lentement mais certaines régions parviennent à diversifier leurs cultures et même exporter des patates. Le chemin de fer se développe à partir de 1850 ; il fait surtout la richesse des anglophones mais représente tout de même une bonne opportunité pour les Acadiens. Des Américains relancent l'industrie des pêches au moment où les terres agricoles viennent à manquer. Certains Acadiens ouvrent d'ailleurs de petites usines et même des commerces dès 1856. L'exploitation forestière devient florissante dans la Péninsule acadienne, au Madawaska ainsi que dans Clare, où elle profite de la construction navale ; la concession de terres à une compagnie de chemin de fer près de Saint-Léonard en 1878 entrave toutefois l'expansion du Madawaska.
François-Xavier Lafrance ouvre en 1854 à Memramcook le premier établissement d'enseignement supérieur de langue française, le Séminaire Saint-Thomas. Il doit fermer ses portes en 1862 mais il est rouvert deux ans plus tard par des prêtres de la Congrégation de Sainte-Croix et devient le Collège Saint-Joseph. Le premier journal francophone, Le Moniteur acadien, est fondé en 1867 à Shédiac. D'autres journaux suivront, dont L'Impartial, fondé en 1893 à Tignish et L'Évangéline, qui fut le plus durable, publié de 1887 à 1982. Les communautés religieuses féminines qui s'établissent en Acadie y jouent un rôle essentiel dans l'éducation et les soins de santé. Les sœurs de la Congrégation de Notre-Dame, de Montréal, ouvrent des pensionnats à l'Île-du-Prince-Édouard. En 1868, les Sœurs de Saint-Joseph prennent la direction du lazaret de Tracadie et s'établissent aussi à Saint-Basile où leur pensionnat deviendra plus tard le Collège Maillet.

### Période nationaliste (1881-1982)

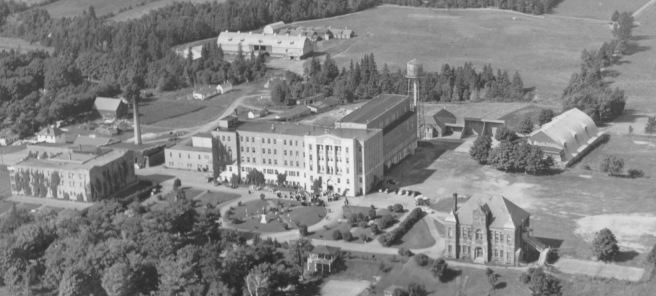
Le Collège Saint-Joseph en 1940.

Une classe moyenne se forme à partir des années 1860. Bien que le Collège Saint-Joseph et le Collège Sainte-Anne contribuent à la formation d'une élite instruite, l'Acadie compte au moins quatre catégories d'élite. Les deux plus en vue sont le clergé et les membres des professions libérales, soit les avocats, les médecins et les notaires. De plus, même si les agriculteurs et les commerçants acadiens ne bénéficient pas d'un capital considérable comme leurs homologues anglophones, bon nombre d'entre eux réussissent tout de même à se distinguer.
Les conventions nationales acadiennes sont tenues de manière intermittentes à partir de 1881 dans différentes localités. Elles sont des tribunes publiques qui permettent à la population de parvenir à un consensus sur des projets importants comme la promotion du développement agricole, l'éducation en français et la mise en place d'un clergé catholique acadien.
La Société nationale de l'Acadie, qui a pour but de promouvoir le fait acadien, est fondée en 1881. L'Acadie se dote ainsi de symboles nationaux : un drapeau, une fête nationale, une devise et un hymne national. En 1912, Édouard Leblanc devient le premier évêque acadien.
Au moins trois communautés religieuses sont constituées entre 1881 et 1925. Les couvents dirigés par ces religieuses contribuent de façon indéniable à améliorer l'éducation des Acadiennes et à rehausser la vie culturelle de la collectivité. Ces communautés fondent également les premiers collèges pour jeunes filles en Acadie.
À cette époque, quelques femmes parviennent, par la voie des journaux, à exprimer leurs opinions sur des questions importantes. Elles abordent aussi les droits de la femme, notamment le droit de vote et l'accès à l'éducation.

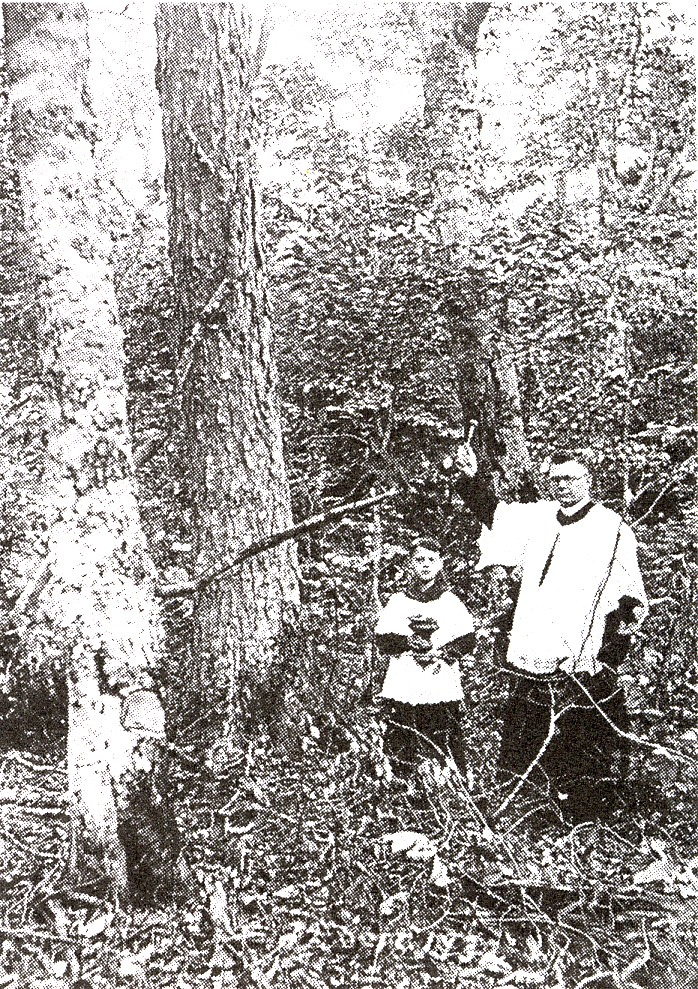
La fondation d'Allardville, le 12 septembre 1932.

Dans les années 1920 est créé le Comité France-Acadie avec du côté français, le diplomate Robert de Caix de Saint-Aymour et l'historien Émile Lauvrière.
La période nationaliste est caractérisée par une importante évolution économique, représentée par l'intégration complète des Acadiens dans le processus d'industrialisation et d'urbanisation canadien. Bien que l'exode rural soit moins prononcé en Acadie qu'ailleurs au Canada, nombreux sont ceux qui s'établissent à Moncton, à Yarmouth, à Amherst et dans les villes de la Nouvelle-Angleterre, où les hommes travaillent dans des usines et les femmes dans des filatures.
Certains membres de l'élite acadienne se méfient d'une telle évolution, qui risquerait selon eux une assimilation à la majorité anglo-saxonne. De 1880 à 1940, des mouvements de colonisation cherchent à freiner l'exode de la population, à détourner les Acadiens de l'industrie de la pêche, qui appartient en majeure partie à des compagnies étrangères, et à aider les familles à faire face aux conditions difficiles de la Grande Dépression. Le mouvement coopératif, en particulier le mouvement d'Antigonish des années 1930, permet enfin aux pêcheurs exploités pendant des générations de travailler de façon autonome.
Certaines différences régionales se manifestent aussi. La communauté acadienne du N.-B., plus importante et plus sûre d'elle-même, prend l'initiative de parler au nom de tous les Acadiens.
Durant les années 1950, les Acadiens deviennent de plus en plus présents dans l'économie, la politique et la culture des provinces maritimes. La préservation des valeurs et de la culture à domicile facilite la mise sur pied d'un système d'éducation francophone, en particulier au Nouveau-Brunswick. La vitalité de la culture acadienne ainsi que son originalité face aux cultures canadiennes anglaises et américaines réduit les effets de l'assimilation et aident les Acadiens à être reconnus en tant que minorité dans les Maritimes.
Durant les années 1960, le mouvement souverainiste du Québec et l'opposition au bilinguisme dans l'Ouest ont un impact partout au Canada. Les Acadiens sont alors divisés mais surtout ignorés entre les deux camps. En février 1968, les étudiants de l'Université de Moncton manifestent pour instaurer le bilinguisme dans la ville et dénoncer le mépris des anglophones à leur égard. Ils se heurteront à l'indifférence du maire et leur entreprise fera long feu. Cet épisode de l'histoire acadienne est relaté dans le documentaire L'Acadie, l'Acadie?!? de Michel Brault et Pierre Perrault, qui feront le voyage de Montréal pour filmer les événements et interroger les protagonistes au sujet de la condition acadienne. On y constate un militantisme vigoureux chez certains, mais un défaitisme non dissimulé chez d'autres, notamment chez des vieux qui ont été élevés dans la soumission par l'Église catholique et chez des jeunes qui déclarent qu'ils envisagent de déménager au Québec. La survie de la culture acadienne n'est pas assurée malgré les victoires remportées au fil du temps. Néanmoins, ils peuvent faire des progrès en vue de préserver leurs droits.
Dans les années 1970, la situation économique de la péninsule acadienne.est particulièrement difficile. Le taux de chômage atteint parfois 19,5 %. Certaines communautés comptent jusqu’à 30 % de personnes bénéficiaires des minima sociaux. En outre, pour les personnes disposant d'un emploi, les conditions de travail sont souvent mauvaises et source de blessures, tandis que les salaires sont généralement assez bas. C’est ce qui conduit les employés de l’usine Cirtex à déclencher une grève qui dure 13 mois.
Ces remous mènent à la fondation du Parti acadien, de la revue de gauche L’acayen, de conseils régionaux d’aménagement et du Front de libération de l'Acadie. le Parti acadien, qui comporte une importante tendance marxiste, entend dans un premier temps défendre la décolonisation des francophones des Maritimes, mais s'oppose également à la politique d’aménagement territorial du gouvernement, qui consiste à dégarnir les régions au profit des villes afin de simplifier l’administration des services. Les militants marxistes favorisent plutôt le développement régional par l’ouverture de jardins communautaires, de comptoirs alimentaires et de coopératives. Progressivement, la lutte des classes prend le pas sur celui de la décolonisation ; la question de l’affirmation acadienne devient secondaire à la lutte globale contre le capitalisme. Ces militants sont notamment très impliqués lors de la crise du hareng, en 1979, marquée par l’opposition des petits pêcheurs côtiers aux pêcheurs hauturiers, ils font des grèves tournantes, bloquant l’accès aux quais.

### Préservation des acquis (de 1982 à nos jours)

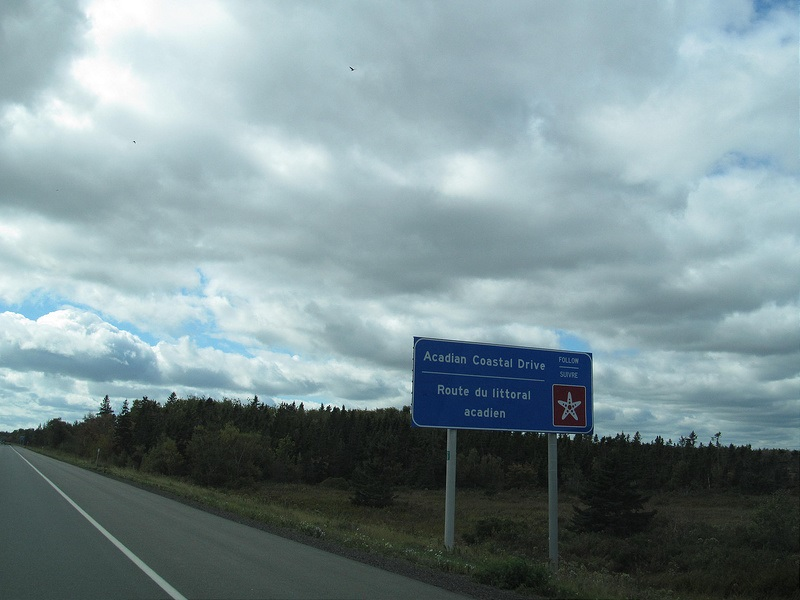
Panneau routier indiquant la route du littoral acadien au Nouveau-Brunswick.

Au N.-B., les politiques de Frank McKenna réduisent la place de la communauté acadienne et conduisent aux émeutes de Saint-Sauveur et Saint-Simon en 1997. Les Acadiens Joseph Raymond Frenette, Camille Thériault et Bernard Lord sont tour à tour premiers ministres après McKenna ; Dominic LeBlanc tente de devenir chef du parti libéral du Canada en 2008, alors que Yvon Godin, Pierrette Ringuette, Bernard Valcourt et Mark Muise sont aussi à noter.
Plusieurs reconnaissances officielles se succèdent – communauté francophone du Nouveau-Brunswick en 1993, torts causés par le Grand Dérangement en 2003, jour de commémoration en 2005 et monuments érigés à travers le monde dès la même année – et le premier Congrès mondial acadien a lieu en 1994.
Si plusieurs crises récurrentes secouent les années 1980 – secteurs de la pêche, de l'agriculture et de l'industrie forestière – et que le chômage et les disparités régionales sont toujours importants, les industries des mines et de la tourbe prospèrent alors que l'économie de l'Î.-P.-É. se diversifie. Le gouvernement fédéral décentralise certaines activités et les Acadiens y sont favorisés à l'embauche par leur bilinguisme. Le Conseil économique du Nouveau-Brunswick est mis sur pied en 1979 et l'Agence de promotion économique du Canada atlantique est fondée en 1988 ; la coopération demeure importante dans l'économie mais de plus en plus d'Acadiens entrent dans la fonction publique ou les professions libérales. Le taux d'emploi est plus que triplé entre 1961 et 1986 – de 17 % à 59 % – alors que le taux de chômage passe de 20 % en 1986 à 10-14 % en 1999. Le revenu, composé à 22 % de transferts fédéraux, correspond à 66 % de la moyenne canadienne en 1986 mais l'économie de l'Acadie n'est désormais plus en retard sur celle des régions anglophones.
À l'Île-du-Prince-Édouard, la reconnaissance du droit à l'éducation en français et du droit de gestion dans les années 1980 mènent à la création de la Commission scolaire de langue française de l'Île-du-Prince-Édouard en 1990. Le Conseil scolaire acadien provincial est mis sur pied en N.-É. en 1996 mais l'ouverture d'écoles francophones est ralentie à la fois par la réticence des parents et de certains politiciens. Une première école francophone est ouverte en 1984 à T.-N.-L. et le Conseil scolaire francophone provincial de Terre-Neuve-et-Labrador est fondée en 1996. À l'Université de Moncton, une école de droit s'ajoute en 1983 et une école de médecine en 2006. La N.-É., l'Î.-P.-É. et T.-N.-L. adoptent des mesures sur les services en français durant les années 2000,. Le quotidien L'Évangéline cesse d'être publié en 1982 mais est remplacé par L'Acadie nouvelle en 1984 ; plusieurs radios sont fondés après l'ouverture de CKRO la même année.

## Population et société

### Démographie

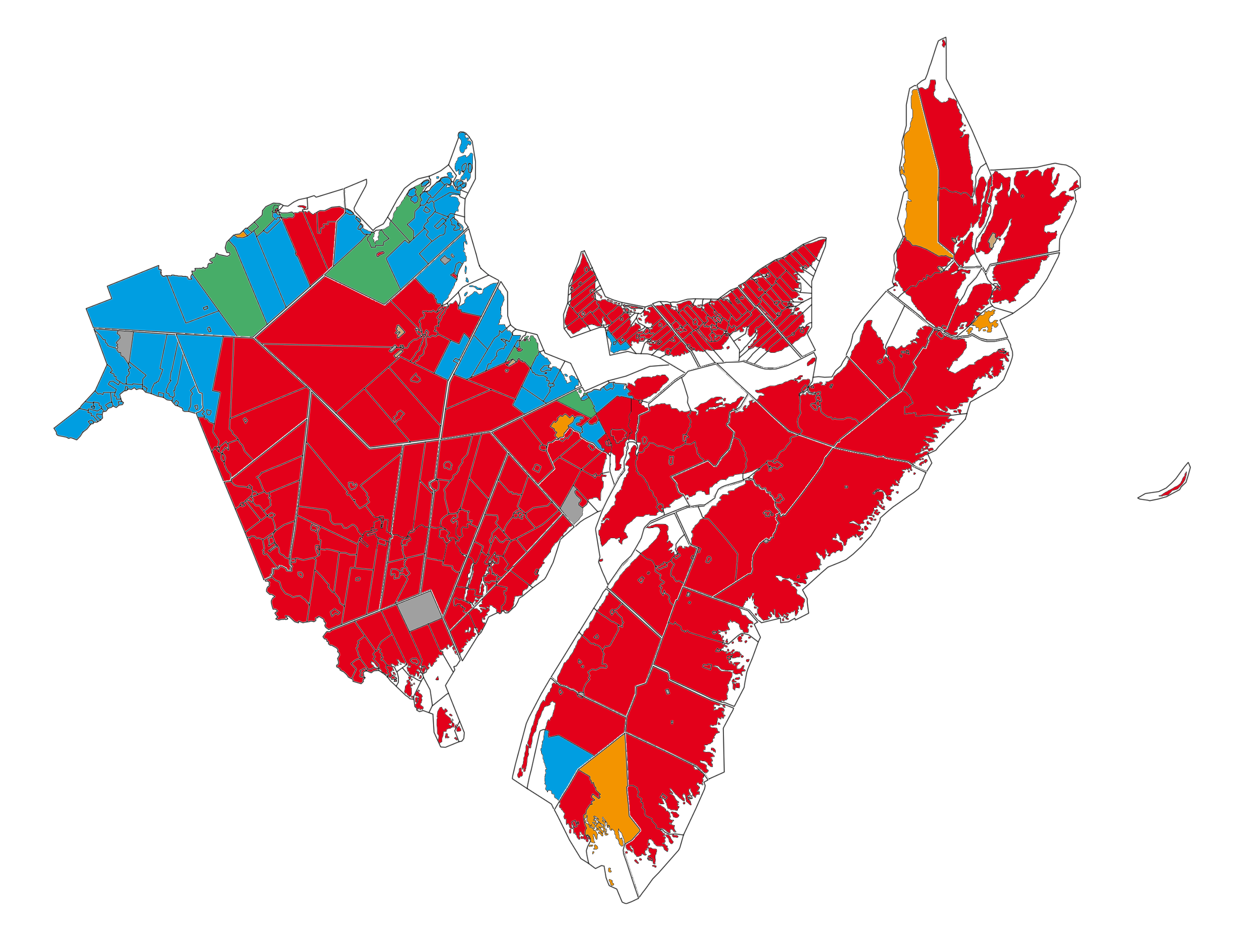
Langue maternelle dans les provinces des Maritimes.
Majorité francophone, moins de 33 % d'anglophones
Majorité francophone, plus de 33 % d'anglophones
Majorité anglophone, plus de 33 % de francophones
Majorité anglophone, moins de 33 % de francophones
Données non disponibles

En 2001, il y avait 276 355 francophones dans les provinces maritimes, pour la plupart Acadiens. En comptant les personnes anglicisées, il y aurait en tout 500 000 Acadiens dans les provinces de l'Atlantique. Pourtant, selon le recensement 2001 de Statistique Canada, ce pays comptait 96 145 Acadiens en 2001. Ce nombre est à prendre en considération, car de nombreux Acadiens s'identifient par exemple comme Canadiens ou Français dans le recensement. De plus, l'option Acadien ne figurait pas à l'origine sur le recensement, bien que le nombre de personnes s'identifiant ainsi est en forte hausse depuis 1986. En effet, même au Québec des nombres surprenants de québécois indiquent leur origine ethnique comme « canadienne » au recensement.
Les Acadiens représentent ainsi 15,6 % de la population totale des provinces de l'Atlantique, comparativement à une proportion de 22,6 % de francophones au Canada. Les francophones représentent 32,9 % de la population au Nouveau-Brunswick, 4,2 % à l'Île-du-Prince-Édouard et 3,8 % en Nouvelle-Écosse.
Le fort taux d'Acadiens au Nouveau-Brunswick s'explique par la croissance démographique et l'indice de continuité linguistique, qui est le rapport entre le nombre de personnes utilisant le français et le nombre de personnes ayant le français comme langue maternelle. Le nombre de francophones a augmenté de 12,4 % au Nouveau-Brunswick entre 1961 et 2001, alors qu'il diminuait de 14 % en Nouvelle-Écosse et de 28,8 % à l'Île-du-Prince-Édouard.
L'indice de continuité linguistique varie fortement d'une région à l'autre. Il est ainsi de 92 % au N.-B., 58,2 % en Nouvelle-Écosse et 49,8 % à l'Île-du-Prince-Édouard. Dans des régions comme le Madawaska canadien et la Péninsule acadienne, où la proportion de francophones dépasse 95 %, le taux d'assimilation est inférieur à 1 %, parfois même négatif, c'est-à-dire que des personnes de langue maternelle anglaise ou autre parlent français à la maison. Par contre, des régions ayant un faible taux de francophones comme l'Île-du-Prince-Édouard (9 %) ont un fort taux d'assimilation, 68 % dans ce cas.
En 2006, le français est utilisé régulièrement ou toujours par 46,9 % des travailleurs des communautés de l'Île-du-Prince-Édouard, par 90,5 % au Nouveau-Brunswick, par 41,7 % en Nouvelle-Écosse et par 31 % à Terre-Neuve-et-Labrador.
Plusieurs communautés acadiennes restent tout de même minoritaires. Le cas le plus connu est Moncton, où les francophones ne représentent que 33 % de la population.
De plus, le poids des francophones baisse de manière constante dans les Maritimes, y compris au Nouveau-Brunswick. En se basant sur le critère de la langue maternelle, leur poids est ainsi passé de 35,9 % de la population de cette province en 1951, à 32,4 % à 2016 (et même à 31,8 % selon le critère de la première langue officielle parlée, qui inclut également les allophones utilisant le français en premier). Selon l'expert Ilyes Zouari, spécialiste du monde francophone, les Acadiens du Nouveau-Brunswick devraient avoir un indice synthétique de fécondité (ISF) de 2,7 enfants par femme, soit environ le double du niveau actuel (un des plus faibles au monde), afin de pouvoir maintenir leur poids au niveau provincial à long terme. Et ce, puisqu'il convient de tenir compte d'une immigration désormais importante et très majoritairement anglophone (à plus de 80 %, l'immigration étant gérée par un gouvernement principalement anglophone), du taux d'assimilation des Acadiens à chaque génération (environ 20 %, et particulièrement dans le sud-est) et du taux d'assimilation des immigrés francophones (censés pourtant renforcer la population de langue française de la province). À défaut d'atteindre ce niveau de fécondité, la création d'une province acadienne, regroupant les territoires acadiens du Nouveau-Brunswick, serait alors inévitable selon ce même expert,.

### Minorités et immigration

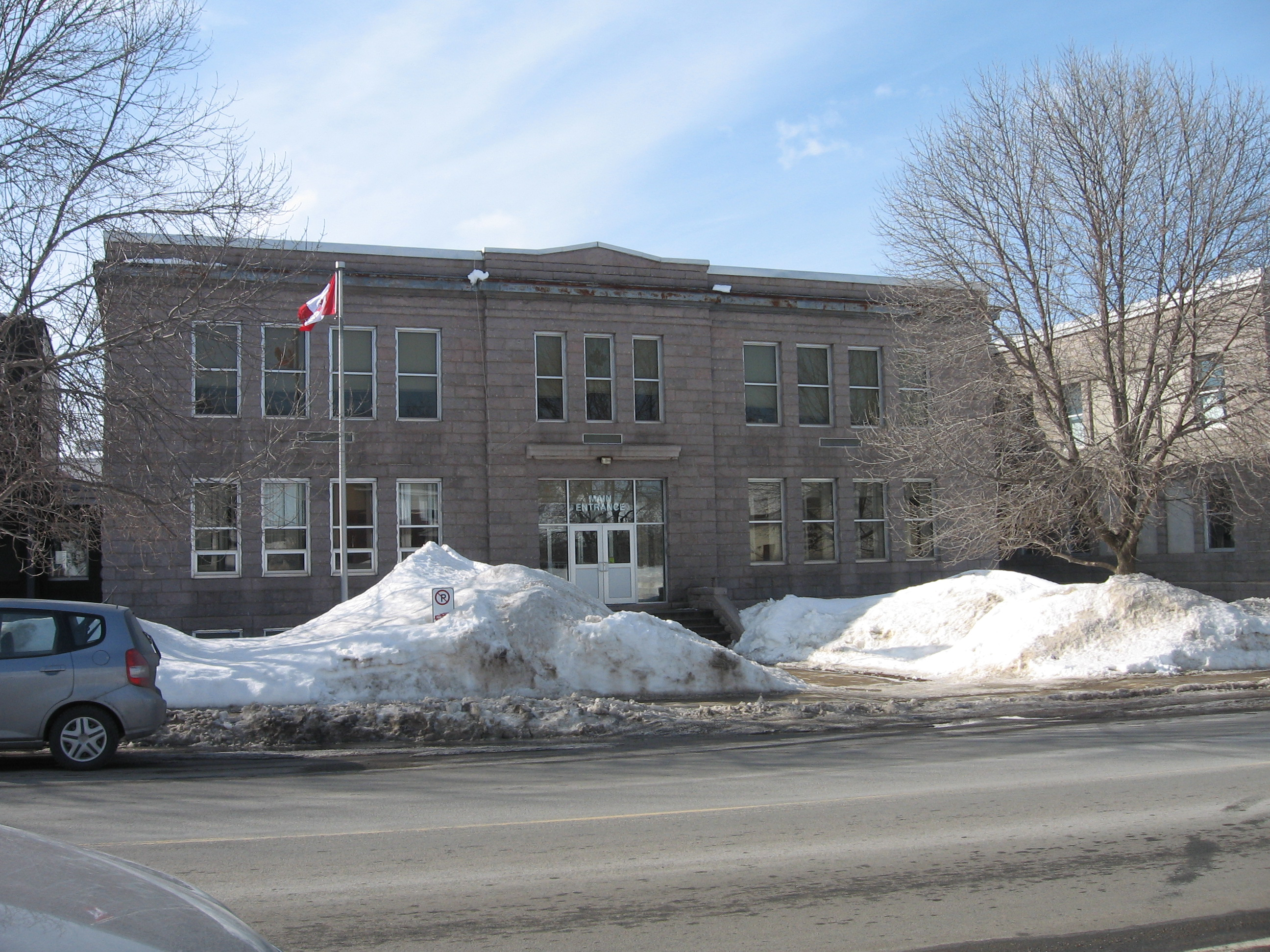
École anglophone à Bathurst.

Tout comme les Acadiens sont minoritaires dans certaines localités, l'Acadie compte aussi ses minorités. Les Malécites et les Micmacs sont d'ailleurs implantés sur le territoire depuis environ l'an -500, soit deux millénaires avant la fondation même de l'Acadie. Les premières nations de Bouctouche, Burnt Church, Eel River Bar, Indian Island, Madawaska et Pabineau sont enclavées en territoire acadien. Il y a également des minorités malécites ou micmacques dans des localités acadiennes et les autochtones, d'une manière générale, sont les plus nombreux dans Argyle (14,8 %) et dans la paroisse de Saint-Louis (10,5 %). Les autochtones sont pourtant moins nombreux dans les Maritimes que dans le reste du pays.
De nombreux Canadiens d'autres origines ainsi que des immigrants sont intégrés dans la société acadienne, même si la proportion d'immigrants reste relativement faible, ceux-ci ayant préféré s'établir dans les grandes villes canadiennes et les provinces plus prospères. D'une manière générale, la N.-É. a la population la plus diverse. La plus grande proportion d'immigrants se retrouve dans le comté de Madawaska, en particulier dans la paroisse de Clair (22 %) et à Lac-Baker (18,5 %). Les communautés accueillant le plus de minorités visibles sont aussi concentrées dans le Madawaska, plus précisément dans la paroisse de Baker-Brook (5,7 %), à Saint-Léonard (4,3 %), à Saint-André (5,0 %) et dans la paroisse de Saint-Quentin (3,2 %). Certaines communautés sont surtout présentes dans une localité en particulier, comme les Libanais à Kedgwick. Les francophones ne sont pas tous des Acadiens, et il y a notamment environ 13 000 Québécois et 1 500 Français dans les provinces de l'Atlantique. Très peu nombreux, les Juifs forment toutefois une communauté dynamique. Plusieurs personnalités issues des minorités se sont illustrés dans la société acadienne, dont le cinéaste libanais Robert Awad, l'écrivain haïtien Gérard Étienne et l'artiste multidisciplinaire belge Ivan Vanhecke.

### Langues
Il existe plusieurs dialectes acadiens. Le français acadien est le principal dialecte du français, parlé dans toute l'Acadie, sauf au Madawaska, où le français de la vallée, ou brayon, est beaucoup plus influencé par le français québécois. Par ailleurs, les Acadiens du Québec parlent surtout le français québécois, bien que le français acadien soit très courant dans certaines régions comme les îles de la Madeleine. Le chiac, parlé aussi dans la région de Moncton, est parfois décrit comme un dialecte du français fortement influencé par l'anglais, parfois comme une langue à part entière. Les populations anglicisées parlent généralement l'anglais des Maritimes.
Il n'existe pas d'organisme de normalisation en Acadie mais l'Office québécois de la langue française y joue une influence indéniable, particulièrement dans le langage technique. Certains organismes provinciaux jouent par contre un rôle restreint, par exemple dans la toponymie. Plusieurs auteurs se sont penchés sur l'étude du français acadien. Le glossaire acadien a été publié par Pascal Poirier en 1925 et réédité en 1993. Yves Cormier a présenté son Dictionnaire du français acadien en 2009, dans la même année, Éphrem Boudreau présenta aussi son Glossaire du vieux parler acadien. Ces dictionnaires se concentrent uniquement sur les acadianismes. Les principaux dictionnaires français en incluent par contre quelques-uns, mais il existe de nombreux oublis notables, par exemple de mots n'ayant pas d'équivalents dans la francophonie, ainsi que certaines erreurs.

### Éducation

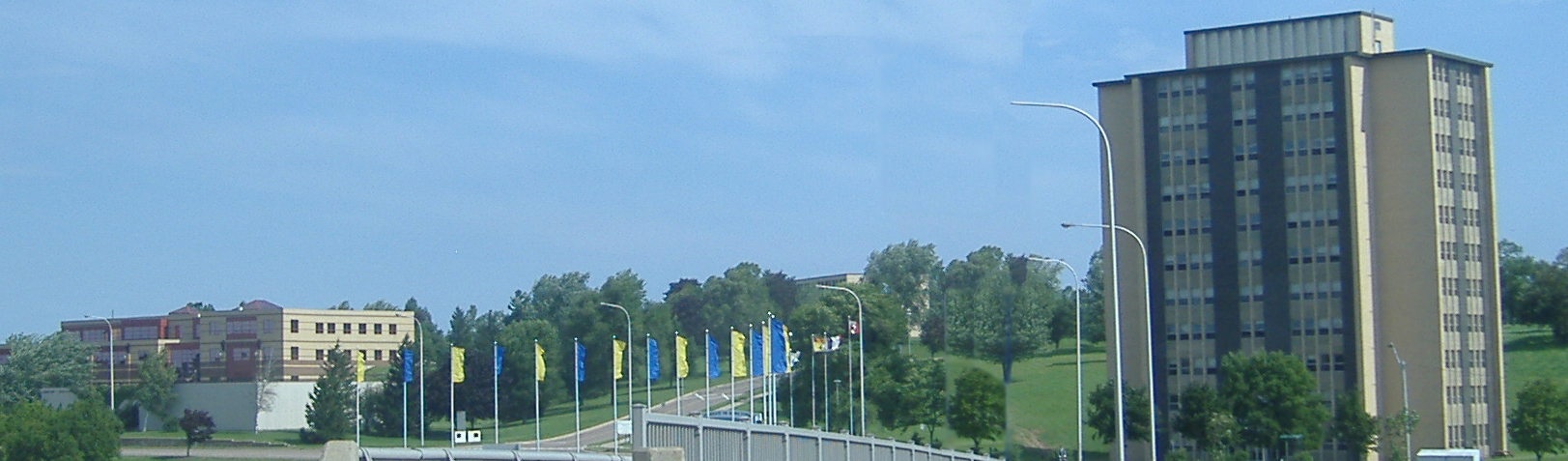
L'université de Moncton.

Le ministère de l'Éducation du Nouveau-Brunswick a la responsabilité du financement et du respect des normes tandis que la gestion des écoles et du programme scolaire est confiée aux deux secteurs indépendants. Le secteur francophone compte 32 353 élèves fréquentant 98 écoles regroupées dans cinq districts scolaires ainsi que 2 434 enseignants. La N.-É. a quant à elle un Conseil scolaire acadien provincial (CSAP) au sein de son ministère. Le Conseil gère 22 écoles unilingues françaises, comptant 6 000 élèves et 900 employés. Le CSAP possède également 19 sites de pré-maternelle. La Commission scolaire de langue française de l'Île-du-Prince-Édouard gère les six écoles francophones de la province. Le Conseil scolaire francophone provincial de Terre-Neuve-et-Labrador regroupe cinq écoles.
Le Collège communautaire du Nouveau-Brunswick compte un secteur francophone de cinq établissements. Le Collège Acadie de l'Î.-P.-É. possède trois campus.
L'Université Sainte-Anne compte cinq campus en N.-É., le principal étant à Pointe-de-l'Église et les autres à Tusket, à Halifax, à Petit-de-Grat et à Saint-Joseph-du-Moine. L'établissement comprend la faculté des Arts et Sciences, offrant des baccalauréats ainsi qu'une maîtrise en éducation, la faculté des programmes professionnels et l'école d'immersion. Il y a de plus cinq chaires et centres de recherches.
L'Université de Moncton possède aussi un campus à Edmundston, desservant ainsi le Maine et le Québec, ainsi qu'un campus à Shippagan. Cette université compte neuf facultés, dont une de droit, offre 180 programmes du premier au troisième cycle et compte 37 centres, chaires et instituts. Le Centre de formation médicale du Nouveau-Brunswick y offre un programme complet de médecine en partenariat avec l'Université de Sherbrooke. L'université compte 6 219 étudiants et 826 employés dont 390 professeurs en 2009 alors que son budget annuel est de 103 millions $.
Le Canada compte la plus grande proportion de personnes entre 18 et 35 ans possédant un diplôme post-secondaire, et les provinces de l'Atlantique ont les plus grands budgets per capita dédiées à l'éducation parmi les pays du G8. La situation diffère pourtant grandement chez les Acadiens. À l'Î.-P.-É., ceux-ci restent peu éduqués, 34 % n'ayant pas de diplôme secondaire ; le taux de diplômés collégiaux (21,5 %) est par contre dans la moyenne canadienne alors que le taux d'universitaires (13 %) s'approche de la moyenne provinciale. Au N.-B., 37 % des Acadiens n'ont pas leur diplôme secondaire, comparativement à la moyenne provinciale de 29 %, alors que le taux d'universitaires à Moncton est comparable à Montréal (20,4 %) ; la situation serait due à l'économie basée sur les ressources naturelles de la plupart des régions. En N.-É., les Acadiens sont de plus en plus éduqués (70 % de diplômés), dépassant la moyenne des francophones canadiens, mais restent toujours sous le niveau provincial (73 % de diplômés), une situation liée aussi à la situation économique. Les francophones terre-neuviens, toutes origines confondues, sont un plus éduqués que la majorité anglophone et 21 % sont diplômés de l'université, comparativement à 11 % chez les anglophones et à 16 % chez les francophones canadiens. En 2006, selon une étude de l'Institut de politique d'enseignement, les universités néo-écossaises étaient considérées les moins abordables en Amérique du Nord, alors que celles du N.-B. arrivaient en 57e rang sur 60. De plus, le nombre d'inscription est à la baisse dans toutes les universités de l'Atlantique, excepté Sainte-Anne, une situation qui ne s'expliquerait pas uniquement par le déclin démographique, selon Mireille Duguay.
Un problème important à l'heure actuelle est l'accès aux services sur l'ensemble du territoire, en particulier la santé, qui cause de nombreux débats au N.-B. La centralisation et la rationalisation de ces services causent une plus grandes spécialisation des institutions, ce qui à son tour réduit le nombre d'emplois et accentue la différence entre les villes et la campagne.

### Santé et services sociaux

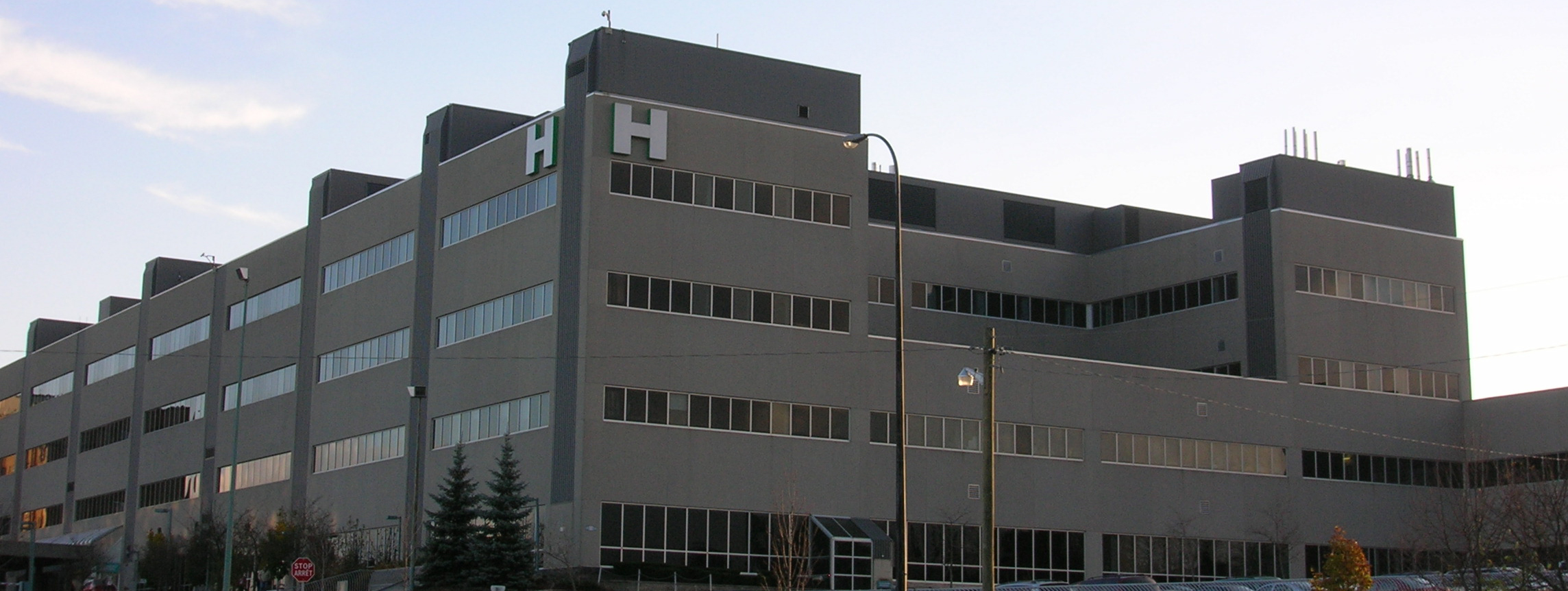
Le Centre hospitalier universitaire Dr -Georges-L.-Dumont.

La santé et les services sociaux sont des compétences principalement provinciales.
À l'Î.-P.-É., les services de santé ne sont pas répartis également et il y a un seul centre de santé bilingue, dans la région Évangéline. Au N.-B., depuis la réforme de 2008, c'est un organisme bilingue, le réseau de santé Vitalité, qui gère, en région acadienne, 1 197 lits répartis dans 73 établissements dont 11 hôpitaux, 7600 employés dont 470 médecins et un budget de près de 600 millions $. Cette réforme est jugée inéquitable par le comité Égalité Santé, qui la conteste avec le soutien de la SANB. La N.-É. compte plusieurs centres de santé bilingues. Le projet d'une clinique bilingue à T.-N.-L. est menacé notamment par l'interprétation du nombre de francophones. Afin de faciliter l'accès aux services, le Réseau des services de santé en français de l'Î.-P.-É., fondé en 2002, et les gouvernements de N.-É. et de T.-N.-L. tiennent à jour un répertoire des professionnels bilingues,,.
Le Centre hospitalier universitaire Dr-Georges-L.-Dumont est affilié à l'Université de Moncton.

### Médias et communications
L'Acadie est desservie par de nombreux médias, pour la plupart anglophones, dont le principal est la Société Radio-Canada. La station francophone Radio-Canada Acadie dispose quant à elle d'une salle de nouvelles à Moncton ainsi que des bureaux régionaux dans onze villes. Il y a également des stations communautaires ou régionales, comme Télévision Rogers ou CHAU-TV. Le N.-B. possède le seul journal quotidien francophone, L'Acadie nouvelle. Il y a aussi des hebdomadaires, notamment L'Étoile, Le Moniteur acadien, Le Courrier de la Nouvelle-Écosse et La Voix acadienne ainsi que des mensuels et d'autres publications, tel que Le Gaboteur. La radio est bien implantée et la principale station est la Première Chaîne de Radio-Canada. Une quinzaine de radios communautaires francophones, dont 10 au Nouveau-Brunswick, font aussi partie du paysage médiatique depuis la fin du XXe siècle. Plusieurs de ces radios sont très populaires et occupent parfois la première place dans leurs régions. L'internet se développe rapidement.
Les médias, en particulier la presse écrite, ont joué un rôle important dans le développement de la culture et de la politique acadienne à partir du milieu du XIXe siècle. Ils se sont pourtant développés lentement à cause de divers facteurs comme la répartition géographique, le statut minoritaire, le dynamisme économique, le niveau d'éducation et les transports. Le Moniteur acadien, fondé en 1867, est le plus ancien. Parmi les journaux disparus, le plus influent a été L'Évangéline.
Au campus de Moncton de l'Université de Moncton, les médias étudiants (notamment CKUM-FM et l'hebdomadaire Le Front) ont souvent été des acteurs dans divers mouvements de revendication acadiens.
L'Acadie dispose de l'un des meilleurs réseaux de télécommunications au monde. Totalement numérique, il comprend l'internet, disponible à haute vitesse sur tout le territoire du Nouveau-Brunswick, et la téléphonie cellulaire, disponible partout. En 2009, entre 69 % et 77 % de la population, selon les provinces, utilisait l'internet à des fins personnelles, légèrement sous la moyenne canadienne de 80 %. Le réseau est contrôlé principalement par Bell Aliant, Rogers Communications et EastLink (en). Les télécommunications sont régies par le Conseil de la radiodiffusion et des télécommunications canadiennes (CRTC). Postes Canada ainsi que plusieurs services de courrier privés desservent le territoire.

### Sport

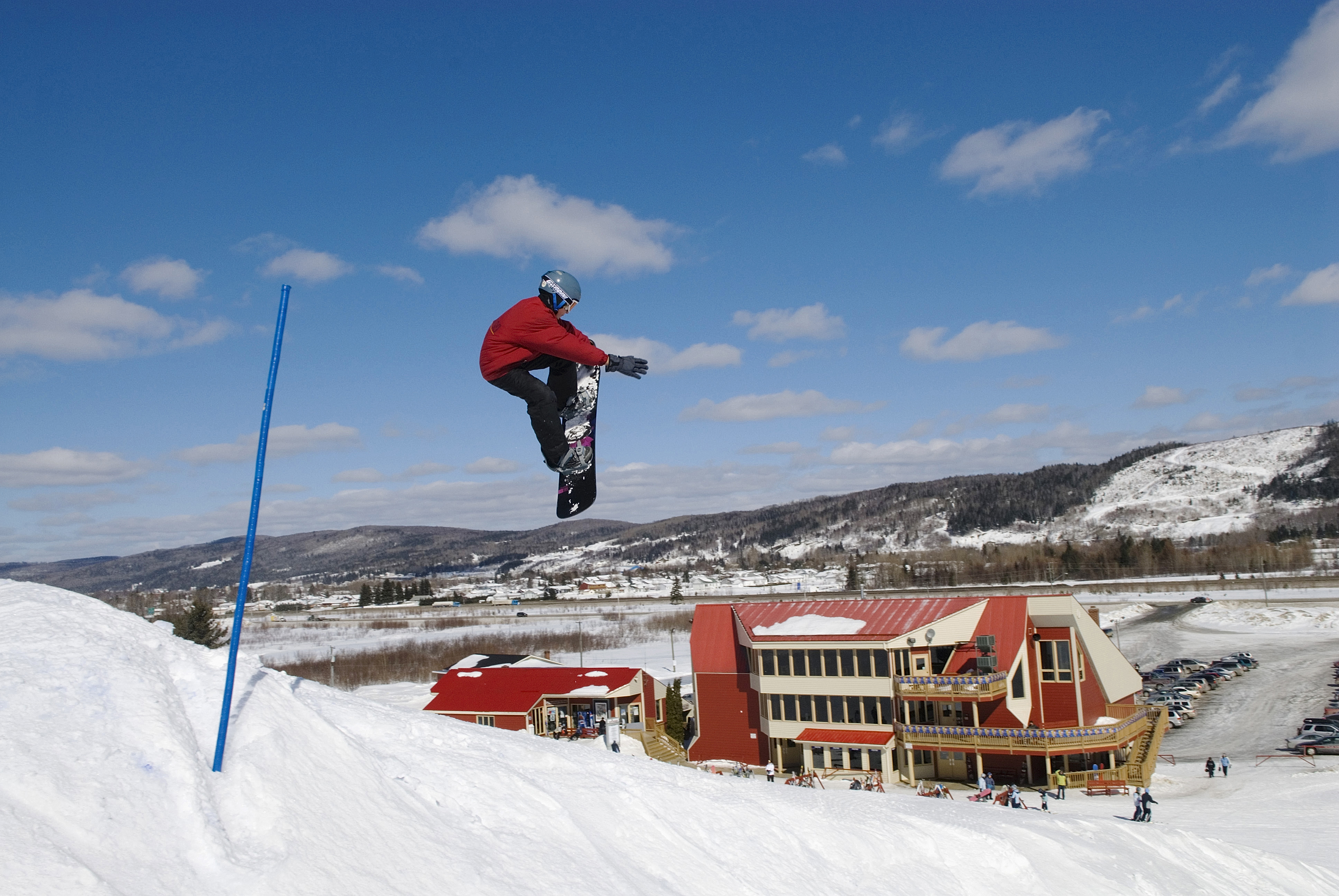
Planche à neige au mont Farlagne.

Plusieurs Acadiens se sont démarqués dans le sport professionnel, comme Yvon Durelle à la boxe, Rhéal Cormier au baseball, Ron Turcotte dans le sport hippique ainsi que Luc Bourdon et Roland Melanson au hockey sur glace. Quelques équipes professionnelles sont installées dans les régions acadiennes, dont plusieurs de la Ligue de hockey junior Maritimes Québec.
Le sport est pratiqué en Acadie depuis sa fondation mais est à l'origine peu présent dans la culture à cause des conditions de vie difficiles. Les collèges fondés vers la fin du XIXe jouent un rôle dans l'implantation du sport dans la vie quotidienne. À partir des années 1960, de nouvelles écoles sont construites avec des gymnases et d'autres installations sportives. La fondation d'une école normale francophone à Moncton, puis l'ouverture du Département d'éducation physique de l'Université de Moncton permet la formation des enseignants en français. Depuis 1979, les Jeux de l'Acadie sont l'occasion, pour les athlètes en herbe de toute l'Acadie, de se mesurer les uns aux autres.

### Religion

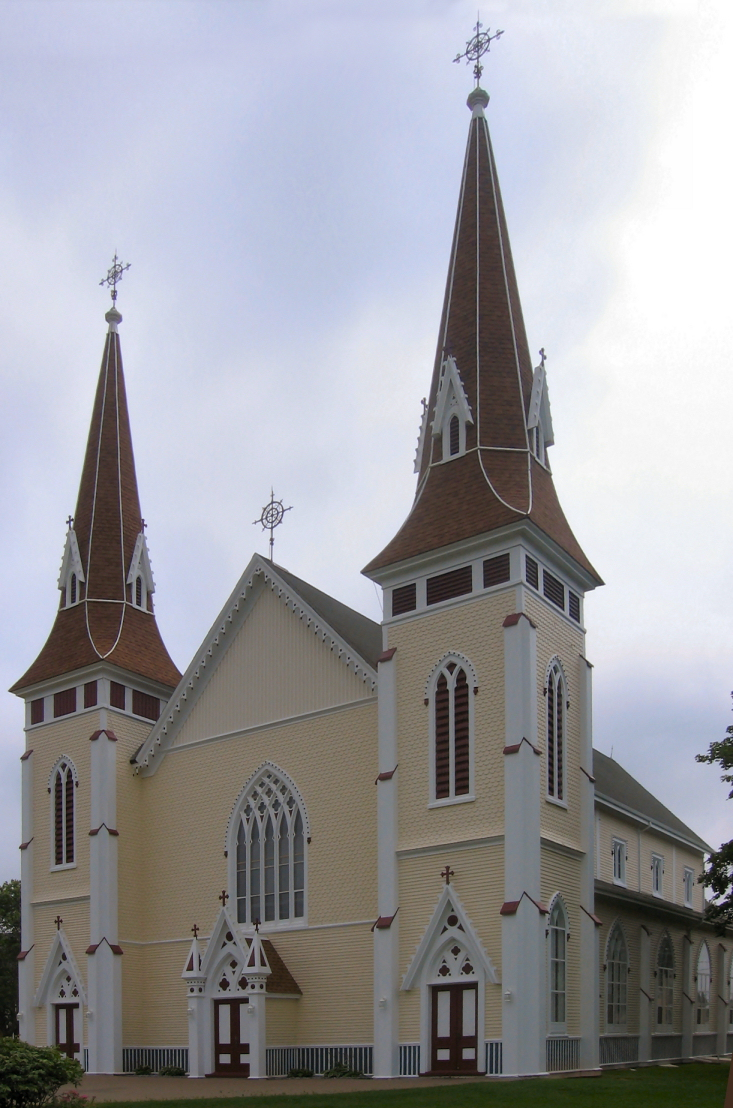
L'église Saint-Jean-Baptiste de Miscouche.

Les Acadiens sont majoritairement catholiques. L'archidiocèse de Saint-Jean recouvre tout le territoire de T.-N.-L., l'archidiocèse de Moncton comprend tout le N.-B. alors que l'archidiocèse de Halifax couvre à la fois la N.-É. et l'Î.-P.-É.
Les Acadiens sont à l'origine tolérants envers les autres religions et confessions car certains des fondateurs sont protestants. Le clergé n'est d'ailleurs pas très présent et s'intéresse surtout à l'évangélisation des Micmacs ; en fait, la pratique de la religion est surtout une affaire familiale à cause de la pénurie de prêtres. Les Acadiens conservent la liberté de religion après la signature du traité d'Utrecht en 1713. À la suite de la déportation des Acadiens, les relations deviennent tendues entre la population et les prêtres et évêques, qui sont désormais majoritairement Écossais ou Irlandais, et anglophones. Des prêtres acadiens sont formés au Collège Saint-Joseph dès 1865 mais ceux-ci sont envoyés principalement dans des régions anglophones. Un débat pour l'acadianisation du clergé commence dans les années 1880 et un premier évêque, Alfred-Édouard Leblanc, est nommé en 1913. Un mouvement s'organise ensuite pour demander au pape une meilleure représentation dans le clergé, malgré l'opposition des anglophones, avec succès. La demande de créer un archidiocèse à Moncton cause encore plus d'opposition mais est aussi acceptée en 1936. Le diocèse d'Edmundston en est détaché en 1944 alors que le diocèse de Yarmouth est séparé de celui d'Halifax en 1953. La foi catholique reste liée à l'acadianité jusque dans les années 1940, où une majorité des membres de l'élite sont soit des religieux, soit ont été formés dans des collèges catholiques. Les communautés religieuses occupent une place fondamentale dans les secteurs de l'éducation et de la santé jusqu'aux années 1970. Comme dans plusieurs régions du monde, la pratique religieuse baisse ensuite alors que le nombre de prêtres est en baisse et que certaines paroisses ne sont même plus desservies. La foi catholique reste toutefois importante pour une bonne partie de la population mais son lien avec l'acadianité devrait être différent dans l'avenir selon l'historienne Naomi Griffiths.
L'interprétation du catholicisme en Acadie accorde une place importante aux femmes, une situation démontrée par le grand nombre d'églises dédiées à une sainte, aux cathédrales (Cathédrale Notre-Dame-de-l'Assomption de Moncton) qui sont dédiées à Marie ou à Sainte Anne et au fait que deux communautés religieuses féminines ont été fondées en Acadie, soit la Congrégation des Filles de Marie de l'Assomption et la Congrégation des Religieuses de Notre-Dame du Sacré-Cœur, contrairement aux communautés masculines, qui proviennent toutes du Québec ou de France. Le culte de Sainte-Anne est en fait très important et l'imposition de Marie de l'Assomption comme sainte-patronne n'y a rien changé. La mer occupe aussi une place importante dans la religion, notamment par la célébration toujours très populaire du dimanche des pêcheurs et de la bénédiction des bateaux.

## Économie
Depuis 1961, la situation économique de l'Acadie s'est améliorée face à la moyenne canadienne. Plusieurs facteurs expliquent cette évolution, dont l'augmentation de l'accès à l'éducation post-secondaire, l'augmentation de la participation au marché du travail et finalement le dynamisme entrepreneurial. L'économie traditionnelle acadienne était plutôt socialiste et encourageait la coopération, alors que l'individualisme qui accompagne l'urbanisation et la modernisation a orienté les entrepreneurs vers le capitalisme. Ce dynamisme mena au développement d'un réseau d'organisations économique, qui augmentent l'implication de la population dans les décisions du gouvernement. La montée de l'état-providence a joué un rôle majeur: les transferts de revenus représentent 20 % du revenu total chez les Acadiens, contre 16 % chez les anglophones, ce qui permet surtout de soutenir le secteur des services. Le développement des services publics permet la création de nombreux emplois bien rémunérés dans toutes les régions. Le soutien du développement de l'entrepreneuriat, par l'entremise de programmes comme l'APECA, permet la création d'emplois.
Ces progrès s’accompagnent néanmoins de la persistance d’un important écart de développement. Cela s’explique, entre autres, par le fait que le taux d’activité y est inférieur à la moyenne canadienne et le taux de chômage supérieur. L’activité économique est très saisonnière dans plusieurs régions, en partie parce que le secteur manufacturier est axé sur la transformation des ressources naturelles. L'emploi demeure donc la principale préoccupation, causant une forte opposition à la réforme de certains programmes gouvernementaux, en particulier dans le secteur de la pêche, où l'assurance-emploi permet aux travailleurs de subvenir à leurs besoins durant les périodes d'inactivité. Certains projets de diversification ont tout de même suscité un vaste mouvement d’opposition, comme la construction d’un incinérateur de sols contaminés à Belledune.

### Revenu et emplois
À l'Î.-P.-É., le revenu individuel moyen est de 29 152 $, ce qui dépasse la moyenne provinciale, mais 40 % de la population a un revenu sous la barre des 20 000 $. Au N.-B., le revenu moyen est de 26 929 $, sous la moyenne provinciale de 28 450 $, une situation expliquée en partie par l'importance du secteur primaire et du secteur manufacturier, où les emplois tendent à être moins payés, saisonniers ou de courte durée. Près de la moitié des gens gagnent moins de 20 000 $ annuellement et seulement 12 % gagnent plus de 50 000 $, une situation due en grande partie à l'importance de la population rurale, où l'économie est moins dynamique. En N.-É., le revenu moyen des Acadiens, s'élevant à 32 168 $, dépasse la moyenne provinciale, notamment à cause des emplois bien rémunérés du secteur public ; en plus, l'écart a augmenté depuis 2001. Seulement une personne sur dix gagne moins de 10 000 $, et leur nombre baisse constamment ; le revenu moyen change néanmoins d'une région à l'autre. À T.-N.-L., le revenu moyen de la population francophone s'élève à 36 447 $, dépassant largement la moyenne provinciale de 27 636 $. Par contre, deux personnes sur cinq gagne moins de 20 000 $ annuellement alors que plus du quart gagne plus de 60 000 $.
L'administration publique, la santé et l'éducation constituent les principaux secteurs d'emplois à l'Î.-P.-É. et en N.-É., où ils regroupent respectivement 31,3 % et 36 % des emplois, notamment au ministère des Anciens combattants à Charlottetown,. La fabrication est le domaine le plus important au Nouveau-Brunswick et le second plus important à l'Île-du-Prince-Édouard et en Nouvelle-Écosse. L'économie terre-neuvienne est basée avant tout sur les matières premières. Pourtant, les communautés francophones ont une économie postindustrielle, où les emplois dans le commerce et les services jouent un rôle important. Au N.-B. et en N.-É., les Acadiens sont plus présents que les anglophones dans les secteurs primaires et secondaires,.
Les entrepreneurs représentent, en 2006, 8,4 % des travailleurs à l'Île-du-Prince-Édouard, 7,7 % au Nouveau-Brunswick, 8,7 % en Nouvelle-Écosse et 4,9 % à Terre-Neuve-et-Labrador.
La vente et les services constitue la principale occupation des Acadiens, soit 21,0 % des travailleurs à l'I.-P.-E., 24,0 % au N.-B., 23,5 % en N.-É. et 25,5 % à T.-N.-L. Les domaines des affaires, de la finance et de l'administration gagnent en importance en Nouveau-Brunswick ; les Acadiens du N.-B. y sont quant à eux moins présents que les anglophones. Au N.-B. également, le secteur de la vente et des services est plus faible que la moyenne provinciale.

### Principaux secteurs de l'économie

#### Pêche, agriculture et agroalimentaire

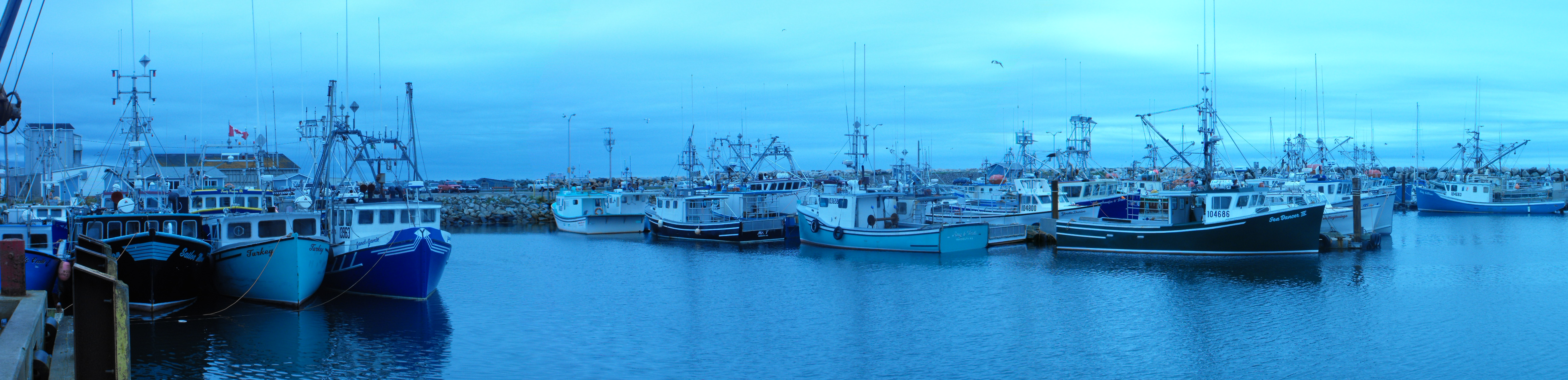
Le port de Meteghan.

La pêche est la base de l'économie des provinces de l'Atlantique avec des revenus annuels de 3 milliards $ et représente le tiers de ses exportations. Le plus grand port de pêche est Escuminac, avec 500 bateaux tandis que le port de Shippagan est le plus rentable. Depuis l'effondrement des stocks de morue et le moratoire de 1992, les principales espèces pêchées sont le crabe des neiges et le homard ; le principal marché du crabe est le Japon. La ressource de crabe est très étudiée mais le contrôle des prises de homard est plus difficile et la ressource pourrait s'épuiser ; il y a dix fois plus de pêcheurs de homard que de crabe mais les prises sont du même ordre. La transformation du poisson et des fruits de mer a lieu dans la plupart des villes portuaires mais certaines usines comme à Saint-Simon transforment le surplus des autres usines. L'industrie cherche de plus en plus la valeur ajoutée.
La période des récoltes dure en moyenne 133 jours. L'aquaculture est en expansion depuis les années 1990. La mousse d'Irlande est récoltée ou cultivée par une entreprise acadienne d'Halifax, qui est considérée comme le chef de file mondial de l'algue comestible, en plus d'être le plus grand fournisseur du Japon. Le N.-B. a le plus important secteur de produits agricoles à valeur ajoutée au pays ; l'industrie de la pomme de terre en est le chef de file, dont la multinational McCain Foods. Les aliments surgelés représentent 61 % des exportations alimentaires de l'Atlantique ; en région acadienne, cette industrie est concentrée à Grand-Sault et Scoudouc. Les boissons gazeuses (Scoudouc) et la bière (Moncton) représentent quant à eux 8 % des exportations. Les confiseries, pourtant importantes, sont peu développées en région acadienne. Toutefois, la fabrication du sirop d'érable est répandue, particulièrement à Saint-Quentin. La Péninsule acadienne est la principale région productrice de bleuets mais la transformation et l'exportation est concentrée à Oxford, en N.-É. anglophone. L'industrie des canneberges est concentrée à Rogersville mais se développe ailleurs. L'élevage et l'abattage du poulet est concentré à Saint-François-de-Madawaska.

#### Industrie

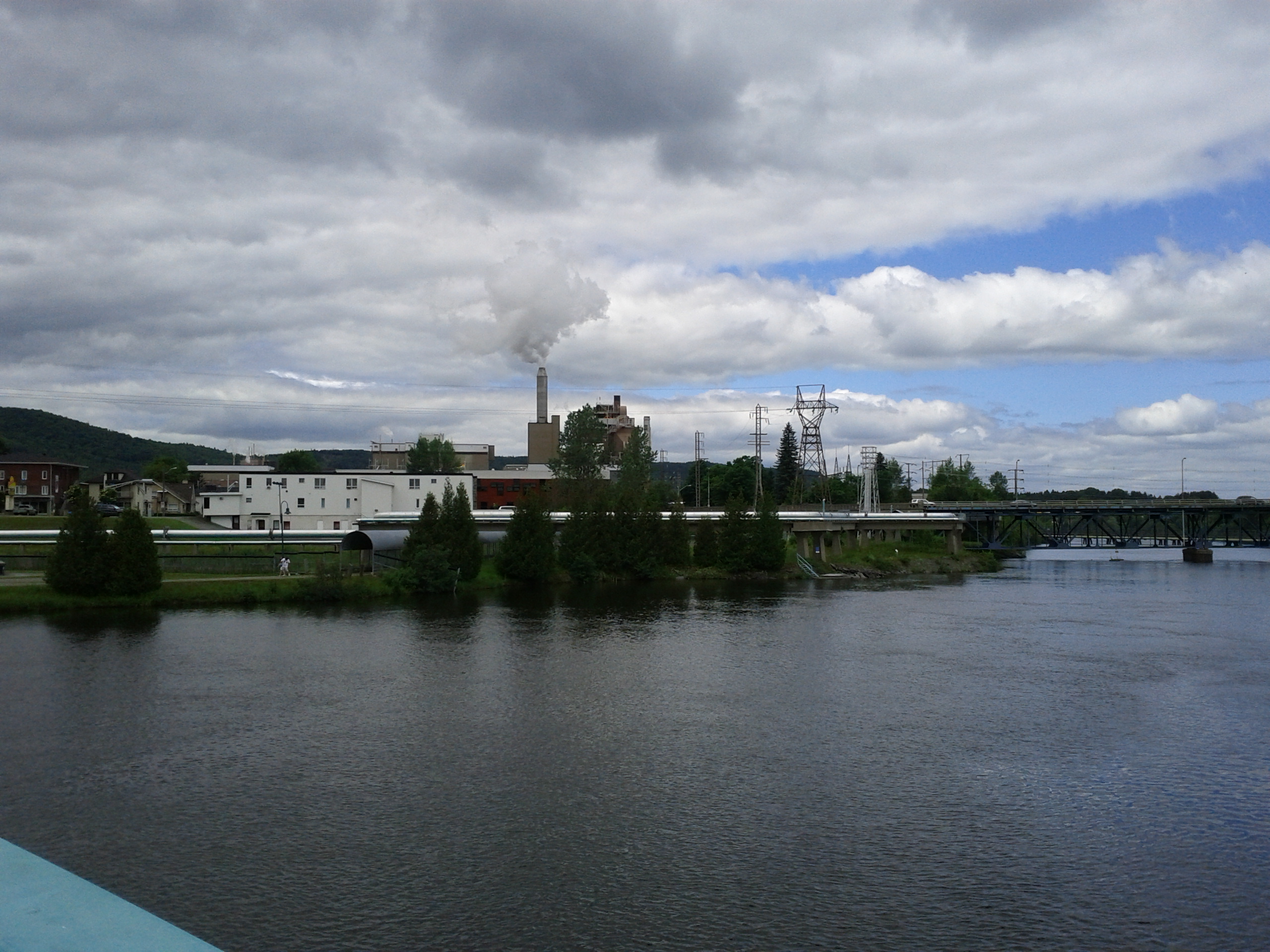
Usine de Twin Rivers Paper à Edmundston.

Il y a plusieurs mines près de Bathurst. La majeure partie des marchandises transitant par le port de Belledune sont d'ailleurs le bois et le minerai. Les usines de la ville produisent ou transforment le plomb, l'acide sulfurique, l'argent, l'or, le gypse et l'engrais. Le N.-B. produit 31 % de la tourbe au Canada et la production y est concentrée dans la Péninsule acadienne. Le Nord-ouest compte sur l'exploitation forestière et possède plusieurs usines, certaines de propriété locale comme Groupe Savoie mais la plupart appartenant a des intérêts anglophones ou étrangers, comme la compagnie J.D. Irving. Edmundston, Belledune, Saint-Quentin, Kedgwick et Atholville comptent des usines de pâte et papier. La fabrication de papiers spécialisés est concentrée à Dieppe et Richibouctou. Certains autres produits dérivés sont fabriqués en Acadie, notamment les couronnes de Noël à Notre-Dame-des-Érables.
La construction accapare 12 % du PIB au niveau fédéral et constitue le septième employeur de l'Atlantique. Plusieurs villes comptent d'importants fabricants de matériaux de construction et d'équipements résidentiels comme le béton, l'asphalte, l'acier, les équipements de ventilation et de climatisation, les portes et fenêtres, les armoires de cuisine et les matériaux de construction divers. Il y a des usines de maisons préfabriquées à Tracadie-Sheila et à Bouctouche.
L'environnement est également un secteur d'avenir, comprenant plus de 800 entreprises dans tout l'Atlantique ; T.-N.-L. est un chef de file dans le traitement des marées noires, le N.-B. dans le traitement des eaux usées, la N.-É. en matière de recyclage et l'Î.-P.-É. dans le domaine de la collecte des déchets. L'aérospatiale et la défense sont parmi les secteurs industriels connaissant la plus forte croissance ; l'industrie est concentrée en N.-É., surtout à Halifax, mais des parcs industriels importants sont aussi présents à Summerside près de la région Évangéline ainsi qu'à Moncton. Moncton et sa voisine Dieppe sont d'ailleurs les principales villes industrielles, avec des entreprises œuvrant dans les domaines de haute technologie, des véhicules d'urgence, des portes et fenêtres, de l'usinage, du verre, des équipements de jeux de hasard, de l'aérospatiale et de la défense,. Edmundston regroupe aussi quelques usines importantes, dans les domaines du plastique, des articles de sport, des enseignes et des meubles. Quelques autres industries sont présentes, telles que la construction navale (Bas-Caraquet, Methegan), les véhicules terrestres (Bathurst, Lamèque, Notre-Dame-de-Kent, Tracadie-Sheila), les moteurs (Eel River Crossing), les équipements industriels (Balmoral, Caraquet, Tracadie-Sheila), l'engrais (Petit-Rocher) et les matelas (Scoudouc).

#### Énergie

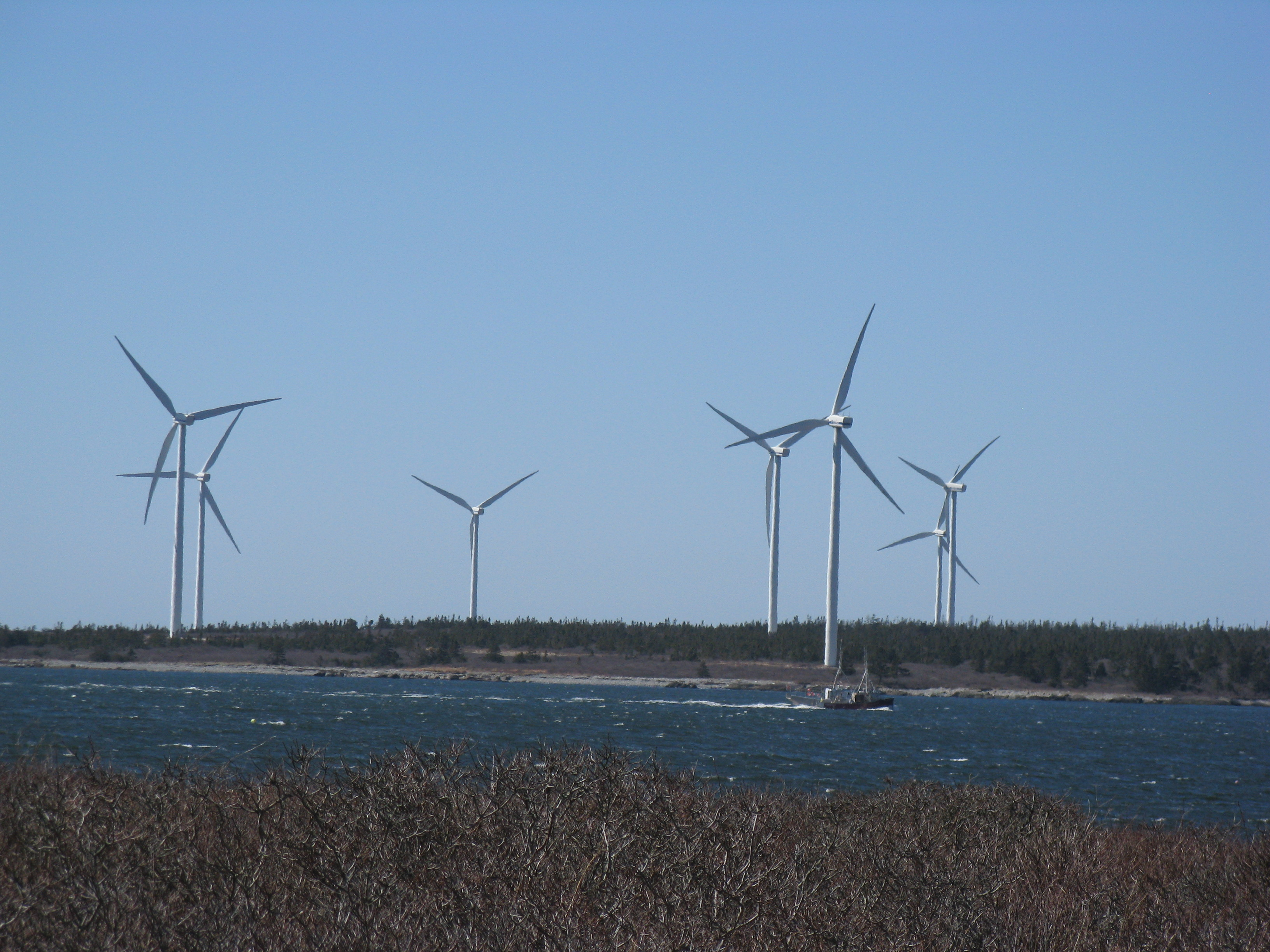
Éoliennes à la pointe de Pubnico.

La puissance installée des centrales électriques des provinces de l'Atlantique est de plus de 14 000 mégawatts (MW). L'électricité est produite, transportée et distribuée par des monopoles de sociétés de la couronne (Énergie NB, Newfoundland and Labrador Hydro et Maritime Electric) ou d'une compagnie privée (Nova Scotia Power). La centrale de Churchill Falls, inaugurée en 1971, fait l'objet d'un contentieux entre le Québec et T.-N.-L. Le coût de l'électricité reste le plus bas dans les pays du G8, sauf à l'Î.-P.-É., où il est le plus élevé au pays. Cette province est d'ailleurs la plus innovatrice en matière d'énergie éolienne et de plus en plus imitée par les autres provinces. Le plus grand raffineur et distributeur de produits pétroliers est Irving Oil, dont la raffinerie de Saint-Jean, la plus importante au pays, représente 43 % des exportations de pétrole. Un champ de gaz naturel est exploité à l'île de Sable et un gazoduc le relie aux États-Unis via la N.-É. et le N.-B. Le possible gisement de pétrole Old Harry, entre les Îles-de-la-Madeleine et T.-N.-L., crée des tensions entre cette province et le Québec. Le chauffage se fait de plus en plus au bois à l'Î.-P.-É. puisque le mazout y est également trop cher.

#### Science et technologie
Les provinces de l'Atlantique sont des chefs de file dans les domaines des technologies marines. La N.-É. se démarque au plan des sciences de la vie mais T.-N.-L. est aussi reconnue dans les biotechnologies marines, le N.-B. dans les biotechnologies agricoles et environnementales et l'Î.-P.-É. dans la nutrition et la santé des sols.
Le Grand Moncton bénéficie de sa position stratégique, de sa population bilingue et de son réseau de télécommunications. Le secteur des centres d'appel y emploie 7 300 personnes. Le secteur de l'infographie et de la conception de logiciels y est également développé.
En Acadie, les sciences et technologies ont pourtant tendance à être mises de côté en faveur de l'industrie et des arts, une situation qu'Alain Haché déplore mais explique par des raisons historiques. La recherche s'est toutefois diversifiée et il y a quelques spécialistes de renom, tels que l'économiste Donald Savoie, le physicien Alain Haché, l'astrophysicien Francis LeBlanc, le chirurgien Sylvain Beausoleil, l'ophtalmologue Raymond Leblanc et la biologiste Chantal Motar. L'Université de Moncton joue un rôle clé dans la recherche, qui inclut notamment, au tournant du XXIe siècle, l'étude de la photonique, du glaucome, de l'obésité – touchant une personne sur trois au N.-B. –, de la couleur des étoiles chaudes – théorie de la diffusion –, des effets bénéfiques des aliments fermentés et de la conservation des ressources naturelles. De plus, quelques innovations se démarquent au Canada et à l'étranger, par exemple l'excavatrice multi-fonction d'Éco-technologies.

#### Commerce
Dieppe compte le principal centre commercial de l'Atlantique, la Place Champlain, alors que d'autres villes de petites tailles comme Shippagan et Atholville basent une partie de l'économie sur les services à leur région respective. Les grandes surfaces et les chaînes de restaurant sont quant à elles généralement contrôlées par des intérêts étrangers. Les chaînes de restaurant Pizza Delight, Mikes, Bâton Rouge et Scores appartiennent toutefois à Imvescor, de Moncton. Co-op Atlantique, dont le siège est à Moncton, compte 99 succursales dans les provinces de l'Atlantique et au Québec et son chiffre d'affaires s'élève à plus d'un milliard de dollars en 2010, faisant d'elle la neuvième entreprise au Canada atlantique en 2013 ; elle opère aussi plusieurs autres commerces et une usine de moulée.

#### Finance et assurance

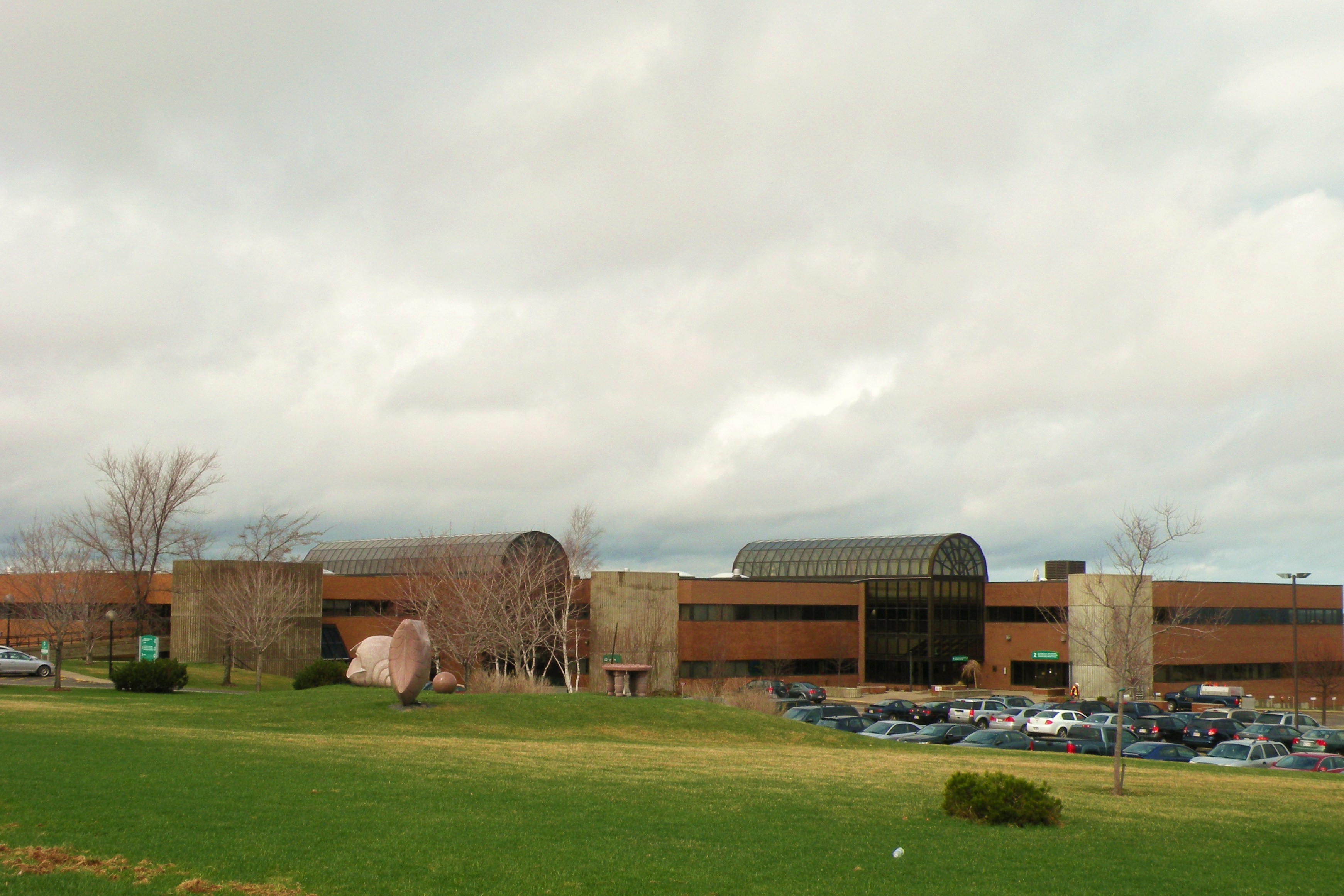
Siège social d'UNI Coopération financière.

Le secteur de la finance est surtout contrôlé par des entreprises ontariennes mais il y a quelques exceptions notables. UNI Coopération financière, dont le siège-social est situé à Caraquet, regroupe 22 caisses et 82 centres de services et a un actif de 2,9 milliards$ en 2009. Assomption Vie est une entreprise de services financiers basée à Moncton et dont les bénéfices s'élevaient à 6,3 millions $ en 2009, pour des revenus de 124,9 millions $. L'entreprise gère aussi les Placements Louisbourg, la plus ancienne maison de gestion d'actifs au Canada atlantique, avec un actif de 1,2 milliard $ en 2009. Croix Bleue Medavie, aussi basée à Moncton, est une entreprise d'assurances comptant 1 450 employés en 2008, avec un chiffre d'affaires de 2,8 milliards $ en 2007.

## Politique et administration

### Place de l'Acadie dans la confédération canadienne
L'Acadie est principalement séparée entre quatre provinces canadiennes mais celles-ci ont sensiblement le même fonctionnement politique. Le système politique canadien est en effet fondé sur la Constitution du Canada, qui définit les principes politiques, les institutions, les pouvoirs ainsi que les responsabilités du fédéral et des provinces. Les provinces et le gouvernement fédéral ont chacun des responsabilités exclusives alors que certaines autres, comme l'agriculture, l'immigration et la pêche, sont partagées.
En 2010, les provinces de l'Atlantique comptent 32 députés à la Chambre des communes, alors que leurs représentants au Sénat sont traditionnellement au nombre de 30. Depuis le début du XXe siècle, le nombre de députés fédéraux acadiens, provenant surtout du N.-B., oscille entre trois et quatre. De plus, par tradition, un gouverneur général sur deux est francophone ; le seul Acadien à ce jour a toutefois été Roméo LeBlanc, entre 1995 et 1999. Il n'y a par contre jamais eu de premier ministre acadien, bien que Dominic Leblanc, le fils de Roméo, ait tenté de devenir chef du parti libéral du Canada en 2008.
Au niveau provincial, le pouvoir législatif est détenu par une assemblée législative (Assemblée législative du Nouveau-Brunswick, Assemblée législative de l'Île-du-Prince-Édouard) ou une chambre d'assemblée (Chambre d'Assemblée de la Nouvelle-Écosse, Chambre d'assemblée de Terre-Neuve-et-Labrador), dont les députés sont élus par circonscriptions. Le premier ministre est généralement le chef du parti ayant obtenu le plus grand nombre de sièges. Il dirige un conseil exécutif détenant le pouvoir exécutif. Le chef d'État est en théorie le lieutenant-gouverneur, nommé par le gouverneur général du Canada sur proposition du premier ministre, mais il a en fait un titre honorifique.
Le pouvoir judiciaire est réparti dans plusieurs cours provinciales tandis que le tribunal de plus haute instance est la Cour suprême du Canada. La common law est utilisée à tous les niveaux. L'Acadie étant la principale région francophone dans cette situation (le code civil est utilisé au Québec), le Centre de traduction et de terminologie juridiques (CTTJ), créé par l'Université de Moncton en 1979, a depuis acquis une autorité internationale en matière de common law en français.

### Gouvernements locaux

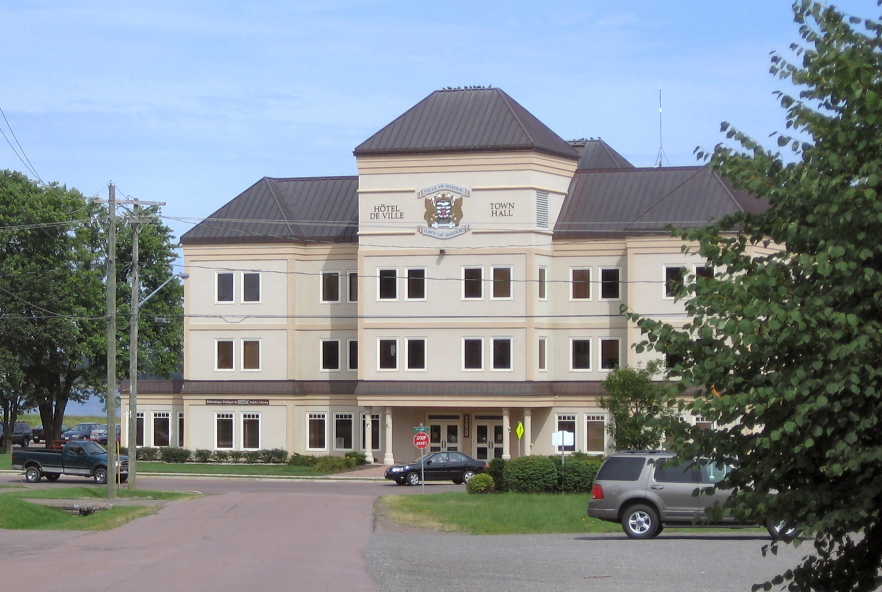
L'hôtel de ville de Shédiac.

La gouvernance locale est une responsabilité provinciale mais chacune des provinces possède en fait son propre système ; la gouvernance locale est le principal palier de gouvernement où les Acadiens ont un contrôle effectif. L'Î.-P.-É. compte une cité, des villes et des municipalités, ou villages. La cité et les villes sont dirigées par un conseil municipal, les villages par un commissaire ; la plupart du territoire reste sous la responsabilité du ministère des Finances et des Affaires municipales de l'Île-du-Prince-Édouard.
Au N.-B., les villes ainsi que les villages ont sensiblement le même fonctionnement mais les villages n'ont pas l'obligation d'offrir autant de services. Les cités sont les municipalités les plus populeuse mais leur fonctionnement est généralement le même que les autres municipalités. Il y a finalement des communautés rurales. La plupart des localités restent toutefois dans le système des districts de services locaux (DSL). Ceux-ci sont gérés directement par le ministère des Gouvernements locaux du Nouveau-Brunswick mais leur population peut élire un comité consultatif dénué de pouvoirs. Le rapport Finn, publié en 2008, propose de revoir complètement l'administration municipale, en regroupant les municipalités existantes pour en réduire le nombre ainsi qu'en améliorant la fiscalité, la transparence et l'imputabilité. Le gouvernement de David Alward est en période de consultations publiques en 2011 afin de procéder à une partie des recommandations.
La N.-É. est totalement constituée en municipalités et villages. Les municipalités ont tendance à retourner la responsabilité de certains de leurs services à la province. La plupart des municipalités étant très grandes, certaines localités comme Chéticamp aspirent à se constituer en municipalité.
À T.-N.-L., les municipalités et les districts de services locaux ont un faible pouvoir de taxation et peuvent seulement fournir quelques services, les autres étant sous la responsabilité du ministère des Affaires municipales de Terre-Neuve-et-Labrador ; la plupart des localités ne sont même pas constituées alors que plusieurs autres ne perçoivent pas de taxes municipales ni n'ont de règlements, renonçant donc aux avantages dont jouissent les autres municipalités,.
Voici une liste des vingt principales municipalités acadiennes en 2011, :
| Municipalité          | Population | Francophones (%) | Source   |
| --------------------- | ---------- | ---------------- | -------- |
| Moncton               | 67 930     | 33,0             | [ b 9 ]  |
| Dieppe                | 23 300     | 74,2             | [ b 10 ] |
| Grand Tracadie-Sheila | 16 223     | 95,4             | [ b 11 ] |
| Edmundston            | 16 032     | 94,8             | [ b 12 ] |
| Bathurst              | 12 275     | 50,6             | [ b 2 ]  |
| Clare                 | 8 319      | 65,8             | [ b 13 ] |
| Argyle                | 8 252      | 44,9             | [ b 3 ]  |
| Campbellton           | 7 385      | 55,6             | [ b 14 ] |
| Beaubassin-Est        | 6 200      | 82,1             | [ b 15 ] |
| Shédiac               | 6 053      | 75,3             | [ b 16 ] |
| Grand-Sault           | 5 706      | 83,7             | [ b 17 ] |
| Memramcook            | 4 831      | 84,3             | [ b 18 ] |
| Beresford             | 4 351      | 84,9             | [ b 19 ] |
| Isle Madame           | 4 300      | 70,0             | [ b 20 ] |
| Caraquet              | 4 276      | 98,5             | [ b 21 ] |
| Dalhousie             | 3 512      | 49,6             | [ b 22 ] |
| Chéticamp             | 3 040      | 66,9             | [ 151 ]  |
| Shippagan             | 2 603      | 97,8             | [ b 23 ] |
| Bouctouche            | 2 423      | 92,7             | [ b 24 ] |
| Saint-Quentin         | 2 095      | 98,7             | [ b 25 ] |

### Politique nationale

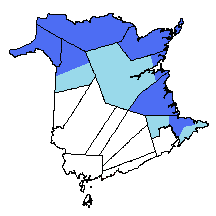
Carte approximative d'une province acadienne, telle que proposée par le parti acadien. En bleu pâle, les comtés du N.-B. contenant une proportion importante de francophones. En bleu foncé, les régions majoritairement francophones.

Selon l'historienne Naomi Griffiths, les éléments fondamentaux de la politique acadienne sont la situation minoritaire et le rejet de l'assimilation.
Certaines prises de positions créent à l'occasion des tensions importantes, menant parfois à la création de groupes radicaux chez la majorité anglophone, comme le New Brunswick Confederation of Regions Party en 1989 ou l'Anglo Society of New Brunswick durant les années 2000. Les relations se sont malgré tout améliorées depuis les années 1950 et sont marquées par l'accommodation depuis la fin du siècle. De nombreux intellectuels pensent que la coopération avec les gouvernements provinciaux et fédéraux peut continuer d'être bénéfique pour les Acadiens. Le mouvement souverainiste du Québec a toutefois une influence négative sur les relations avec les anglophones tandis que l'avenir de l'Acadie, advenant la souveraineté du Québec, fait toujours l'objet de débat. L'échec de l'accord du lac Meech en 1987 et de l'accord de Charlottetown en 1992 alimentent d'ailleurs le pessimisme. En 1992, Jean-Marie Nadeau propose, dans Que le tintamarre commence!, de forger de meilleurs liens avec la diaspora acadienne afin d'assurer la survie de l'Acadie, une opinion défendue lors du premier Congrès mondial acadien en 1994. Une autre doctrine courante cherche la décentralisation des services gouvernementaux du N.-B. en faveur des municipalités et une revitalisation du régionalisme.
Une partie des intellectuels, tel que Michel Roy, accordent une importance fondamentale aux institutions et à l'acquisition d'une autonomie politique tandis que certains autres comme Antonine Maillet considèrent que seules « une mémoire, une culture, une langue, une âme, une mentalité, une identité » comptent. Quoi qu'il en soit, une bonne partie de la population reste persuadée que les Acadiens n'ont pas encore été pleinement reconnus en tant que peuple, ce qui contraste de toute évidence avec ceux qui ont eu le pouvoir de le faire jusqu'ici. À titre d'exemple, l'ancien premier ministre du Canada Stephen Harper (au pouvoir jusqu'à la fin de 2015) avait avoué l'existence de l'Acadie mais s'était toujours opposé à ce qu'elle soit officiellement reconnue comme une nation, contrairement à ce qui avait été fait pour le Québec en 2006. Il reste que l'existence même de l'Acadie n'est jamais réellement mise en doute, que ce soit par les Acadiens eux-mêmes ou par les anglophones du reste du Canada, notamment. Par contre, un sondage de Léger Marketing, produit en 2006, révèle que seulement 45 % des Canadiens reconnaissent l'existence d'une nation acadienne.
Le Parti acadien, fondé en 1972 au N.-B., avait pour objectif principal la formation d'une province acadienne mais, en raison de la situation minoritaire, visait en fait à politiser la population. Les tensions entre les militants du Nord et du Sud puis les politiques conciliantes de Richard Bennett Hatfield minèrent toutefois les appuis du parti, qui disparut en 1986. L'union des Maritimes est quant à elle proposée depuis le milieu du XIXe siècle. Cette union impliquerait soit la formation d'une province canadienne unique, soit la création d'un nouveau pays, avec la possibilité d'une province acadienne.
Quoi qu'il en soit, l'article 16.1 de la Charte canadienne des droits et libertés reconnait deux communautés linguistiques au N.-B., l'une francophone et l'autre anglophone. La Proclamation royale de 2003 reconnait officiellement les torts causés par la Déportation des Acadiens. Toutefois, ces évolutions, qui encouragèrent notamment à abandonner le projet de création d'une province acadienne, n’empêchent guère le poids des francophones de baisser de manière constante au niveau provincial. En se basant sur le critère de la langue maternelle, leur poids est ainsi passé de 35,9 % de la population du Nouveau-Brunswick en 1951, à 32,4 % à 2016 (et même à 31,8 % selon le critère de la première langue officielle parlée, qui inclut également les allophones utilisant le français en premier). Selon l'expert Ilyes Zouari, spécialiste du monde francophone, les Acadiens du Nouveau-Brunswick devraient avoir un indice synthétique de fécondité (ISF) de 2,7 enfants par femme, soit environ le double du niveau actuel (un des plus faibles au monde), afin de pouvoir maintenir leur poids au niveau provincial à long terme. Et ce, puisqu'il convient de tenir compte d'une immigration désormais importante et très majoritairement anglophone (à plus de 80 %, l'immigration étant gérée par un gouvernement principalement anglophone), du taux d'assimilation des Acadiens à chaque génération (environ 20 %, et particulièrement dans le sud-est) et du taux d'assimilation des immigrés francophones (censés pourtant renforcer la population de langue française de la province). À défaut d'atteindre ce niveau de fécondité, la remise à l'ordre du jour du projet de création d'une province acadienne, regroupant les territoires acadiens du Nouveau-Brunswick, serait alors inévitable selon ce même expert,.

### Politiques linguistiques
Plusieurs articles de la Charte canadienne des droits et libertés reconnaissent le bilinguisme au Canada et au N.-B., c'est-à-dire que le français et l'anglais y ont un statut égal. Le N.-B. possède plusieurs lois provinciales protégeant les langues officielles, dont la loi sur les langues officielles et la loi 88.
Le gouvernement fédéral offre des services en français dans toutes les provinces de l'Atlantique, notamment dans la moitié des points de service du Nouveau-Brunswick,,,. Conformément au Code criminel du Canada, tous peuvent subir un procès criminel en français de même que recevoir des services judiciaires dans cette langue,,, ; au N.-B., tout le domaine judiciaire est bilingue.
L'Î.-P.-É. possède une Division des affaires acadiennes et francophones ainsi qu'un Comité consultatif des communautés acadiennes, en plus de désigner au cabinet un ministre responsable des Affaires acadiennes et francophones ; concrètement, certains postes gouvernementaux sont bilingues et la Loi sur les services en français, adoptée en 2000, s'applique à tous les services du gouvernement. Au N.-B., tout service public doit être disponible en français. En N.-É., l'Office des affaires acadiennes applique la Loi sur les services en français, adoptée en 2004. T.-N.-L. n'a aucune politique officielle de services en français mais possède un Bureau des services en français.
À T.-N.-L., seule la municipalité de Cap-Saint-Georges offre des services en français. À l'Î.-P.-É., il n'existe aucune loi forçant les municipalités à offrir des services en français mais Abrams-Village et Wellington le font dans certains cas. En N.-É., seule Clare offre tous ses services en français ; toutefois, le comté de Richmond et Argyle offrent certains services dans cette langue. Au N.-B., la Loi sur les municipalités oblige toute localité comptant au moins 20 % de francophones, ainsi que toutes les cités, à offrir des services en français ; 50 municipalités sont membres de l'Association des municipalités francophones du Nouveau-Brunswick. Les municipalités néo-brunswickoise de Dieppe et Atholville ont un règlement sur l'affichage commercial extérieur bilingue alors qu'à Petit-Rocher, l'affichage doit obligatoirement contenir du français ; le débat est en cours dans d'autres municipalités.
Lors de l'élection fédérale canadienne de 2011, tous les partis politiques, sauf le Parti conservateur, répondent à la demande de la Société nationale de l'Acadie de faire des provinces de l'Atlantique une région officiellement bilingue.
Toutefois, ces évolutions ne parviennent pas en empêcher la baisse constante du poids des francophones dans les Maritimes, y compris au Nouveau-Brunswick. En se basant sur le critère de la langue maternelle, leur poids est ainsi passé de 35,9 % de la population de cette province en 1951, à 32,4 % à 2016 (et même à 31,8 % selon le critère de la première langue officielle parlée, qui inclut également les allophones utilisant le français en premier). Selon l'expert Ilyes Zouari, spécialiste du monde francophone, les Acadiens du Nouveau-Brunswick devraient avoir un indice synthétique de fécondité (ISF) de 2,7 enfants par femme, soit environ le double du niveau actuel (un des plus faibles au monde), afin de pouvoir maintenir leur poids au niveau provincial à long terme. Et ce, puisqu'il convient de tenir compte d'une immigration désormais importante et très majoritairement anglophone (à plus de 80 %, l'immigration étant gérée par un gouvernement principalement anglophone), du taux d'assimilation des Acadiens à chaque génération (environ 20 %, et particulièrement dans le sud-est) et du taux d'assimilation des immigrés francophones (censés pourtant renforcer la population de langue française de la province). À défaut d'atteindre ce niveau de fécondité, la création d'une province acadienne, regroupant les territoires acadiens du Nouveau-Brunswick, serait alors inévitable selon ce même expert,.

## Institutions nationales et symboles

### Symboles

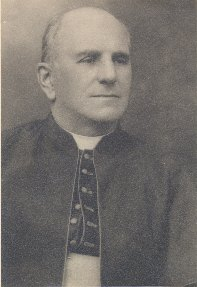
Marcel-François Richard, l'instigateur de plusieurs des symboles nationaux.

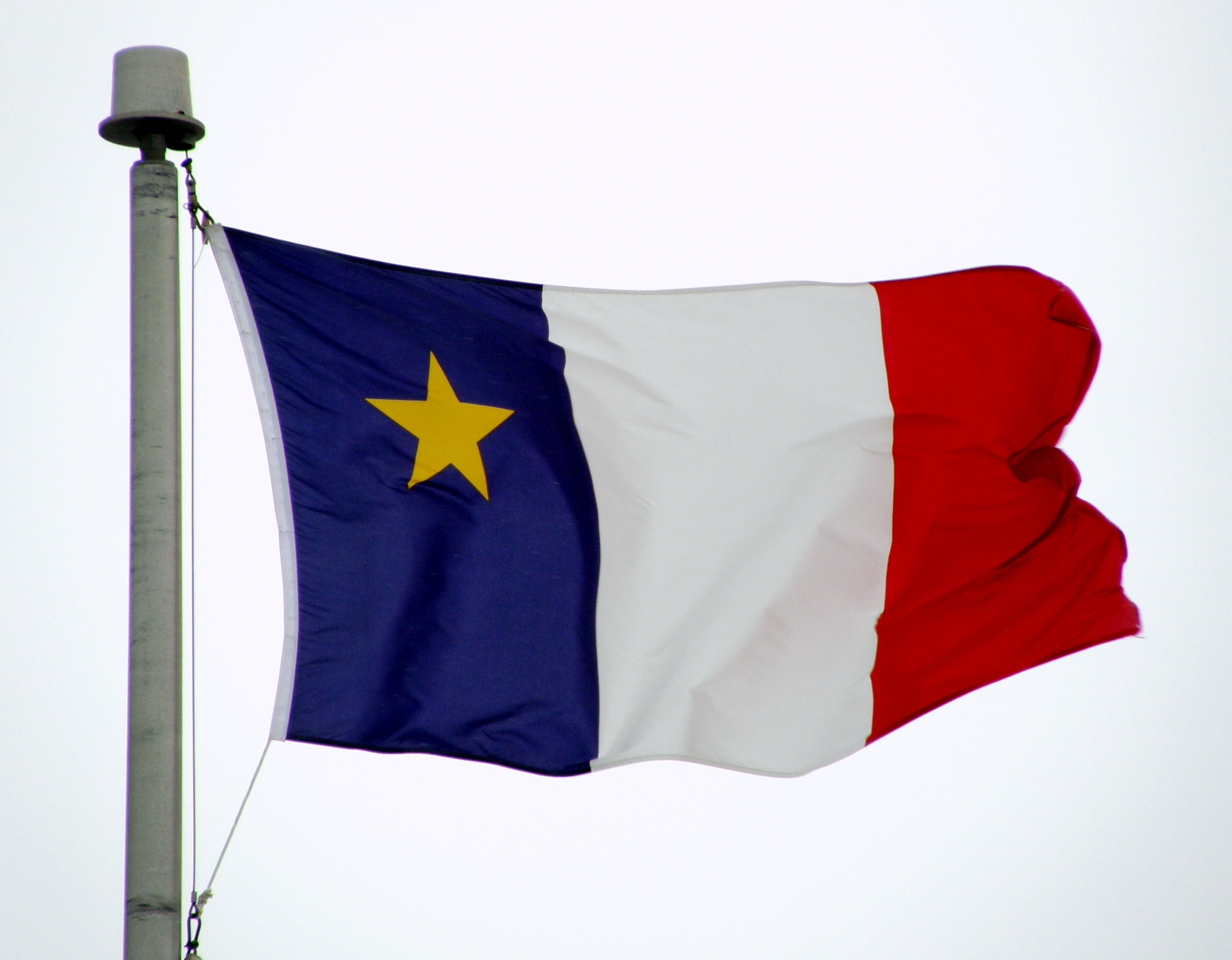
Le drapeau de l'Acadie.

La sainte-patronne de l'Acadie, Notre-Dame-de-l'Assomption, fut le premier symbole choisi, lors de la première Convention nationale acadienne, organisée en 1881 à Memramcook. La fête nationale de l'Acadie est le 15 août, jour de l'Assomption. Le drapeau de l'Acadie fut proposé lors de la deuxième Convention nationale acadienne se déroulant à Miscouche en 1884 ; l'original est conservé au Musée acadien. Il consiste en un drapeau français avec une étoile dorée, ou Stella Maris (étoile de la mer), dans la partie bleue ; l'étoile représente la Vierge Marie et sa couleur est associée à la papauté. Le drapeau est aujourd'hui le plus populaire des symboles de l'Acadie. L'hymne national de l'Acadie fut choisi lors de la convention de 1884 ; en liaison avec le drapeau, il consiste en une hymne chrétienne latine, adressée à la Vierge Marie, la prière grégorienne Ave Maris Stella. Un concours fut organisé par la Société nationale de l'Acadie en 1994 afin de créer des paroles en français ; la gagnante fut Jacinthe Laforest et la nouvelle version fut chantée pour la première fois par Lina Boudreau. Les deux derniers symboles officiels, la devise et l'insigne acadienne, furent choisis durant la convention de 1884 ; la devise est peu utilisée de nos jours et l'insigne, qui n'a jamais été populaire, est pratiquement oubliée. La devise est L'union fait la force. L'insigne consiste en une bandelette de soie bleue à franges dorées, surmontée d'une rosette rouge et blanche, sur laquelle figure la devise nationale, une étoile et un bateau dont le pavillon porte le mot « Acadie ».
Depuis 2005, au Canada, le 28 juillet est officiellement la « Journée de commémoration du Grand Dérangement », en mémoire de ce jour de 1755 où fut décidée la déportation des Acadiens. Cette journée, créée par proclamation royale demandée par le gouvernement canadien, fut en fait en lieu d’excuses de la reine britannique, excuses que demandaient des représentants de l’Acadie
Il existe plusieurs autres symboles non-officiels de l'Acadie. L'un des plus anciens et des plus populaires est le poème Evangéline de l'auteur américain Henry Longfellow, publié en 1847. Des concours annuels sont organisés dans plusieurs communautés afin de choisir un Gabriel et une Évangéline, les deux personnages principaux du poème.

### Société nationale de l'Acadie
La Société nationale de l'Acadie (SNA) a pour mission de promouvoir les intérêts des Acadiens, plus particulièrement ceux des provinces de l'Atlantique. La SNA compte 8 membres fédératifs, soit la Société de l'Acadie du Nouveau-Brunswick, la Fédération des jeunes francophones du Nouveau-Brunswick, la Fédération acadienne de la Nouvelle-Écosse, le Conseil Jeunesse Provincial, la Société Saint-Thomas-d'Aquin, Jeunesse Acadienne, la Fédération des francophones de Terre-Neuve et du Labrador et Franco-Jeunes de Terre-Neuve et du Labrador. Il y a aussi un membre privilégié, soit Les Amitiés Acadiennes en France et finalement 4 membres associés, soit la Corporation des Acadiens aux Îles-de-la-Madeleine, le Comité Louisiane-Acadie, l'Association Miquelon Culture Patrimoine et la Coalition des organisations acadiennes du Québec. La SNA fut fondée en 1881 et son président actuel depuis 2021 est Martin Théberge, de la Nouvelle-Écosse.
Par le biais de la SNA, l'Acadie entretient diverses relations internationales officieuses ou officielles. Les relations les plus anciennes et les plus importantes sont avec la France. Celles-ci commencèrent en 1968, à l'initiative de la SNA. La France avait déjà déplacé sa chancellerie d'Halifax vers Moncton en 1964, avant de la transformer en consulat général en 1966. La coopération France-Acadie est renouvelée à tous les deux ans et inclut un programme d'échange, de bourses d'études ainsi que de l'aide financière et technique. La SNA gère la Fondation Franco-Acadienne pour la Jeunesse, qui favorise l'échange entre jeunes, alors que la France a instauré un Service culturel à son consulat de Moncton. Les relations avec la Communauté française de Belgique commencent en 1983 et depuis, un programme d'échange est renouvelé tous les trois ans. Depuis les années 1990, le Conseil général de Saint-Pierre-et-Miquelon ainsi que des délégations de la SNA discutent d'enjeux communs. Une entente est finalement signée en 2001 et l'Association SPM-Acadie est fondée, plus tard remplacée par l'Association Miquelon Culture. Les relations avec le CODOFIL en Louisiane commencent à la même époque. À partir de 1995, le Québec tente de se rapprocher de la francophonie canadienne. En 2002, un monument commémorant l'apport des Acadiens au Québec est inauguré dans la ville de Québec. En 2003, l'Assemblée nationale du Québec appuya unanimement la SNA dans sa démarche pour faire reconnaître les torts causés par la Déportation des Acadiens. Le Centre de la francophonie des Amériques fut fondé en 2008. Au-delà de cette reconnaissance, il existe une Commission Acadie-Québec. La SNA siège à l'Organisation internationale de la francophonie en tant que membre de la délégation d'accompagnement du Canada et ce depuis 2005.

### Congrès mondial acadien

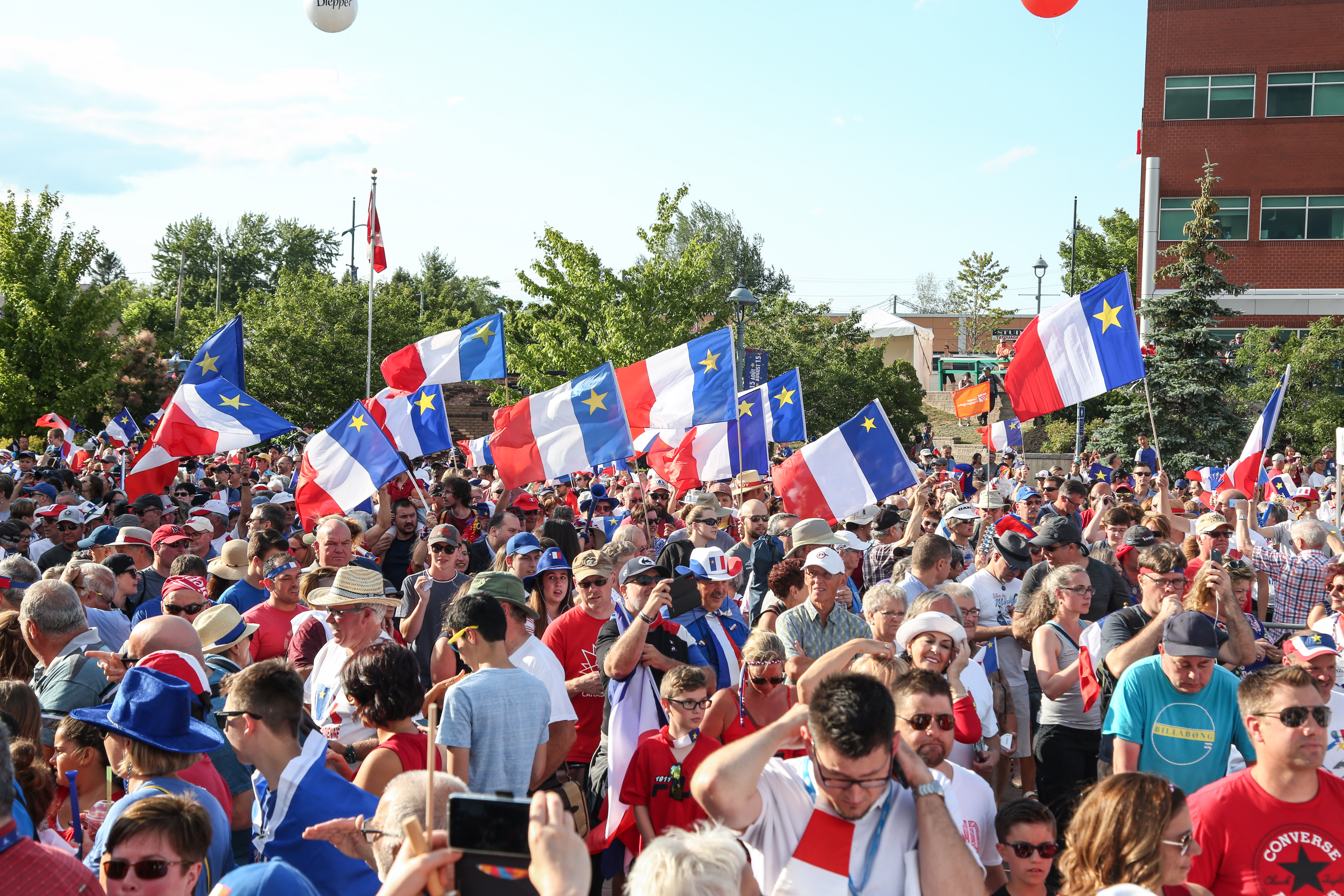
Le Congrès mondial acadien en 2019.

Le Congrès mondial acadien est organisé à tous les cinq ans et a pour but de développer des liens plus étroits dans la diaspora acadienne. Toutes sortes d'activités, des retrouvailles familiales, des spectacles et des conférences ont lieu à cette occasion. Le premier congrès se déroula en 1994 au sud-est du N.-B.. Il fut ensuite organisé en 1999 en Louisiane, en 2004 au sud-ouest de la N.-É. et en 2009 au nord-est du N.-B. Le Ve congrès a lieu en 2014 dans l'Acadie des terres et des forêts. Le CMA est à l'origine géré par la société du CMA, qui devint inopérante après le premier congrès. À la suite des difficultés représentées pour l'organisation du troisième congrès, la Société nationale de l'Acadie accepta de gérer l'événement en 2001.

### Capitale

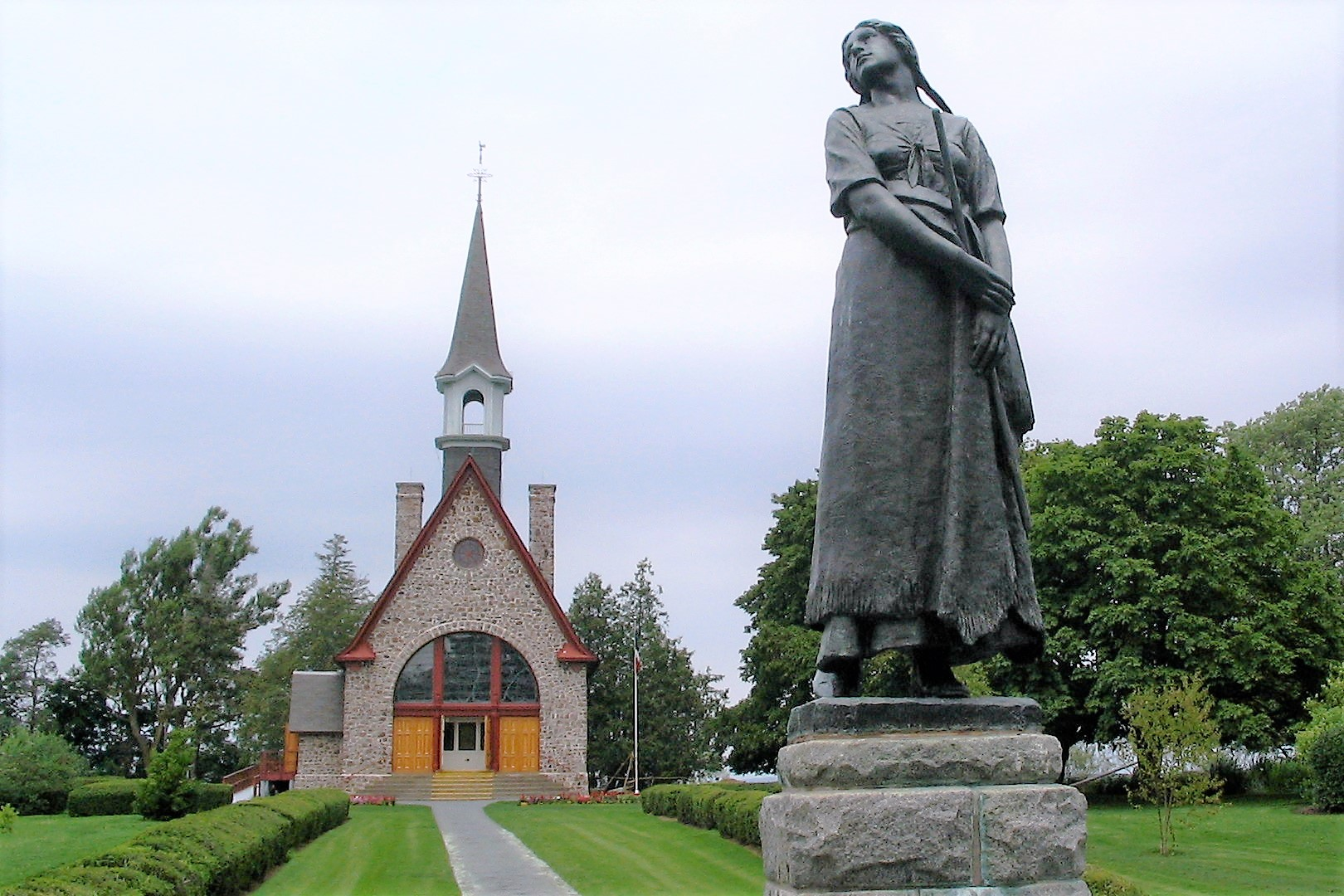
Grand-Pré.

Plusieurs lieux revendiquent le titre de capitale de l'Acadie, le plus ancien étant Grand-Pré, qui était par ailleurs la principale ville de l'Acadie en 1755. En 1847, l'américain Henry Longfellow publie le poème Évangéline. Le succès du poème attire des milliers de touristes à Grand-Pré, le point de départ du récit, alors que l'image d’Évangéline est utilisée à des fins publicitaires et que l'élite acadienne en fait un symbole national caractérisant la persévérance. Un parc commémoratif prend forme en 1907 à l'instigation de John Frederic Herbin, auquel se greffent une statue offerte par le Chemin de fer Windsor & Annapolis et l'église-souvenir, commanditée par la Société nationale de l'Acadie. Un pèlerinage annuel y est institué. Le parc devient un lieu historique national en 1955. L'image d'Évangéline est rejetée durant les années 1960. Évangéline est ensuite considéré comme un poème sur l'amour et ses ardeurs alors que Grand-Pré refait surface dans la culture et que le pèlerinage continue. Le lieu est inscrit au patrimoine mondial de l'UNESCO en 2012.
Memramcook est l'un des seuls villages ayant survécu à la Déportation des Acadiens. Plusieurs réfugiés y retournent dès 1763, en faisant le plus important en Acadie. Par la suite, des habitants fondent d'autres villages, ce qui lui vaut le surnom de « Berceau de l'Acadie ». Memramcook joue aussi un rôle important dans la renaissance acadienne du XIXe siècle.
Moncton profite du rejet des valeurs traditionnelles et de la critique du poème Évangéline durant les années 1960 pour être considérée comme la capitale de l'Acadie. Cette réputation est controversée car le nom même de la ville commémore Robert Monckton, un militaire britannique ayant dirigé la Déportation des Acadiens dans la région. De plus, Moncton est une ville à majorité anglophone, avec un fort taux d'anglicisation, où les Acadiens ont eu beaucoup de difficulté à faire respecter leurs droits. La ville abrite par contre plusieurs institutions dont l'Université de Moncton, alors que sa voisine Dieppe est le siège de la Société nationale de l'Acadie.
Caraquet s'autoproclame capitale de l'Acadie en 1993. Cette ville abrite trois importantes institutions, soit le Théâtre populaire d'Acadie, le quotidien L'Acadie nouvelle ainsi qu'UNI Coopération financière. Plusieurs municipalités critiquent cette proclamation, dont Shippagan.

### Acadianité

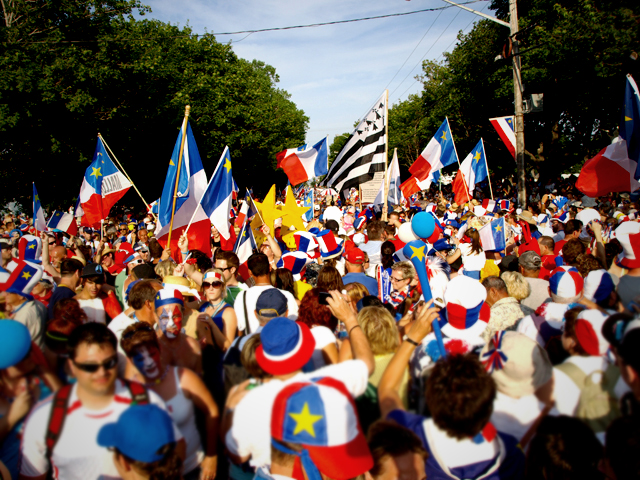
Tintamarre de Caraquet.

L'acadianité est la définition de ce qu'est un Acadien, qui se résume bien souvent au sentiment d'appartenance à l'Acadie. Ce sentiment serait apparu dès le XVIIe siècle et aurait été engendré par l'isolement de l'Acadie face aux autres colonies de la Nouvelle-France. La première mention écrite du mot Acadien a lieu en 1699.
La définition officielle de l'acadianité fut choisie lors de la première Convention nationale acadienne à Memramcook, en 1881 : un francophone catholique, descendant soit d'un colon établi dans l'ancienne Acadie, soit d'un déporté. Cette définition est moins bien acceptée de nos jours. En effet, certaines communautés sont anglicisées ou en voie d'anglicisation, le catholicisme n'est plus la seule religion et la pratique religieuse est en baisse tandis que l'Acadie n'est plus isolée comme autrefois et le nombre de mariages interethniques s'accroit, sans oublier que la population est de plus en plus consciente des origines diverses de plusieurs familles.
Les Acadiens sont enclins à s'identifier avant tout à leur ville, leur région, leur province ou leur pays avant de s'identifier à l'Acadie.Parmi toutes les régions, le Madawaska est celle ayant le plus fort sentiment identitaire distinctif. Une partie des habitants se considèrent comme des Brayons au lieu d'Acadiens. Le Madawaska possède plusieurs symboles dont un drapeau, des armoiries, un plat national ainsi qu'une Foire brayonne, alors que le nom de République du Madawaska est toujours utilisé de façon symbolique. Les Acadiens du Maine, en particulier ceux du Madawaska, sont depuis les années 1970 de plus en plus conscients de leur acadianité et maintiennent d'importants liens avec la partie canadienne du Madawaska, bien qu'ils se considèrent avant tout Américains. Les Acadiens du Québec sont rarement au courant de leur origine, qu'ils découvrent souvent en faisant leur arbre généalogique. Les Cadiens sont intimement liés aux Acadiens, car ils descendent d'expatriés acadiens et d'autres immigrants établis en Louisiane vers la fin du XVIIIe siècle. Les Cadiens sont fréquemment appelés « Cajuns », un anglicisme dérivé de l'ancienne prononciation acadienne du mot acadien, « acadjonne ».

## Culture
La musique et le folklore demeurent les formes d’expression artistiques les plus répandues jusqu’au milieu du XXe siècle. La marginalisation géographique et économique des régions acadiennes ont ainsi causé un isolement culturel. L’arrivée de l’enseignement supérieur et l’ouverture au monde des années 1960 provoquent une effervescence de la culture acadienne, qui se diversifie dans l’artisanat, la peinture, la sculpture, la musique, la danse, le théâtre, le cinéma ou la littérature.

### Architecture

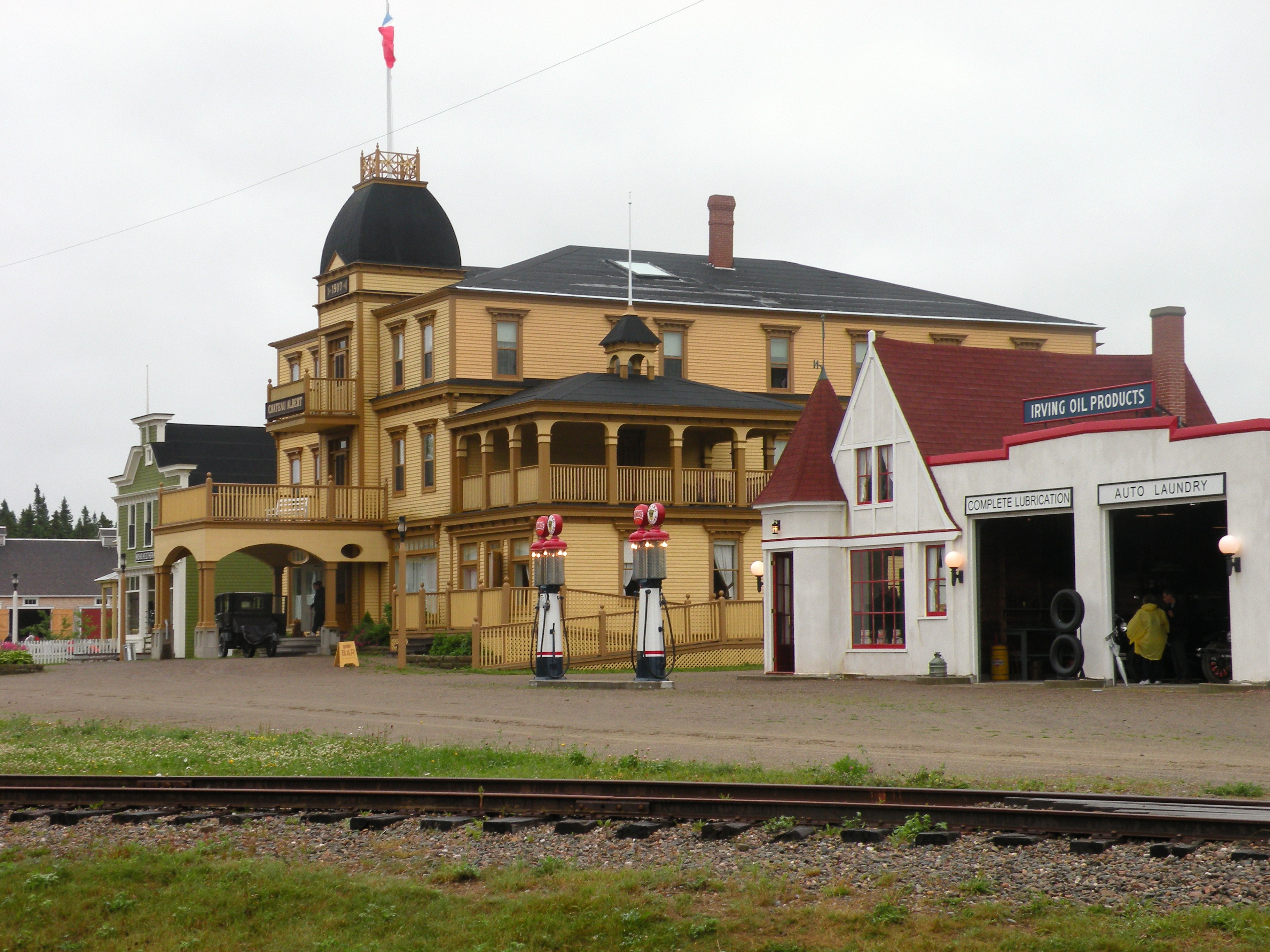
Hôtel conçu par Nazaire Dugas et station-service dessinée par Samuel Roy, au Village historique acadien.

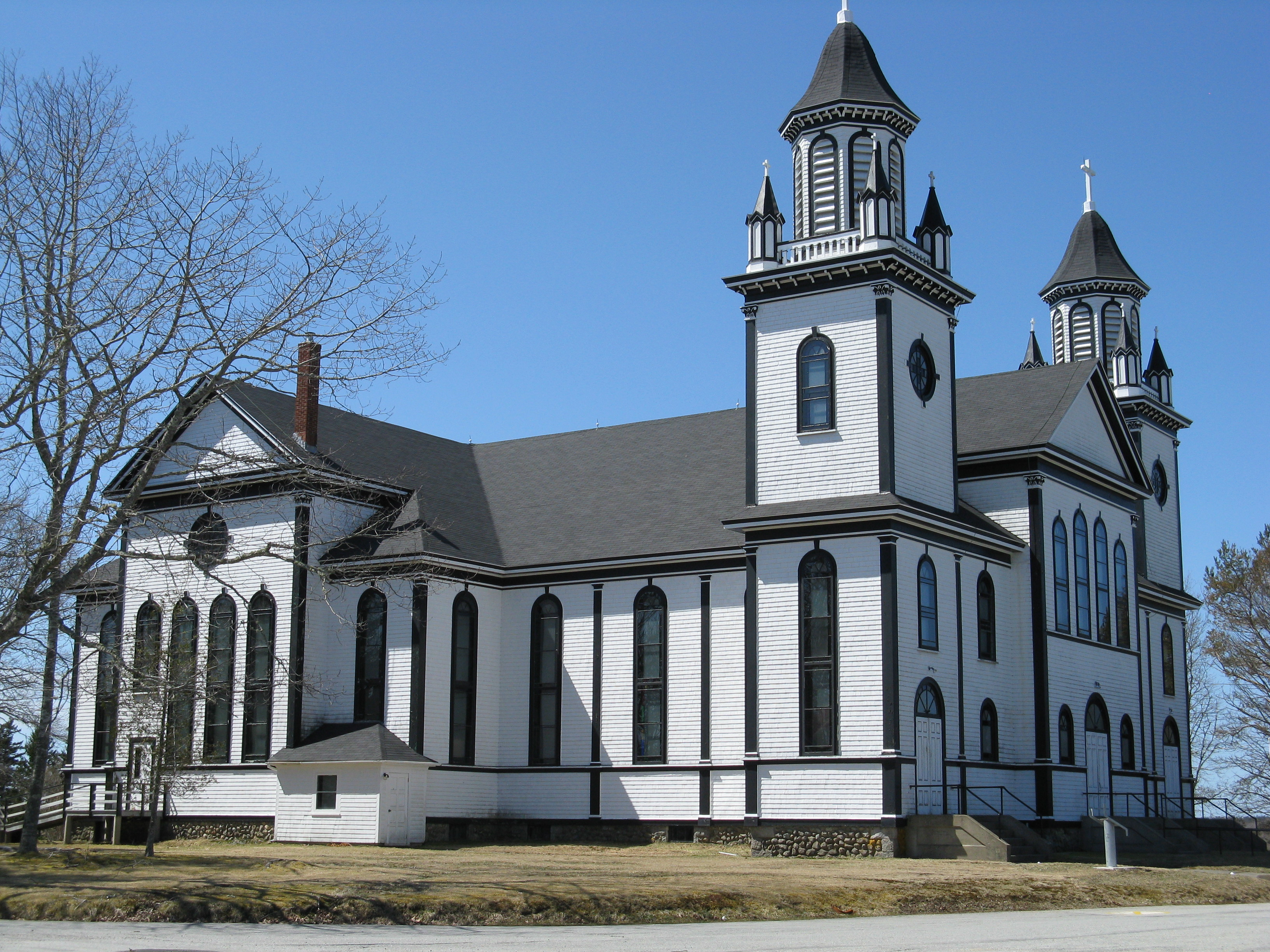
L'église Sainte-Anne du Ruisseau.

L'architecture acadienne trouve son origine en France mais s'adapte rapidement aux conditions climatiques et aux matériaux locaux ; des techniques de construction micmaques et malécites sont ainsi adoptées pour améliorer l'isolation des maisons. Après la destruction presque totale causée par la Déportation des Acadiens, les maisons sont de piètre qualité et construites à la hâte. Malgré l'amélioration des conditions de vie, l'architecture reste simple jusqu'au milieu du XIXe siècle. Les traces d'inspiration française s'effacent alors progressivement devant les influences américaine et anglaise. Les premiers architectes acadiens commencent leur carrière vers la fin du siècle. Léon Léger est reconnu pour son couvent de l'Immaculée-Conception de Bouctouche et Nazaire Dugas a dessiné le Château Albert. Des matériaux comme la brique font progressivement leur apparition. Il est difficile de définir un style typique acadien puisque aucune étude exhaustive n'a été effectuée à ce sujet. Plusieurs villages historiques ont été construits depuis les années 1970 et de nombreux nouveaux édifices s'harmonisent avec l'architecture traditionnelle.

### Arts

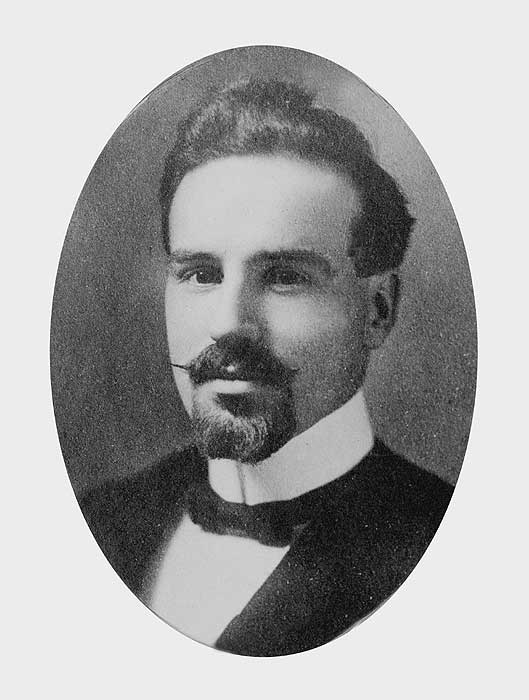
Paul Carmel Laporte.

#### Peinture et sculpture
Jusqu'au début du XXe siècle, la sculpture et la peinture est surtout réalisées par les décorateurs d'églises. Parmi les principales œuvres toujours existantes, notons celles de Philomène Belliveau, Caroline Léger, Anna Bourque-Bourgeois, Jeanne Léger, Alma Buote et Yolande Boudreau, qui ont toutes étudié l'art à l'étranger. À partir des années 1930, le docteur Paul Carmel Laporte enseigne la sculpture et le dessin à Edmundston et forme plusieurs artistes de renom, dont Claude Picard, Claude Roussel et Marie Hélène Allain. À la même époque, plusieurs autres doivent suivre des cours à l'extérieur avant de poursuivre leur carrière en Acadie, dont Gertrude Godbout, Eulalie Boudreau, René Hébert, Georges Goguen, Roméo Savoie, Hilda Lavoie-Franchon et Claude Gauvin. Certains réalisent des peintures religieuses et murales pour les églises, dont Édouard Gautreau, Claude Picard et Ernest Cormier. L'église Sainte-Anne-de-Kent, qui comptait entre autres des tableaux de Gautreau, était surnommée la « chapelle Sixtine de l'Acadie » jusqu'à sa destruction dans un incendie en 2007. Nelson Surette se fait connaître grâce à ses tableaux représentant la vie quotidienne. Adrien Arsenault est aussi reconnu. Nérée De Grâce puise son inspiration dans le folklore acadien et ses tableaux se retrouvent dans plusieurs collections à travers le monde, ainsi que sur un timbre canadien. Les musées canadiens possèdent des œuvres d'autres artistes, dont les plus connus sont les sculpteurs Arthur Gallant, Alfred Morneault et Octave Verret ainsi que les peintres Léo B. LeBlanc, Médard Cormier et Camille Cormier.
En 1963, Claude Roussel met sur pied le département d'arts visuels de l'Université de Moncton. Les diplômés les plus prolifiques sont l'artiste multidisciplinaire Herménégilde Chiasson et le peintre Yvon Gallant mais on compte aussi Paul Édouard Bourque, Jacques Arseneault, Francis Coutellier, Marc Cyr, Pierre Noël LeBlanc, Anne-Marie Sirois, Lucille Robichaud, Lionel Cormier, Luc A. Charette, Daniel Dugas, Guy Duguay, Roger Vautour, Ghislaine McLaughlin, Gilles LeBlanc, Georges Blanchette, Gilles Arsenault, Hélène LaRoche, André Lapointe, Robert Saucier, Jocelyn Jean et Paul-Émile Saulnier.

#### Musique

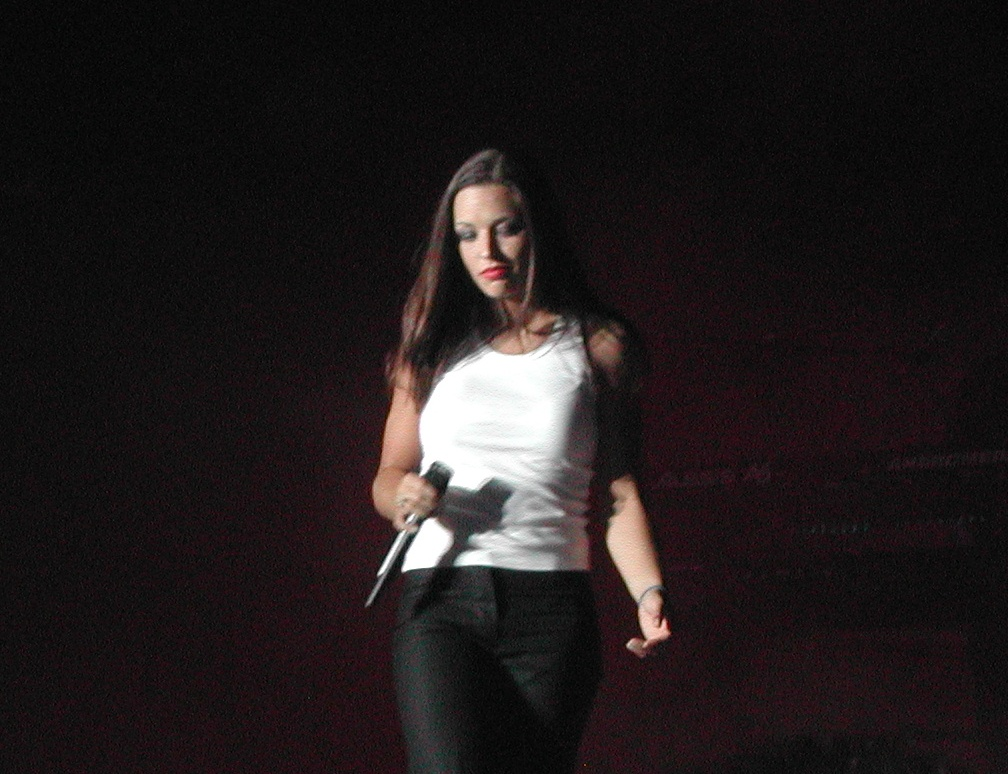
La chanteuse Natasha St-Pier, qui connaît un succès notable en France.

Au XIXe siècle, les communautés religieuses jouent un rôle important dans le développement de la musique acadienne alors que les fanfares des collèges et les chorales paroissiales deviennent rapidement populaires. Plusieurs musiciens dont Arthur Leblanc et Anna Malenfant se font connaître à l'étranger à partir du XXe siècle. À partir des années 1960, les musiciens sont inspirés par le folklore, comme Angèle Arsenault, Édith Butler, Calixte Duguay, Donat Lacroix et les groupes 1755 et Beausoleil-Broussard, tandis que Patsy Gallant jouit d'une grande popularité au Canada avec des genres variés. La musique se diversifie ensuite en plusieurs genres, dont le country (Cayouche, Amelie Hall, Annie Blanchard, George Belliveau, Hert LeBlanc, Flo Durelle, Andy Bast, Frank Williams, Daniel Goguen), le pop (Danny Boudreau, Jean-François Breau, Wilfred LeBouthillier, Natasha St-Pier, Roch Voisine, Marie-Jo Thério), le hip-hop (Radio Radio, Arthur Comeau, Jacobus), le jazz (Les Païens, Roland Borgeois, Martin Melanson, Charles Goguen, Arnaud Melanson, Brian Coughland, Alain Bourgeois, Remi-Jean Leblanc, André Bourgeois, Philip Lucy, Moncton Mingus Band, Matt Babin, Marc Gautreau, Eric Pitre) le rock (Christian Kit Goguen, Lisa Leblanc, Les Hôtesses d'Hilaire, Trans Akadi, Zéro Degrés Celcius), le folk (Les Hay Babies, Joey Robin Haché P'tit Belliveau, Mon Oncle Jason) alors que la musique folklorique reste populaire (Barachois, Grand Dérangement, La Virée, Ode à l'Acadie, Les Fireflies, Vishtèn).
Le Festival acadien, le festival Acadie Rock et le Gala de la chanson de Caraquet sont des événements musicaux d'envergure. Un instrument d'invention acadienne est la tritare.

#### Littérature

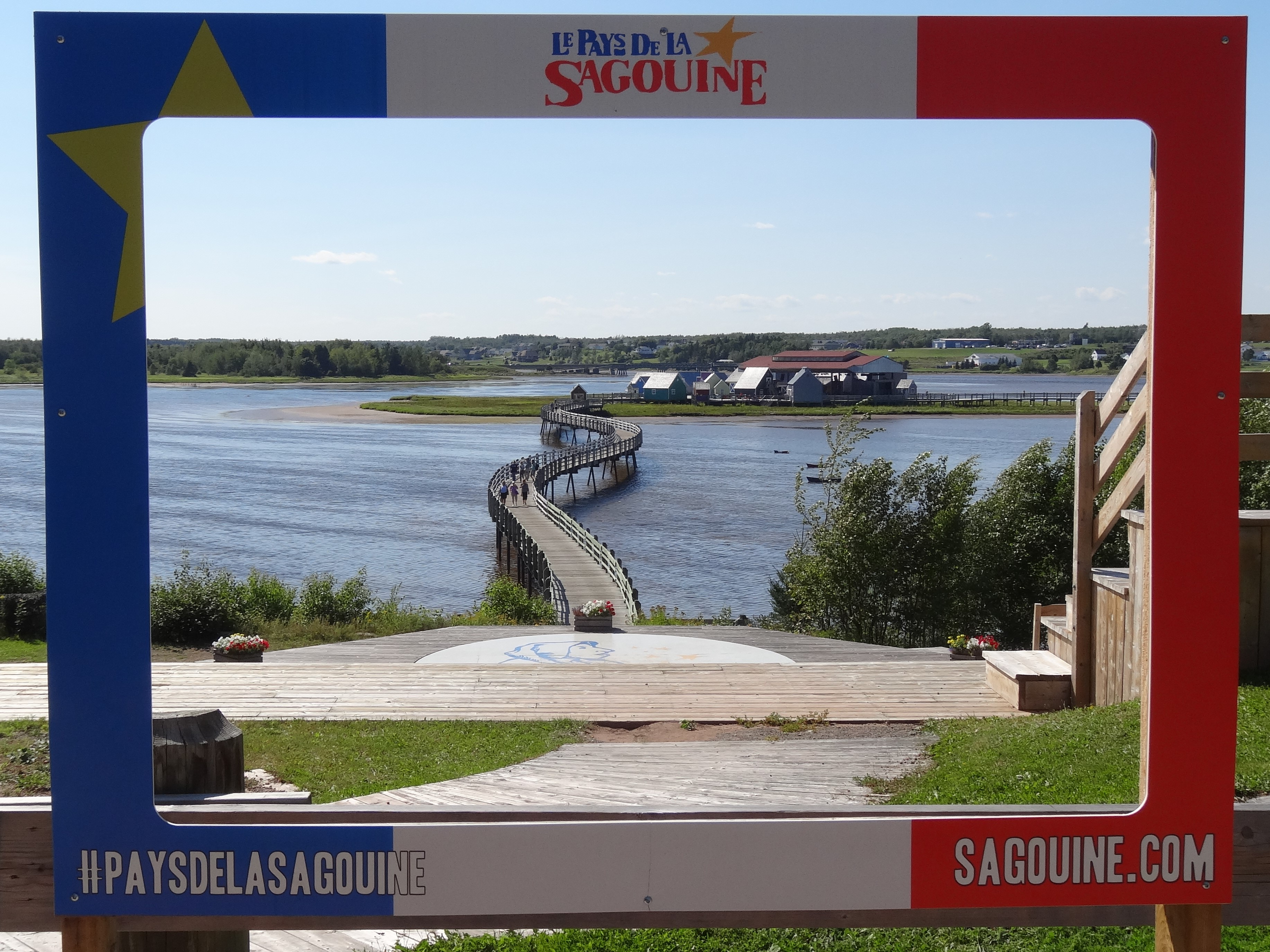
Le pays de la Sagouine, à Bouctouche.

Marc Lescarbot donne naissance à la littérature acadienne et au théâtre acadien à Port-Royal en 1606 en produisant Le Théâtre de Neptune,. Plusieurs visiteurs ainsi que des prêtres ont ensuite écrit sur la géographie ainsi que sur les conditions religieuses et économiques. La situation politique trouble et la lente croissance de la population expliquent le faible nombre de textes produits par les Acadiens durant cette période. Après la Déportation, la littérature prend du temps à réapparaître mais la tradition orale reste florissante. Avec la fondation d'écoles et de collèges au XIXe siècle puis les Conventions nationales acadiennes, les Acadiens et leur clergé commencent à redécouvrir leur identité et leurs aspirations dans un monde d'anglophones. Jusqu'aux années 1960, la littérature est dominée par le débat nationaliste. La redécouverte de l'histoire de l'Acadie donne lieu à un nombre important de textes, en particulier ceux de Pascal Poirier. Au XXe siècle, le nationalisme devient moins important et plusieurs auteurs dont Antonine Maillet se penchent sur d'autres sujets. Plusieurs auteurs de la diaspora publient durant les années 1960, dont Donat Coste et Rénald Després. Dès 1966, les plus jeunes auteurs remettent en question les valeurs traditionnelles ; ce mouvement est amplifié par la Révolution tranquille au Québec, par les réformes de Louis Robichaud au N.-B., par les grèves étudiantes et par le succès phénoménal de La Sagouine d'Antonine Maillet. La poésie est la première forme littéraire à suivre cette tendance ; le roman est dominé par l'œuvre d'Antonine Maillet (Les Cordes-de-bois, Pélagie-la-Charrette -prix Goncourt 1979-) mais de nombreux autres auteurs sont à remarquer. Depuis le milieu des années 1980, la littérature acadienne se porte très bien, ce qu'illustre le nombre grandissant des maisons d'éditions et la reconnaissance dont elle jouit tant en Amérique qu'en Europe. Les œuvres sont de genres variés et la littérature pour enfants se développe.

#### Théâtre
La première pièce de théâtre acadienne, et probablement la première en Amérique du Nord, Le Théâtre de Neptune, fut créée par Marc Lescarbot en 1606. Il n'y a ensuite plus de théâtre durant deux siècles en raison du contexte socio-économique et politique difficile. La tradition orale devint toutefois florissante et a une influence jusqu'à ce jour. Des collèges, notamment le Collège Saint-Joseph de Memramcook, s'intéressent au théâtre dès 1864. Des professeurs comme Alexandre Braud et Jean-Baptiste Jégo créent des pièces très populaires. Des nationalistes comme Pascal Poirier et James Branch créent de leur côté des pièces de théâtre paroissiales. La première troupe indépendante, la Troupe Notre-Dame de Grâce de Moncton, est fondée par Laurie Henri en 1956.
La production de Les Crasseux d'Antonine Maillet en 1968 est considérée comme le véritable début du théâtre acadien. les troupes Les Feux chalins et le Théâtre amateur de Moncton sont fondées la même année et un programme d'arts dramatiques est créé en 1969 à l'Université de Moncton. Présentée en 1971, La Sagouine d'Antonine Maillet connait un succès phénoménal à la suite de sa mise en scène au théâtre du Rideau vert de Montréal en 1972. Elle a depuis été représentée à plus de 2000 reprises avec Viola Léger en tant qu'unique interprète.
Le Théâtre populaire d'Acadie, la première troupe professionnelle, est fondée en 1974 à Caraquet. Elle produit, entre autres, Louis Mailloux de Jules Boudreau et Calixte Duguay ainsi que Le Djibou de Laval Goupil. Le Théâtre l'Escaouette est fondé en 1977 à Moncton et donne une grande place à l'œuvre d'Herménégilde Chiasson. Antonine Maillet poursuit sa carrière, autant au théâtre qu'en littérature. Le théâtre acadien se diversifie dans ses genres et ses thèmes ; le TPA se concentre sur le répertoire alors que le Théâtre l'Escaouette favorise la création. La dramaturgie s'améliore mais le manque de textes acadiens est difficile à combler,.
Le contexte économique difficile des années 1980 force les troupes à annuler des productions et la Compagnie Viola-Léger à cesser ses activités en 1989,. Les troupes se redirigent vers les productions pour enfants, où les textes d'Herménégilde Chiasson se démarquent. Le Pays de la Sagouine est fondé en 1992 à Bouctouche d'après l'œuvre d'Antonine Maillet. De plus en plus de pièces de théâtre sont publiés. Le théâtre redevient plus adulte au milieu des années 1990, et connait un renouveau par la fondation de nouvelles troupes, dont Moncton Sable en 1996, et l'arrivée de nouveaux dramaturges, dont Gracia Couturier. La place qu'occupe les productions québécoises s'attire toutefois des critiques. Quelques nouveaux succès critiques et financiers, dont la reprise de la pièce Louis Mailloux, ainsi que la fondation de festivals, mettent tout de même en valeur les créations typiquement acadiennes.

#### Cinéma
Léonard Forest, le pionnier du cinéma acadien à l'emploi de l'Office national du film du Canada dans les années 1950 et 1960 a tourné cinq films acadiens et est l'instigateur du studio onéfien de Moncton où furent réalisés la plupart des films acadiens jusqu'aux années 1970. La plupart des films acadiens sont des documentaires, dont les longs métrages les plus exportés sont du cinéaste Phil Comeau : Ron Turcotte, jockey légendaire et Zachary Richard, toujours batailleur un film qui s'est mérité 20 prix et qui a été présenté aux Nations unies à Genève. Il y a eu quelques longs métrages fiction qui ont été produits dont le premier film acadien long métrage indépendant en 1994 Le Secret de Jérôme de Phil Comeau qui s'est mérité 15 prix et qui fut aussi présenté à l'UNESCO à Paris, et le film de 2008 Full Blast de Rodrigue Jean qui s'est mérité le prix du Meilleur premier film canadien au TIFF. Les films acadiens avec les records du plus de prix mérités aux festivals canadiens et internationaux, sont de Phil Comeau; Belle-Île en Acadie avec 458 prix et Racines, diaspora & guerre avec 63 prix. Aujourd'hui, une dizaine de maisons de productions acadiennes, surtout basées à Moncton, Caraquet et Halifax, produisent surtout pour la télévision. Le Festival international du cinéma francophone en Acadie, de Moncton, fondé en 1987, est le principal festival du cinéma annuel. Parmi les cinéastes acadiens notoires, mentionnons Phil Comeau, Renée Blanchar, Ginette Pellerin, Rodolphe Caron, Monique Leblanc, Julien Cadieux, Chris LeBlanc, Herménégilde Chiasson, la cinéaste d'animation Anne-Marie Sirois et le scénariste Jacques Savoie. Quelques Acadiens font carrière à Hollywood dont les réalisateurs frères Joseph De Grasse et Sam De Grasse au début du XXe siècle, et l'acteur Robert Maillet au XXIe siècle.

#### Télévision et bande dessinée
Les séries télévisées de fiction notables sont notamment La Sagouine de Phil Comeau, diffusée en 2006, et Belle-Baie de Renée Blanchar, diffusée pendant cinq saisons à partir de 2008. Depuis, quelques autres séries acadiennes de fiction ont vu le jour, mais toutes sont réalisées par des réalisateurs québécois. Anne-Marie Sirois fait des films d'animation. Acadieman est la première bande dessinée acadienne, créée par Daniel « Dano » Leblanc au début des années 2000 et adaptée en série animée à partir de 2005. Le succès du personnage mène à la production du long métrage Acadieman vs. le C.M.A. en 2009.

### Artisanat

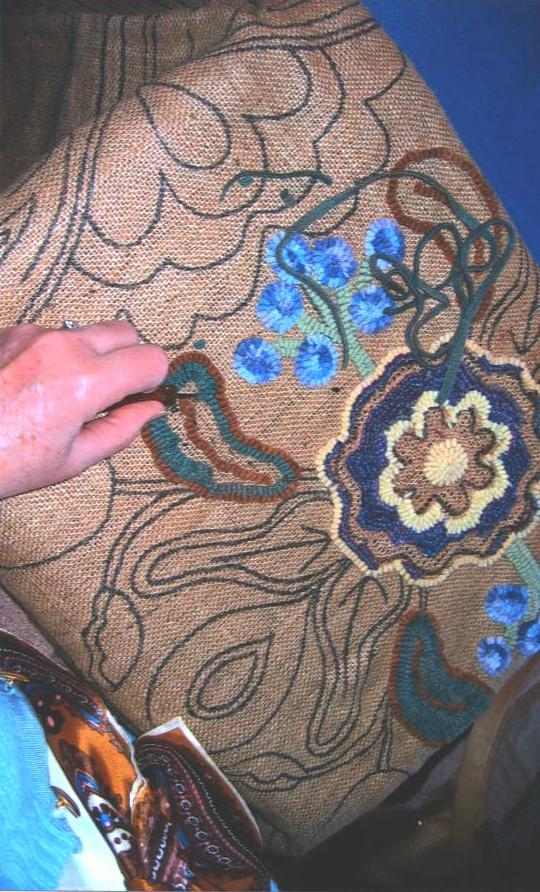
Fabrication d'un tapis houqué.

L'artisanat acadien est avant tout traditionnel. La courtepointe est un artisanat très populaire et bien qu'Evelyn Coutellier a créé des motifs originaux, la plupart des artisans conservent les motifs traditionnels en ne changeant que les couleurs. Chéticamp est reconnu pour ses tapis houqués, qui sont généralement fait en série mais certaines « houqueuses » comme Elizabeth LeFort se sont fait connaître par leurs murales. Les Tisserands du Madawaska, dans la région éponyme, produisent des vêtements et des napperons. La plupart des régions acadiennes de cette province comptent des tisseurs, des sculpteurs sur bois et d'autres sortes d'artisans. On en retrouve aussi à la Baie-Sainte-Marie. Adrienne Landry de Dieppe était auparavant la seule tisseuse d'expérience du sud-est du N.-B. Les Artisans de St-Louis se sont par la suite orientés vers le tissage à l'aide d'une formation financée par le Développement régional. La Coopérative d'artisanat de St-Paul s'est quant à elle dirigée en symmographie (artisanat à base de ficelles) et ses plaquettes représentant La Sagouine sont très populaires. Plusieurs ateliers de poterie ont été aménagés par des diplômés en céramique, comme Les Métiers d'art du Nord-Est par les Frachon, le studio Keramos de Cocagne par Ronald Gauguen, Fernand Daigle à Saint-Louis-de-Kent et Nancy Morin à Moncton.

### Cuisine

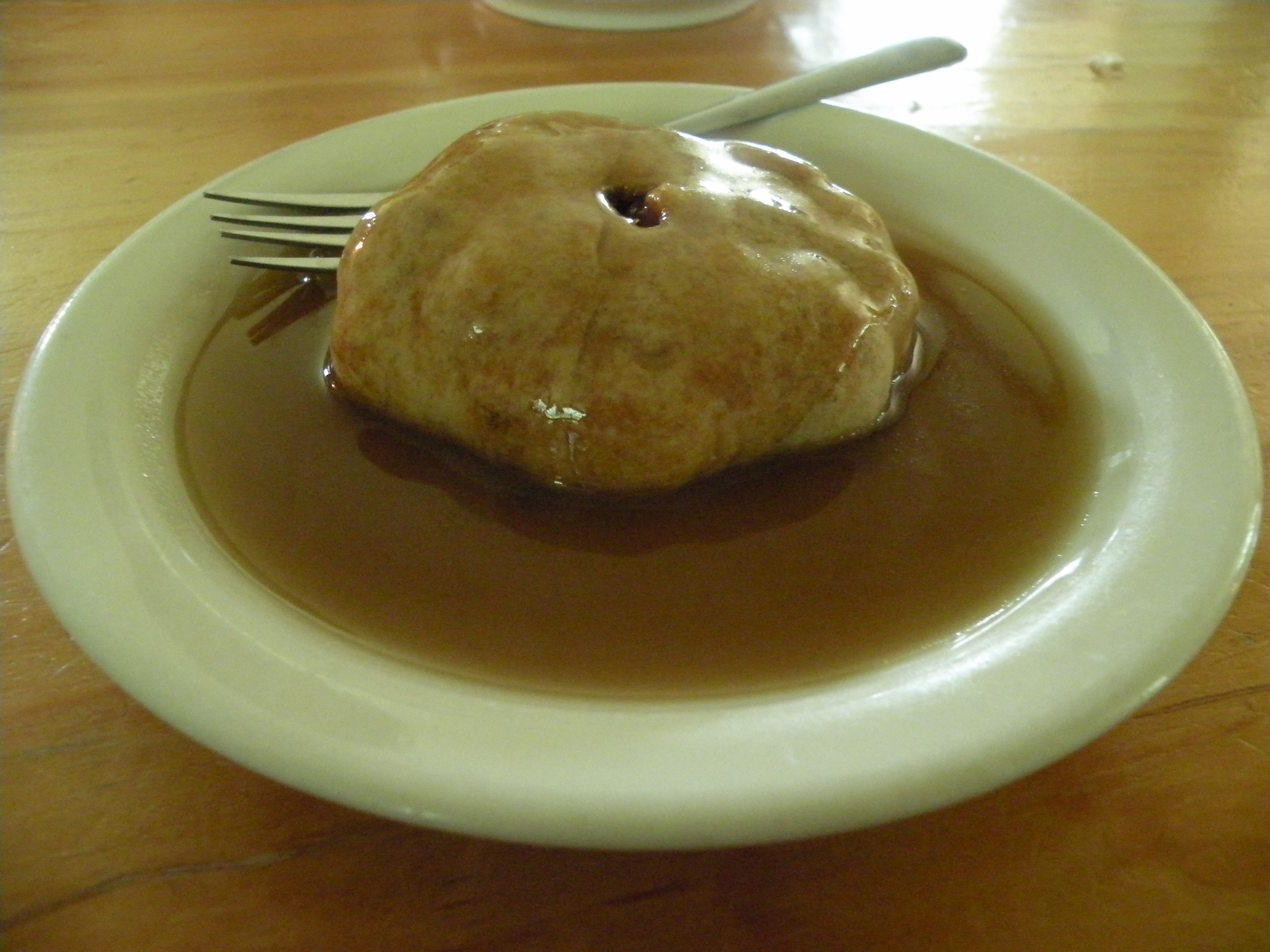
Une poutine à trou.

La cuisine acadienne est d'origine française mais on trouve plusieurs autres influences, particulièrement canadiennes françaises, amérindiennes et même allemandes. Il y a en fait plusieurs cuisines régionales. La plupart des ingrédients sont disponibles sur place alors que certains proviennent d'un commerce ancien avec les Antilles et le Brésil, comme les raisins secs, le riz, la cassonade et la mélasse. La pomme de terre est l'aliment de base et le poisson et les fruits de mer sont très populaires.

### Folklore

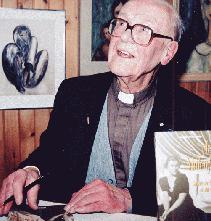
Anselme Chiasson.

Jusqu'à la fin du XIXe siècle, l'isolement de l'Acadie permet la préservation d'un folklore varié, transmis de génération en génération. Les chansons du début du XXe siècle témoignent de l'éveil à la culture. Le folklore est en quelque sorte méprisé par l'élite jusqu'à ce que le journal L'Évangéline publie à partir de 1939 une chronique de Thomas Leblanc sur les chansons acadiennes. Anselme Chiasson et Daniel Boudreau y publient aussi le recueil Chansons d'Acadie entre 1942 et 1956. Des chercheurs étrangers s'intéressent dès lors au folklore acadien, tôt imités par les Acadiens eux-mêmes. L'Université de Moncton enseigne le folklore depuis 1966 et son Centre d'études acadiennes Anselme-Chiasson possède une importante collection à ce sujet, s'ajoutant par exemple à celle de l'Université Laval. Le folklore inspire également de nombreux auteurs, dont Antonine Maillet.

### Diaspora et rayonnement

L'Acadiane dans la Louisiane ; la partie foncée est celle où la culture cadienne est la plus présente.

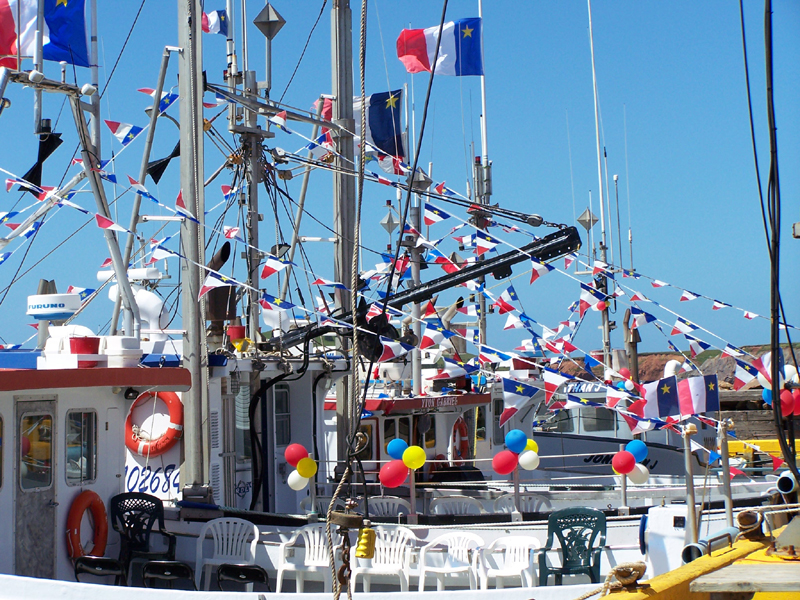
Bateaux décorés du drapeau de l'Acadie, aux îles de la Madeleine.

L'influence culturelle de l'Acadie se ressent surtout aux États-Unis et au Canada. En plus des 500 000 Acadiens des provinces de l'Atlantique, il y aurait en tout un million d'Acadiens ou de Cadiens en Louisiane, un million en Nouvelle-Angleterre (notamment dans le Maine), un million au Québec et probablement 300 000 en France, soit un total d'au moins 3,8 million dans le monde.
Une trentaine de villes et de régions presque partout au Québec peuvent être considérées comme des Cadies. À noter que plusieurs de ces communautés ne sont plus de culture acadiennes de nos jours et que les Acadiens n'ont parfois été que de passage dans certaines d'entre elles. Aux États-Unis, il y a des communautés acadiennes au nord du Maine (Madawaska), ainsi que des minorités significatives dans plusieurs villes de la Nouvelle-Angleterre et en Floride. Les Cadiens sont présents au sud-ouest de la Louisiane (Acadiane) et au sud-est du Texas (Beaumont, Port Arthur). Il y a également une minorité significative dans la région de Los Angeles. Pour la France, on compte entre autres Saint-Pierre-et-Miquelon, la Guyane, Belle-Île-en-Mer et Saint-Malo pour la Bretagne, Archigny en Nouvelle-Aquitaine ainsi qu’une minorité à Nantes.
Les Cadiens sont intimement liés aux Acadiens car ils descendent d'expatriés acadiens et d'autres immigrants établis en Louisiane vers la fin du XVIIIe siècle. L'Acadiane, en Louisiane, est d'ailleurs un territoire officiellement reconnu. Ainsi, la culture cadienne s'exprime par plusieurs biais que voici : langue, architecture, littérature, musique et cuisine.
Le français cadien est influencé par le français acadien. Le Conseil pour le développement du français en Louisiane (CODOFIL) est une agence de l'État de Louisiane pour la promotion de l'usage du français dans la population louisianaise. L'anglais cadien est d'ailleurs un dialecte d'anglais parlé par les Cadiens anglicisés. Par ailleurs, dans le Nord de l'État du Maine, on peut trouver au sein de la population anglophone des influences de la syntaxe et du vocabulaire français à cause de la présence d'Acadiens dans la région.
Les exilés en Louisiane développèrent trois styles d'architecture, dont l'un inspiré de l'architecture acadienne traditionnelle. Ces différents styles ne sont plus utilisés à partir de 1911 mais reviennent à la mode depuis les années 1990. De nombreux exemples d'architecture acadienne sont par ailleurs visibles au Maine, au Québec et en France.
La littérature cadienne francophone est quant à elle apparue en 1980, lorsque Jean Arcenaux a publié Cris sur le Bayou. David Cheramie, Debbie Clifton et Zachary Richard ont aussi été publié, et ce autant aux États-Unis qu'au Canada.
La musique cadienne, originaire de Louisiane, est un mélange de genres musicaux et d'influences culturelles. Elle est liée à la musique country et au western swing mais plonge ses racines dans la musique acadienne du XVIIIe siècle. Ses instruments de prédilection sont le violon puis l'accordéon. Viennent ensuite la guitare, le 'tit fer (triangle), le frottoir (planche à laver) et la musique à bouche (harmonica). Les premiers enregistrements datent de 1928. Le zarico, ou zydeco est un genre musical dérivé de la musique cadienne. Cette musique se chante autant en français cadien qu'en anglais ou en créole louisianais. Parmi les musiciens notoires, mentionnons Zachary Richard, Cléoma Falcon, Cleveland Crochet et Joe Falcon. L'artiste cadien Rufus Thibodeaux est célébré par Michel Fugain dans sa chanson Les Acadiens.
Quant à la cuisine cadienne, elle s'inspire des cuisines acadiennes et françaises, auxquelles s'ajoutent des influences espagnoles, africaines, anglo-américaines, antillaises et amérindiennes.
Le cinéaste acadien Phil Comeau, a réalisé plusieurs films sur la diaspora acadienne en France, en Louisiane et au Québec: Racines, diaspora & guerre (2023), Belle-Ile en Acadie (2019), Belle-Ile-en-Mer, île bretonne et acadienne (2016), Zachary Richard, toujours batailleur (2016), Les Acadiens du Québec (2011, série).